# Castres olympique
Maillots
Actualités
Dernière mise à jour : 20 juin 2025.
Le Castres olympique (CO) est un club professionnel français de rugby à XV situé à Castres, dans le département du Tarn, en région Occitanie. Fondé en 1906, le CO évolue actuellement en Top 14 (première division du championnat de France de rugby), et est domicilié au stade Pierre-Fabre, nommé en référence à Pierre Fabre, son mécène historique depuis 1988, fondateur des laboratoires pharmaceutiques éponymes.
Quintuple champion de France de première division (1949, 1950, 1993, 2013, 2018), triple vice-champion de France (1995, 2014, 2022), vainqueur de la Coupe de France (1948), le CO évolue dans l'élite du rugby français depuis le titre de champion de France du groupe B (1989).
Castres, Toulouse  et Clermont-Ferrand sont dans l'élite sans discontinuer depuis l'ère du professionnalisme en 1995.
Le CO est aussi vainqueur du Bouclier européen (2003) et a participé à dix-neuf éditions de la coupe d’Europe entre la première édition en 1996 et 2025.

## Historique

### Les débuts du Castres olympique (1906-1948)

#### Fondation du club et Première Guerre mondiale
Le Castres olympique est fondé le 20 février 1906 par d'anciens élèves du collège de Castres réunis dans la brasserie de l'Europe. Eugène Agert, âgé de 27 ans et directeur de l'enseigne Aux Dames de France, en est le premier président.
En 1913, le Castres olympique recrute son premier international français, l'ouvreur, centre ou ailier Marcel Burgun, vice-champion de France en 1912 avec le Racing Club de France. Il est capitaine du XV de France en 1914 contre l'Angleterre.
Quarante-et-un joueurs et dirigeants du Castres olympiques meurent lors de la Première Guerre mondiale, dont Marcel Burgun et les frères Nicouleau. Une stèle honore la mémoire des joueurs du CO morts pour la France en 1914-1918 et aussi en 1939-1945 entre la Tribune Nord et la Tribune Gabarrou. Une rue longeant le stade Pierre-Fabre et la tribune Francis Rui est baptisée Frères Nicouleau en leur mémoire. Une autre rue, située à La Borde Basse, est baptisée en hommage à Marcel Burgun.

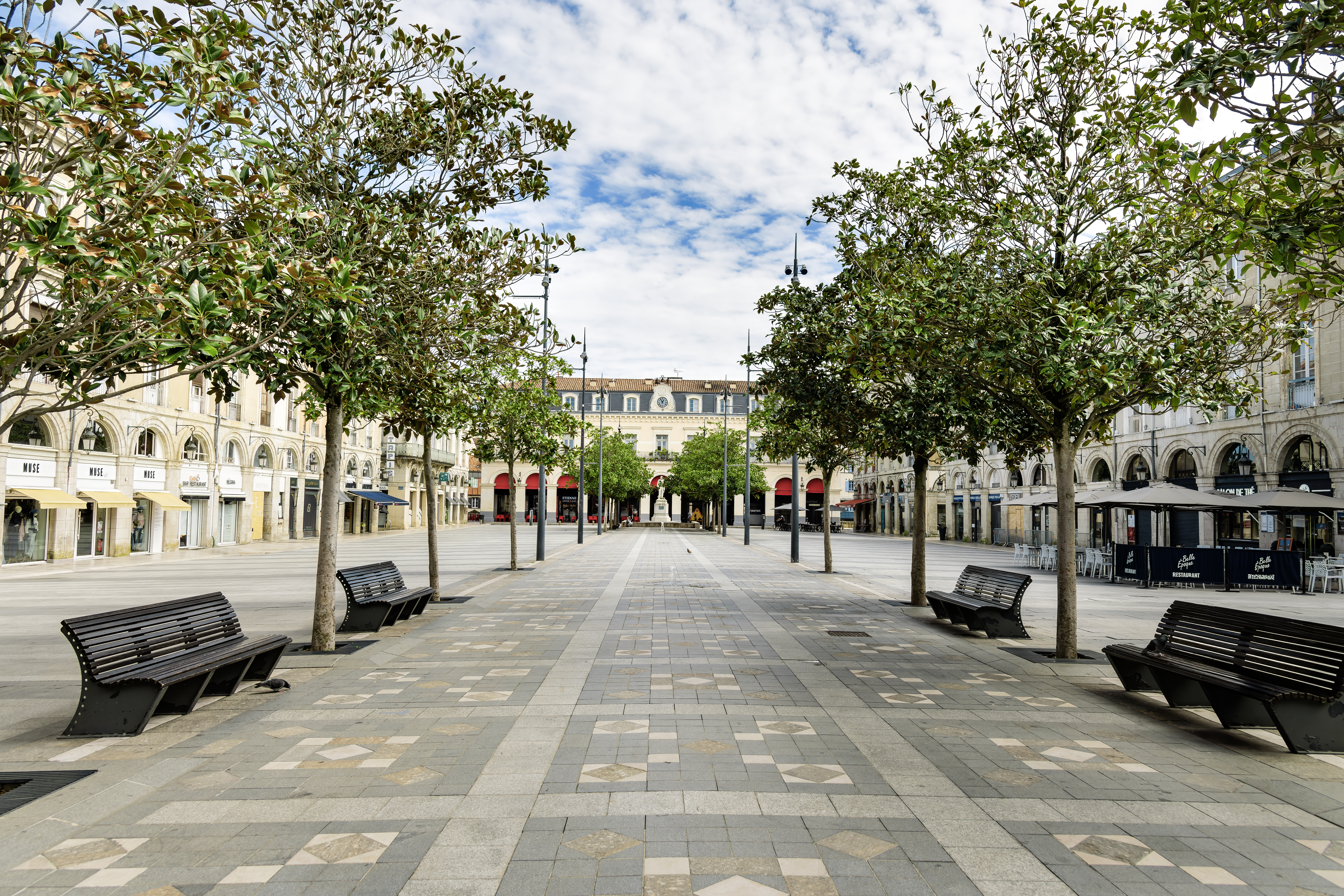
Place Jean Jaurès à Castres. Au fond à droite : la brasserie de l'Europe, où le club est fondé en 1906.
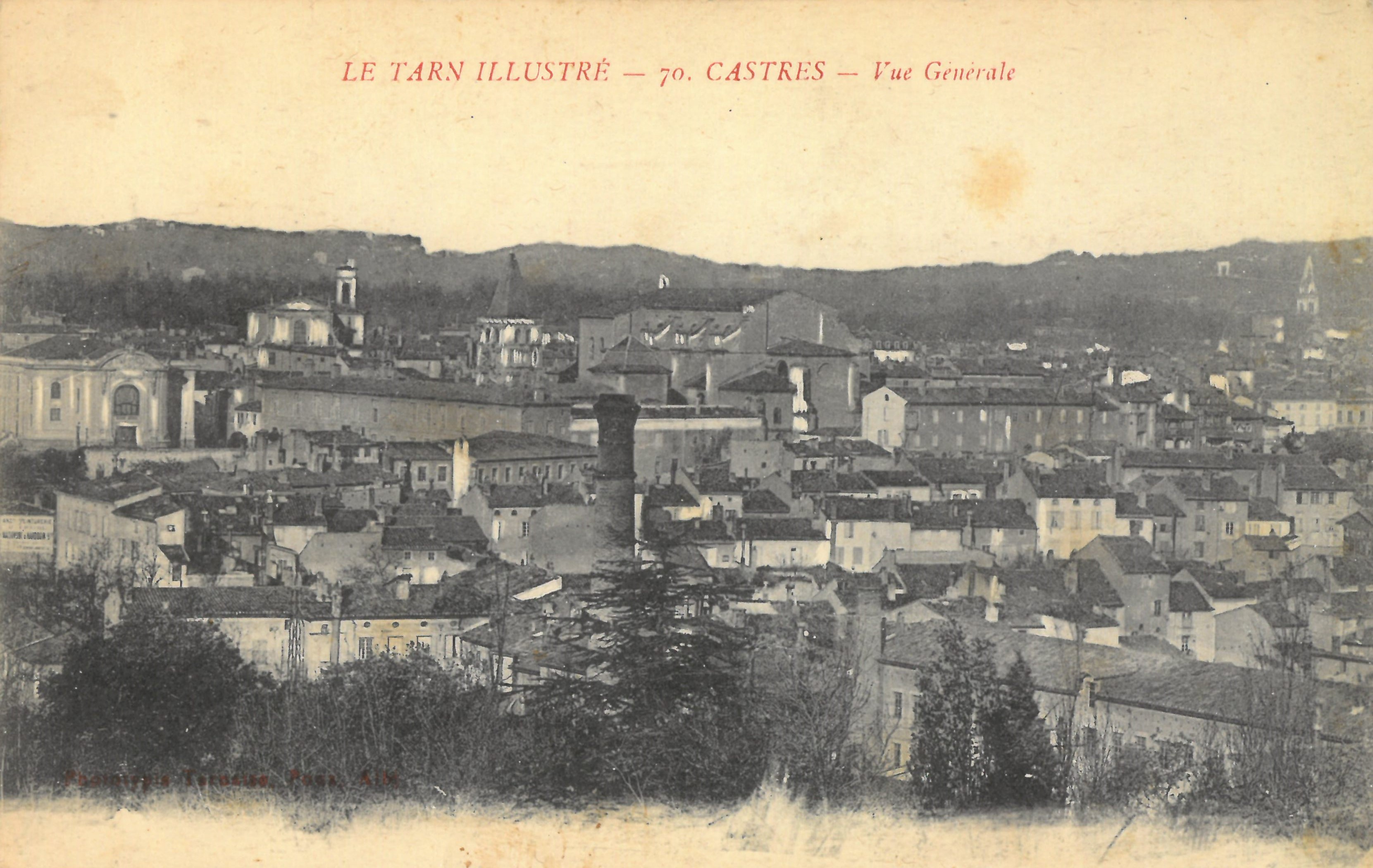
Ville de Castres au début du XXe siècle où le rugby est en plein essor.
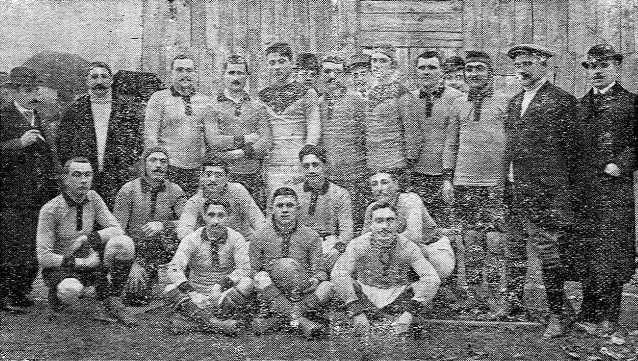
L'équipe du Castres olympique en 1911 avant la Grande Guerre.
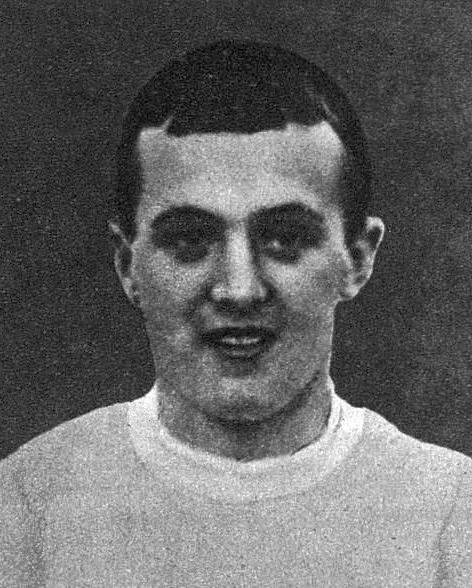
Le premier international recruté par le CO, Marcel Burgun en 1914.
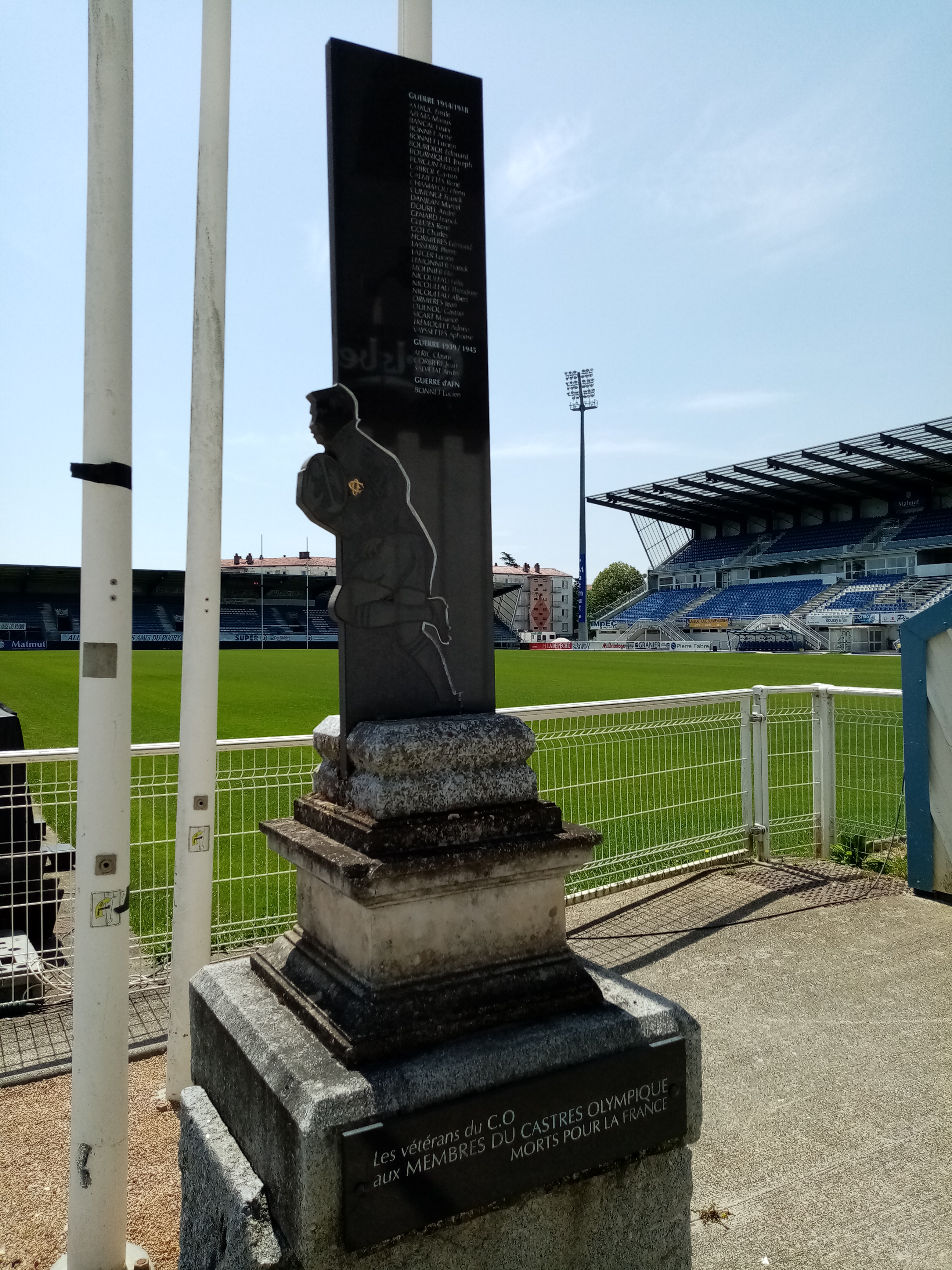
Stèle au stade Pierre Fabre honorant les joueurs du CO morts en 14-18 et 39-45

#### Succès dans l'entre-deux-guerres
En 1921, le Castres olympique est champion des Pyrénées de 2e série en battant Pamiers 6 à 0, après prolongations.
En 1922, il accède au championnat de France de 1re division en barrage contre Saint-Girons mais est rétrogradé trois ans plus tard.
L'abbé Henri Pistre, ancien joueur du SC Albi, devient dirigeant et entraîneur du Castres olympique en 1934.
En 1936 et 1937, le club est champion des Pyrénées Honneur.

#### Montée du CO en championnat de France de première division (1943)
En 1939, le Castres olympique termine troisième de sa poule derrière Montauban et Albi mais sera promu en première division, porté à 95 clubs à la reprise en 1943.
Le CO monte en championnat de France de première division lors de la saison 1942-1943 où il affronte comme premier club le CA Brive.

#### Qualifications en phases finales de coupe et championnat de France (1947)
En 1947, à Bordeaux, Castres s'incline en huitième de finale de coupe de France contre la Section paloise 25 à 12.
Puis, le Castres olympique élimine le Stadoceste tarbais 19 à 0 en huitième de finale du championnat de France avant d'échouer en quart de finale 8 à 0 contre le SU Agen d'Albert Ferrasse et de Guy Basquet, futur vice-champion de France.

### Premiers titres nationaux: les trois Glorieuses (1948-1950)

#### Victoire en coupe de France (1948)
En 1948, le CO atteint de nouveau les huitièmes de finale du Championnat, qu'il perd face à l'US Romans 7 à 5.
En coupe de France, le Castres olympique élimine en demi-finale les Girondins du CA Bègles par 8 à 5 et accède à la finale de cette compétition pour la première fois.
Le 30 mai 1948, le Castres olympique et son capitaine Jean Matheu-Cambas remportent la coupe de France en battant le FC Lourdes de Jean Prat 6 à 0 au parc Lescure de Bordeaux, grâce à deux essais marqués par le deuxième ligne Jean Pierre-Antoine. La foule accueille dans le centre-ville de Castres les Olympiens qui rapportent dans le Tarn leur première et unique coupe de France.

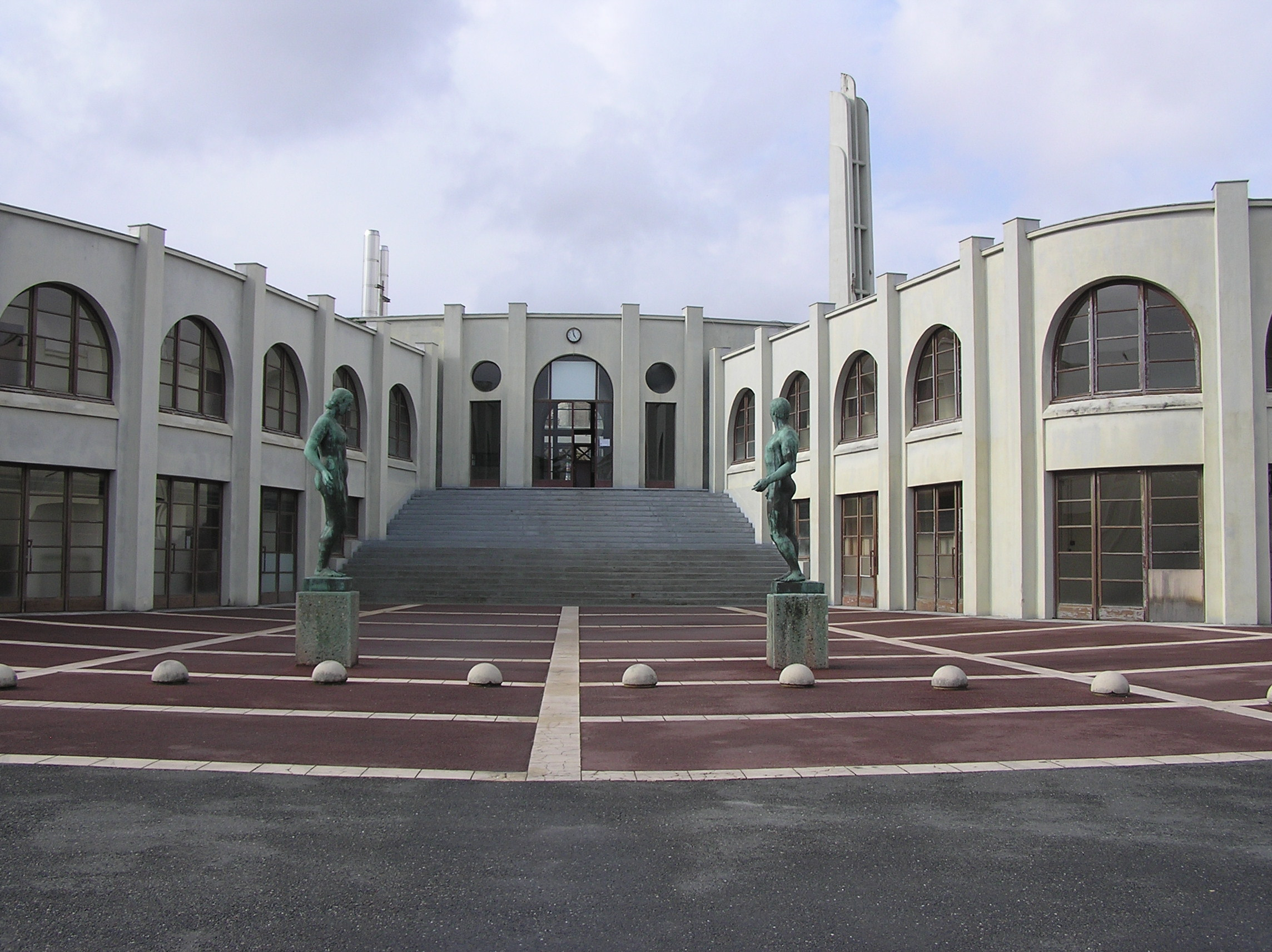
Entrée du Parc Lescure de Bordeaux.
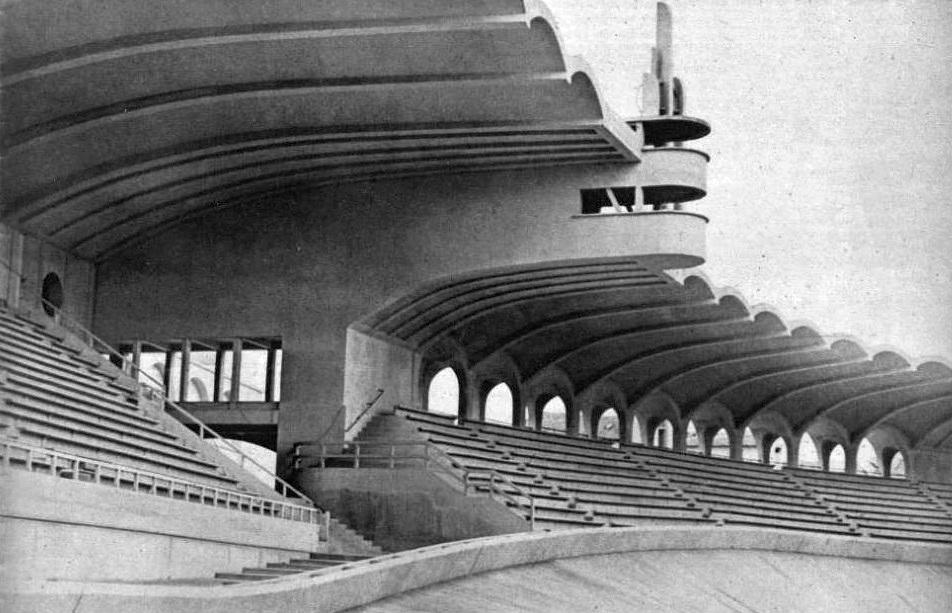
Le Parc Lescure, où s'affrontèrent Castres et Lourdes en 1948.
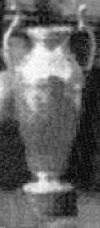
Castres gagne la coupe de France.

Pierre Maffre, industriel à Castres, contribue au succès du club dont il est le mécène. Le club recrute le troisième ligne et international agenais Jean Matheu-Cambas, le trois-quart aile international clermontois Maurice Siman, le demi-de-mêlée lourdais André Chanfreau, le pilier toulousain Jacques Larzabal et les deux treizistes, l’ailier catalan Armand Balent et l’ouvreur Albert Torrens.

#### Premier titre de champion de France (1949)
Le capitaine Jean Matheu et les Olympiens, entraînés par Antonin Barbazanges et Jean-Baptiste Bedère, éliminent l'USA Limoges en huitième de finale (21-6), puis le RC Toulon (17-6) en quart de finale, et enfin le CS Vienne de l’international Georges Brun (12-6) en demi-finale.
Le 22 mai 1949, le CO décroche son 1er titre de champion de France en battant, lors de la finale à Toulouse, le Stade montois du demi-de-mêlée Jean Darrieussecq et du talonneur Pierre Pascalin, futurs internationaux, 14 à 3 grâce à trois essais inscrits par Jean Matheu-Cambas, René Coll et Armand Balent. Jean Pierre-Antoine inscrit une transformation et Albert Torrens un drop.
Là encore, une foule considérable accueille les champions de France à leur retour. Castres est le 1er club de rugby du Tarn à ramener le Brennus dans le département.

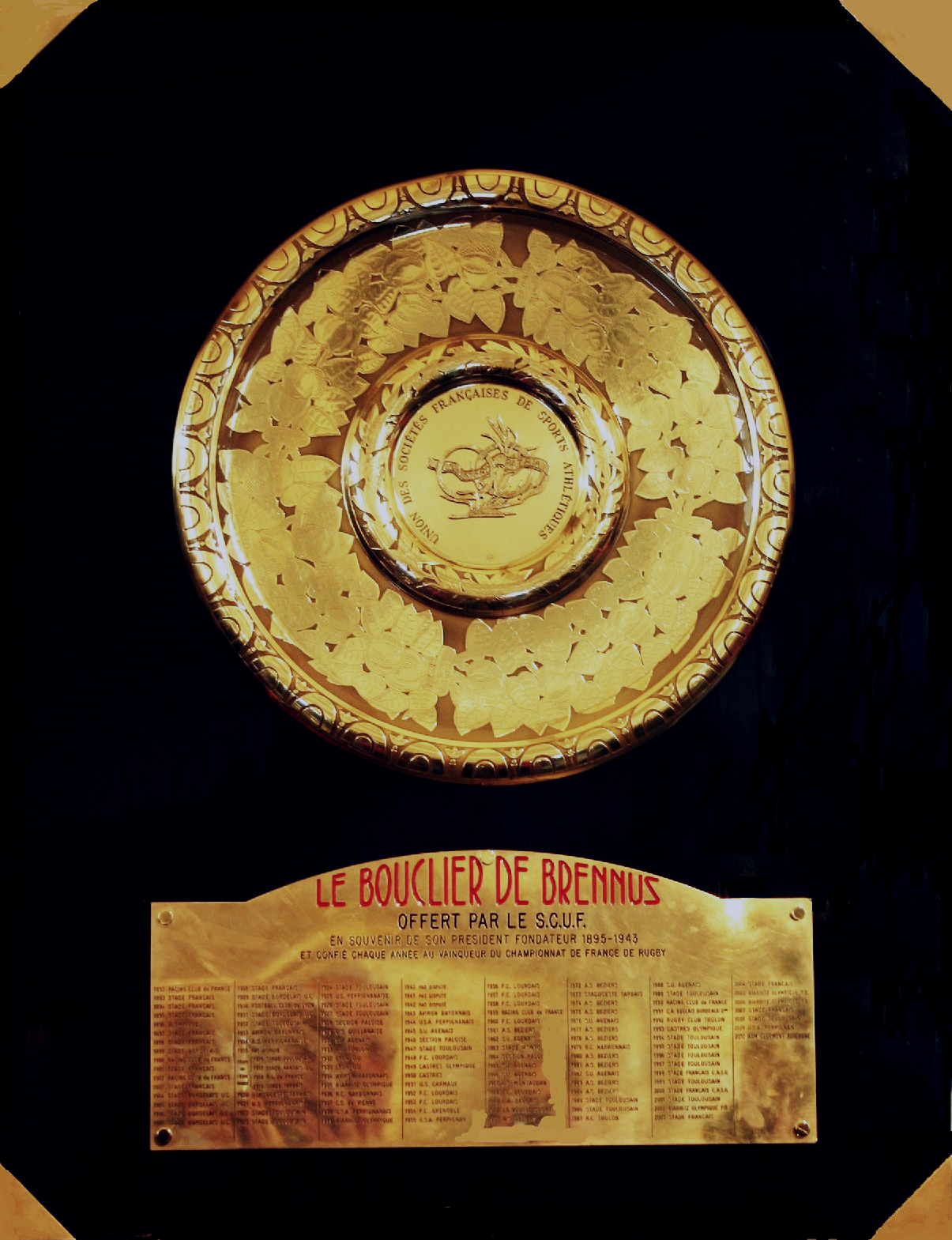
Castres soulève 2 Boucliers de Brennus consécutifs en 1949 et 1950.
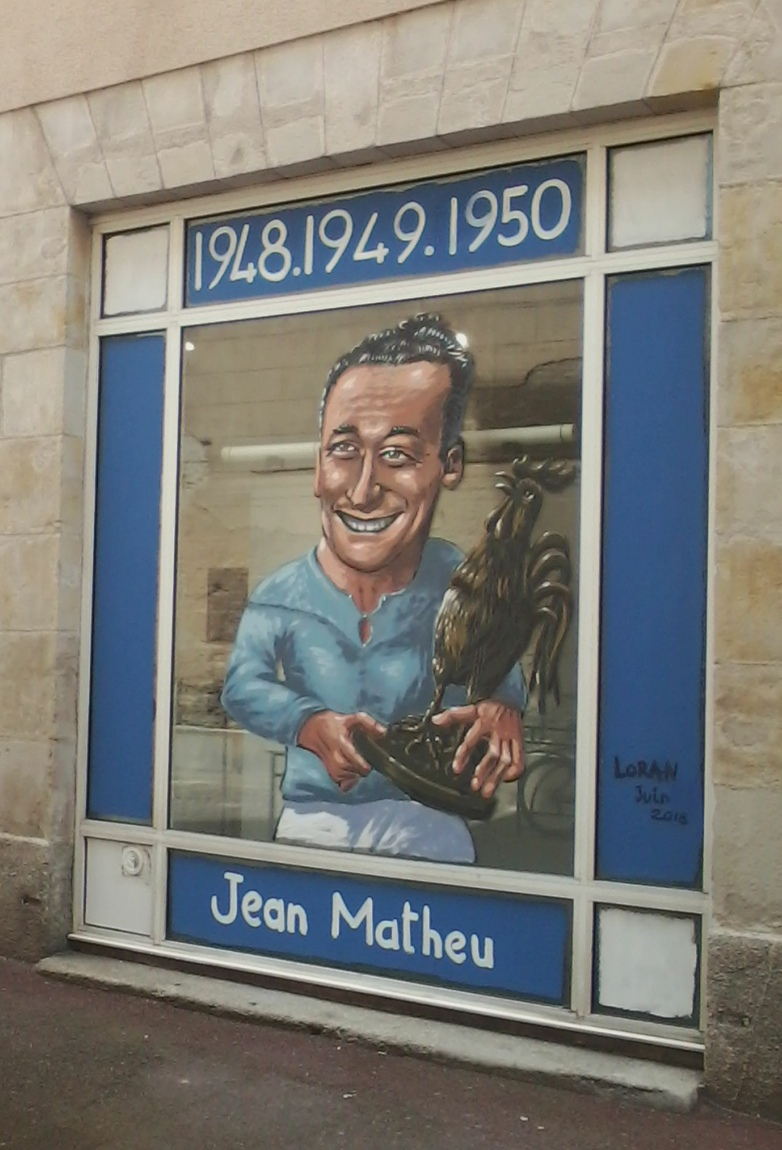
Hommage en juin 2018 à Jean Matheu capitaine du CO, 70 ans après ses 3 titres.
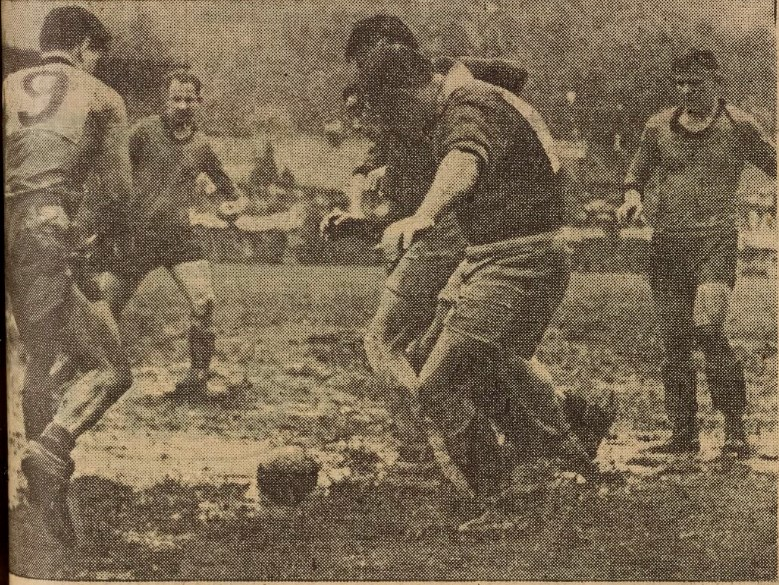
Castrais et Montois s'affrontent en finale sous un déluge de pluie.
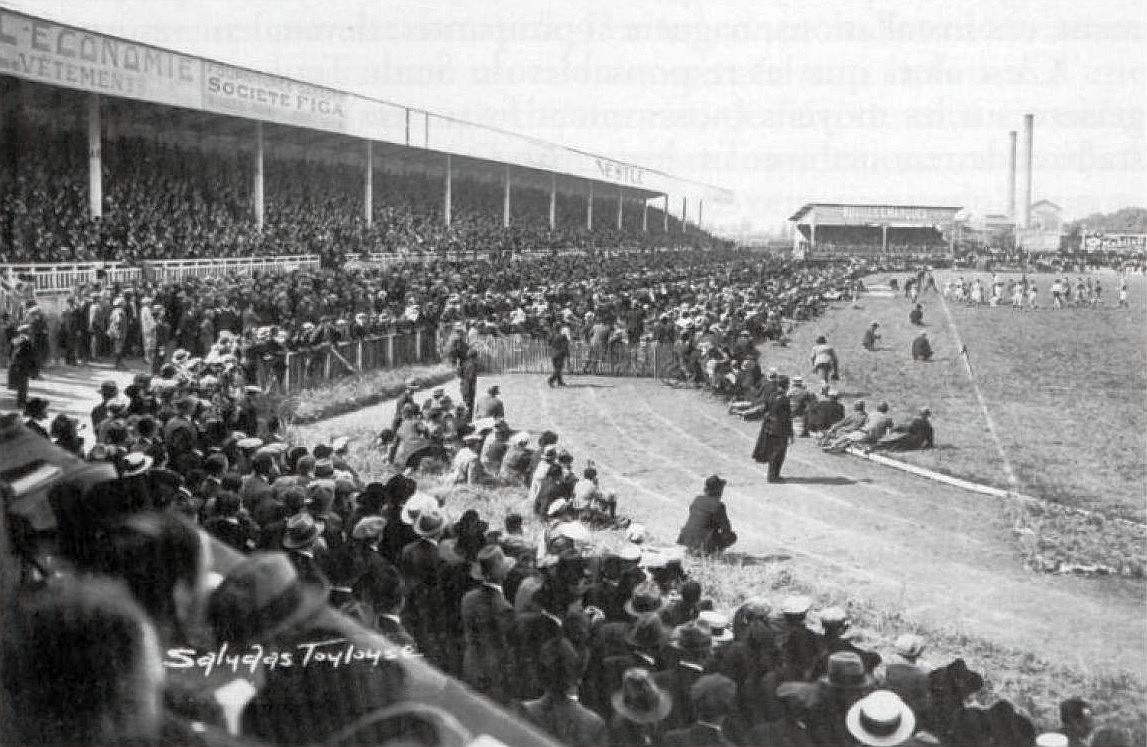
Le stade des Ponts-Jumeaux de Toulouse où le CO s'impose en finale contre le Stade Montois et le Racing Club de France.

#### Exposition sur le Castres olympique au musée Goya
Le musée Goya organise une exposition intitulée "Le Castres olympique hier et aujourd'hui" en juin 1949. Le CO du capitaine Jean Matheu-Cambas champion de France en titre, un mois auparavant, visite l'exposition et aussi le nouveau musée Goya désormais consacré à l'art hispanique en présence de Gaston Poulain conservateur du musée Goya depuis 1947.

#### Deuxième titre de champion de France (1950)
Le CO champion de France s'impose dans la première partie de saison à Vichy puis face à Dijon et Dax.
En novembre 1949, les Castrais effectuent une tournée en Catalogne avec deux matchs amicaux contre l'USA Perpignan au stade Aimé Giral. Le CO est invité aussi en Espagne par les Catalans du FC Barcelone rugby, champion de Catalogne, club fondé en 1924 et célébrant ses 25 ans d'existence. Le 23 novembre 1949, Castres bat Barcelone (13-8).
Castres champion de France élimine l'AS Béziers (6-3) en huitième de finale, l'USA Limoges (6-3) en quart de finale, puis la Section paloise (12-11) en demi-finale.
Le CO remporte son 2e titre de champion de France consécutif en battant, au stade des Ponts-Jumeaux de Toulouse, les Parisiens du Racing Club de France par 11 à 8 grâce à trois essais d'Armand Balent, Jean Matheu et Robert Espanol auxquels il faut ajouter une transformation de Jean Pierre Antoine.
Les Parisiens alignent sur la pelouse à l'époque cinq internationaux français dans ses lignes arrière dont le demi-de-mêlée Gérard Dufau, l'ailier Fernand Cazenave ou le centre Pierre Dizabo.

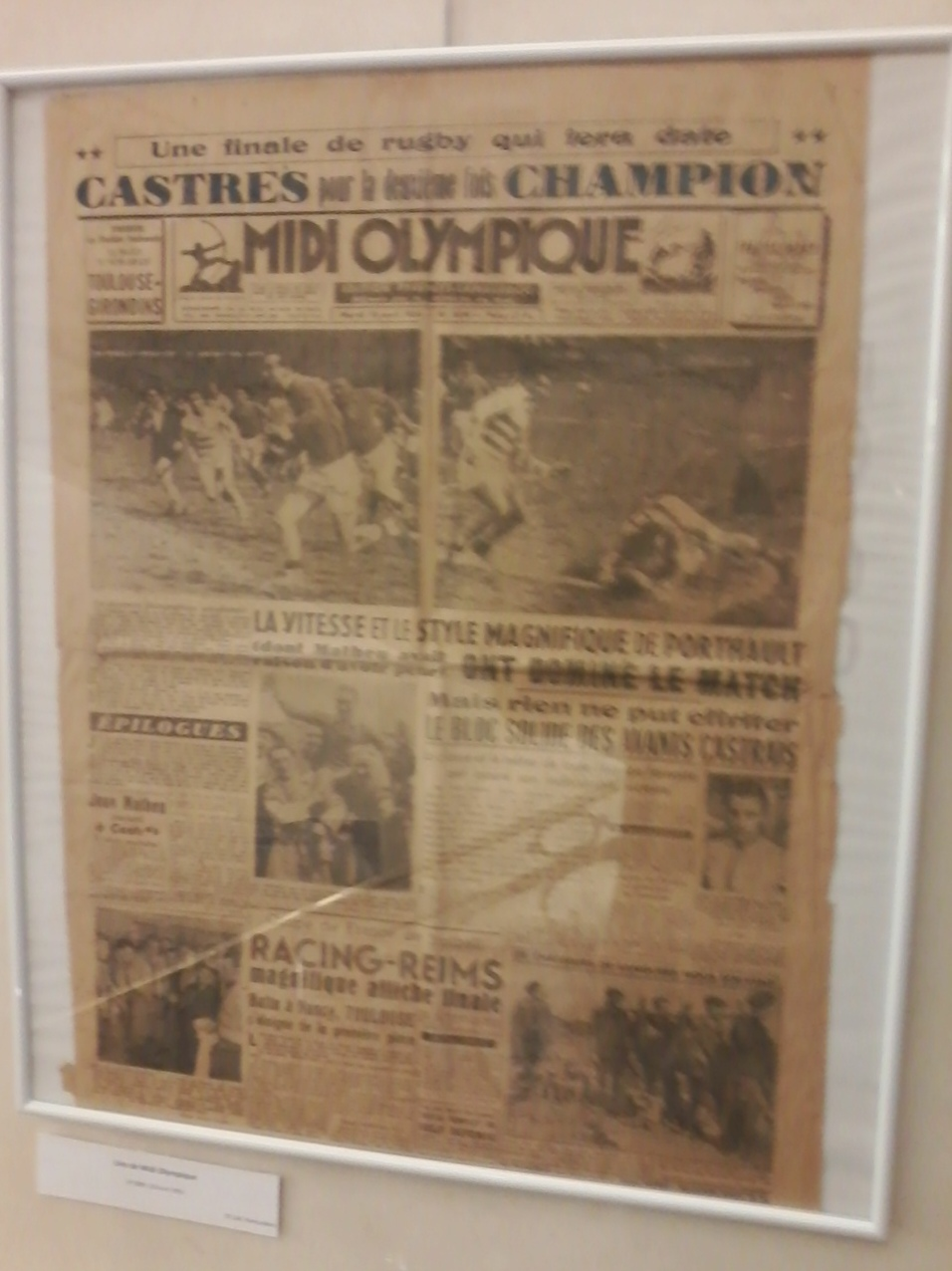
Une du Midi olympique en 1950 : Castres est double champion de France !

Seuls Toulouse, Béziers, Paris, Lourdes et Biarritz ont obtenu un doublé depuis l'après guerre. Le CO, alors entraîné par l’ancien treiziste Antonin Barbazanges est à l'époque surnommé « la machine du championnat ». Jean Matheu porte parfois le brassard de capitaine. Parmi ces joueurs on peut citer aussi Clément Fité, André Alary, Jacques Larzabal, Georges Amen, Maurice Siman, Robert Bardy, etc.
L'international Robert Espanol, dernier survivant  des doubles champions de France avec le Castres Olympique, qui arrêta le rugby prématurément à 22 ans seulement, s'est éteind
à l'âge de 94 ans en 2024.
L'entraîneur Barbazange se plaint dans le journal l'Équipe, du 18 avril 1950, de l'accueil hostile du public toulousain.
Entre 1948 et 1950, le XV du CO n'est que très peu modifié dans sa composition d'équipe. Une fête est organisée à la Brasserie de l'Europe et de la foule vient contempler et toucher le Bouclier de Brennus.
Ces deux Boucliers de Brennus après la coupe de France donnent au club le palmarès qu'il attend depuis sa création.

### Fin de la période glorieuse

#### Qualifications en phases finales du championnat de France (1952 et 1953)
Dans la course au titre lors de la saison 1951-1952, les Olympiens éliminent les Audois du RC Narbonne en huitième de finale. Le CO s’incline ensuite en quart de finale contre le Stade montois.
Castres est battu en huitièmes de finale par le Racing Club de France la saison suivante en 1953. Le CO se renforce en recrutant le pilier Henri Daffos évoluant auparavant au Stade toulousain. Il arrête sa carrière de manière prématurée cinq ans plus tard en 1957, à seulement 27 ans, à cause d'une hernie discale.

#### Demi-finaliste contre Dax (1956)
Castres élimine d'abord le SC Mazamet en huitième de finale puis le SC Tulle en quart de finale du championnat de France. Néanmoins, les Olympiens échouent en demi-finale contre les Landais de l'US Dax en 1956 mettant ainsi fin aux années les plus fastes du club.

#### Disparition tragique du capitaine Jean Pierre-Antoine (1956)
Le 30 septembre 1956, le capitaine Jean Pierre-Antoine décède à l'âge de 35 ans après un match opposant le Castres olympique à  l'US Montréjeau. Blessé à la tête au cours de ce match, il s'effondre dans les douches après la rencontre et est conduit à l'hôpital de Purpan à Toulouse où il meurt le 2 octobre d'une thrombose artérielle. Des milliers de personnes se rassemblent pour ses obsèques. En son hommage, le stade du CO est appelé stade Jean Pierre-Antoine entre 1957 et 2017.

### Résultats sportifs irréguliers dans les années 1960-1980

#### Longue période de disette

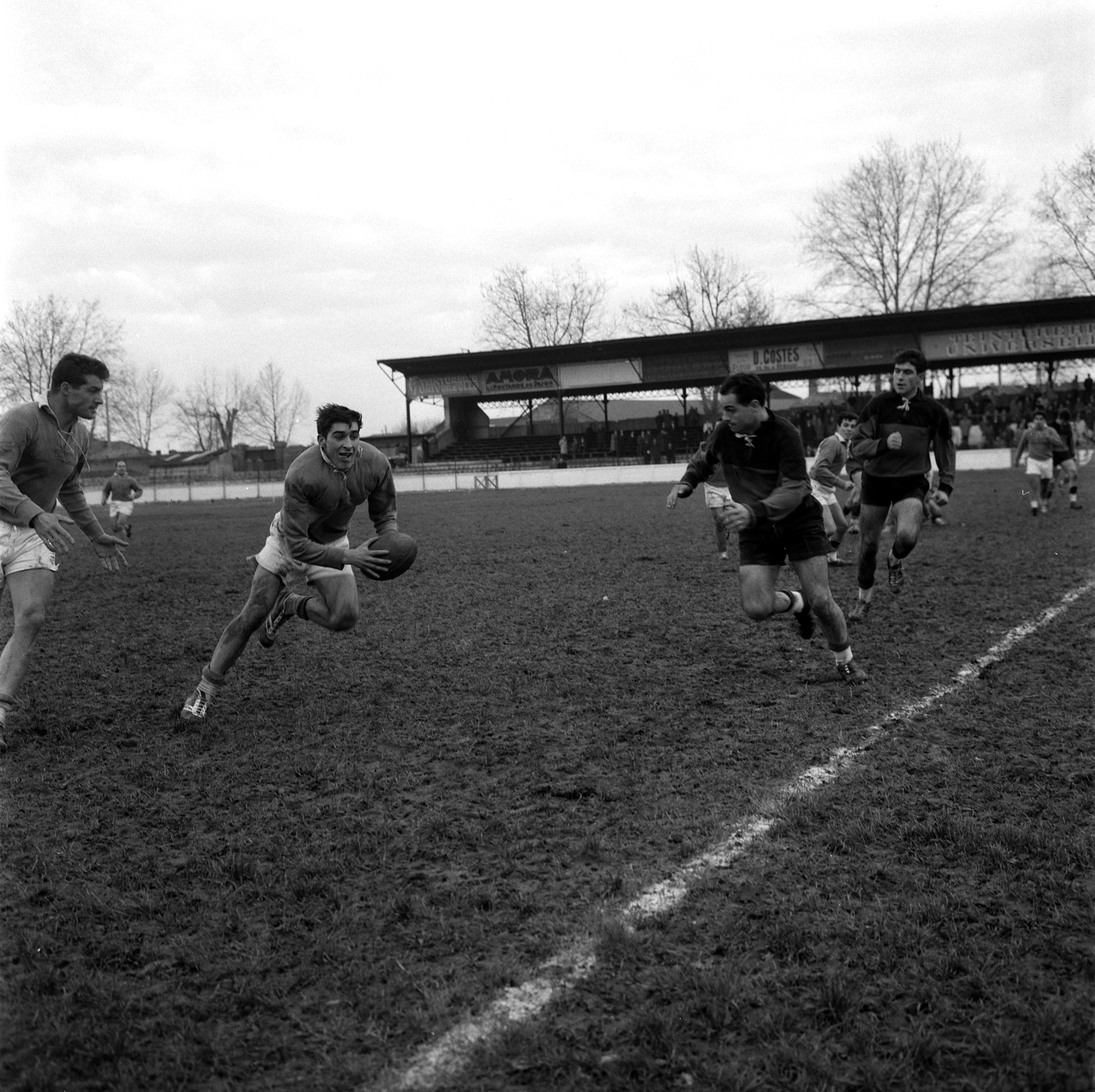
Victoire du CO sur le terrain du Stade toulousain 19-6 en challenge du Manoir 1962.

Ensuite une longue période de disette s'installe entre les années 1960 et 1980, au cours desquelles le CO échoue à de nombreuses reprises avant les phases finales du championnat de France malgré des joueurs majeurs comme l'arrière Dany Laprade, le trois quart centre international
Jacques Cimarosti ou encore le pilier international Gérard Cholley

#### Qualifications en phases finales du championnat de France
Le CO dispute un seizième de finale contre le RC Narbonne (20-6) en 1969. Castres s'incline en huitième de finale en 1971 contre le Stade montois (6-5). Les Olympiens perdent en seizième de finale contre La Voulte en 1973.

#### Qualifications en phases finales du Challenge du Manoir
Invité à disputer ce prestigieux challenge entre 1954 et 1980, le CO se qualifie 2 fois pour les huitièmes de finale, en 1975 mais il doit déclarer forfait car dans le même temps, il joue un match de championnat pour son maintien dans l’élite  et en 1976 où le CO est battu par Dax 21-15 après avoir notamment triomphé du champion de France biterrois en match de poule.

#### Victoire en Coupe Jauréguy (1974)

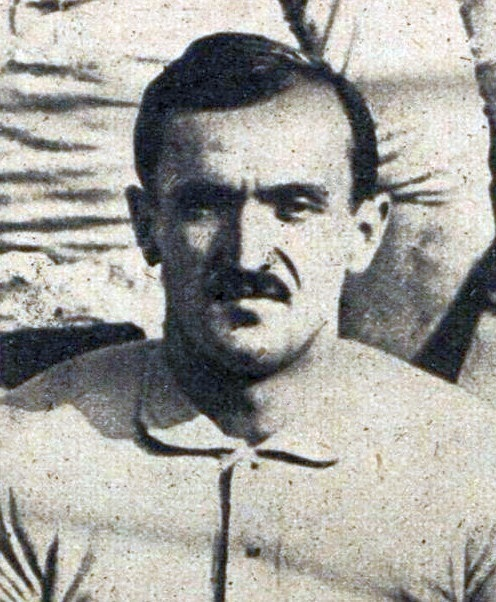
Trophée en hommage au Tarbais Adolphe Jauréguy.

En 1974, une Coupe Adolphe Jauréguy est attribuée au vainqueur des clubs d'élite alors relégables lors de cette unique saison. Premier de sa poule, le CO dispose du Boucau en quart de finale (22-3) puis de l’US Tyrosse en demi-finale.
En finale, le CO s'impose à Béziers dans un match indécis (10-6) face à la redoutable équipe du Valence sportif emmené par le capitaine et troisième ligne du XV de France, Élie Cester.
La même année, le CO atteint la finale du Challenge Beguère, battu par le FC Lourdes 15-12.

#### Premier club du groupe B (1976)
Castres est retrogradé en groupe B en 1975 pour un petit point au profit de Chambéry. Dès l'année suivante, le CO se classe premier club du groupe B, terminant même son championnat invaincu avec 14 victoires en 14 matchs avant de s'incliner en seizième de finale contre le FC Lourdes (15-6) au stadium de Toulouse dans un match équilibré où l'absence de son arrière Dany Laprade et le manque de réussite de son buteur Jean-Pierre Piovesan n'a pas permis au CO de concrétiser ses temps forts.
Le CO est ensuite à nouveau relégué en 1977 puis remonter la saison suivante.

#### Vainqueur du Challenge Beguère 1981
La saison 1979 est marquée par une victoire historique sur le terrain du Stade toulousain. Le CO assure son maintien en championnat mais ne se qualifie pas pour les seizièmes de finale.
Le CO assure encore son maintien en 1980 mais, dernier de sa poule pour la quatrième saison consécutive en Challenge Yves du Manoir et présentant des formations souvent incomplètes, le CO n'est plus invité à disputer cette compétition.
Il se venge la saison suivante en 1981 en remportant le Challenge Beguère face au FC Lourdes et en se qualifiant pour les seizièmes de finale du championnat où il est éliminé de peu 14-12 par l'Aviron bayonnais.
La saison suivante, le CO se sauve lors de la dernière journée en s'imposant 3-0 à Avignon pour le dernier match du demi de mêlée emblématique Christian Calmet.
En 1983, le CO est invaincu à domicile jusqu'à la dernière journée où il chute devant le leader Grenoble, manquant ainsi la qualification.
Venu observer Jean-Marc Lescure et Francis Rui à l'occasion de la réception du SC Albi, Jacques Fouroux est impressionné par la prestation du Castrais.
Dernier de sa poule en 1984, le CO se sauve de justesse au goal-average.
En 1985, le CO termine septième de sa poule et manque de peu la qualification avant de descendre la saison suivante, année où l'élite est réduite de 40 à 20 clubs.
Alors qu'un nombre limité de clubs des poules du 2e groupe puissent accéder aux phases finales par rapport à ceux du 1er groupe avec cette formule de Championnat de France 1987, les Castrais terminent à la 5e place et manquent la qualification.
L'année suivante le Championnat de France est porté à 80 clubs groupés initialement en seize poules de cinq. Les deux premiers de chaque poule (soit 32 clubs) forment alors le groupe A et se disputent le Bouclier de Brennus. Les autres forment alors le groupe B et après une première phase de brassage, le club 3e de son groupe derrière Brive et Saint-Jean-de-Luz est relégué en championnat de France groupe B où il termine troisième de son groupe derrière Blagnac et Nîmes.
Le CO est ensuite éliminé en seizième de finale par le Stade rochelais 21-16.

### Arrivée de Pierre Fabre, pharmacien castrais et mécène du CO depuis 1988
En 1988, le pharmacien castrais Pierre Fabre, fondateur d'une multinationale pharmaceutique, devient propriétaire du club, alors que le professionnalisme en rugby à XV en est à ses balbutiements.

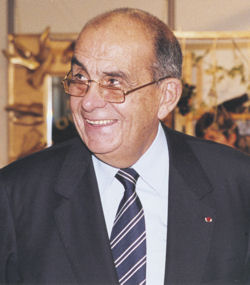
Pierre Fabre (1926-2013), fondateur des Laboratoires pharmaceutiques, mécène du CO depuis 1988.
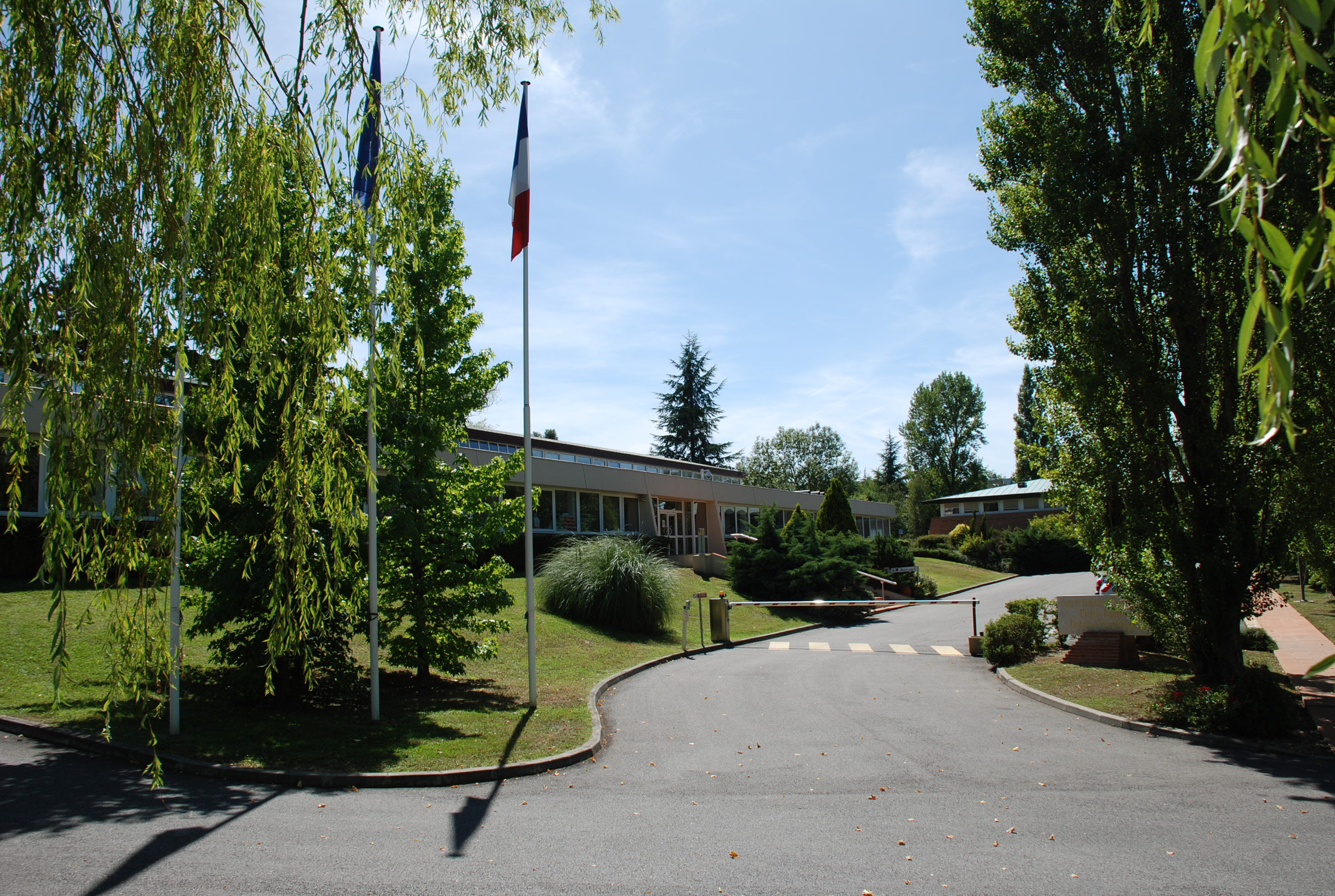
Siège des Laboratoires pharmaceutiques Pierre Fabre.
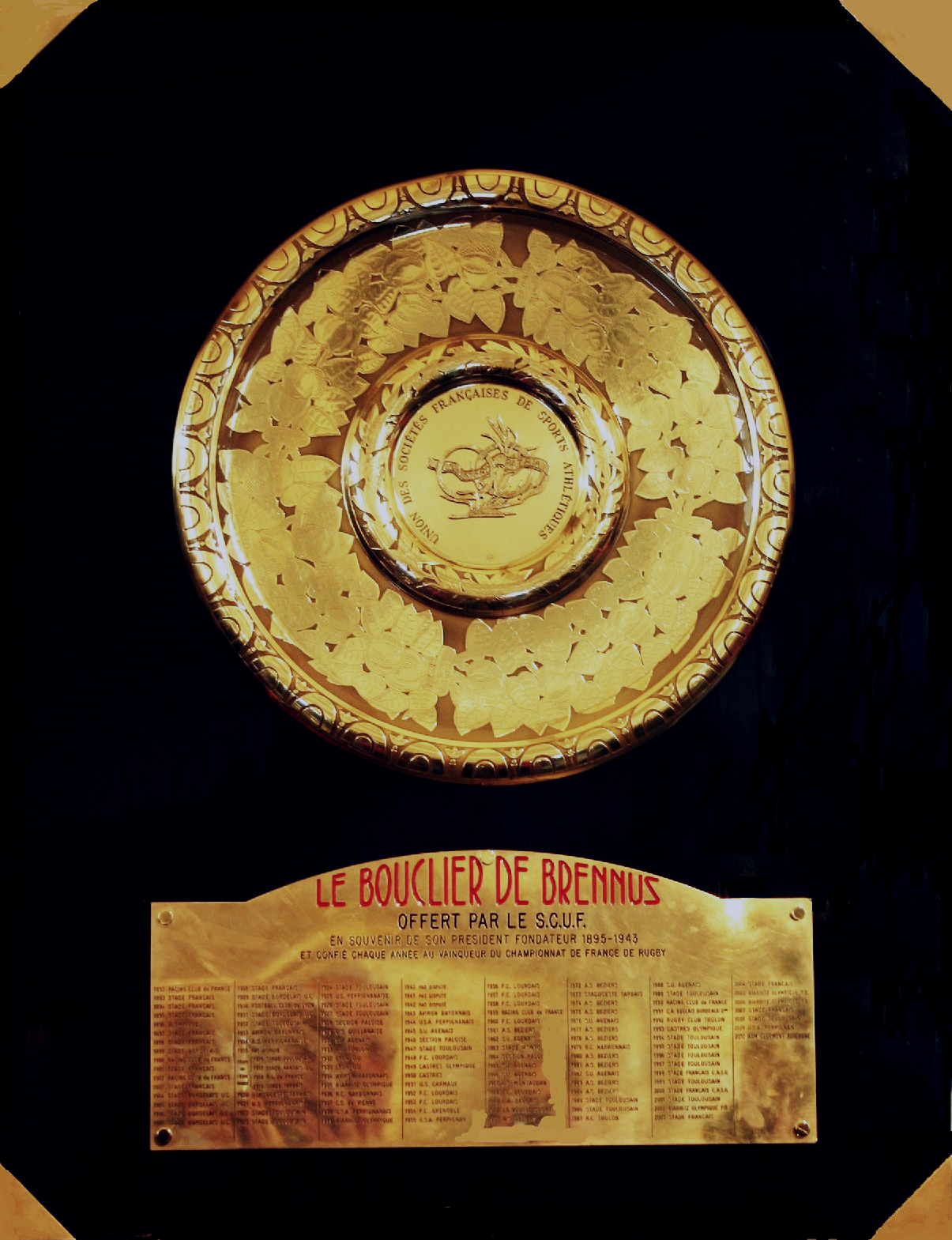
Castres Olympique gagne trois nouveaux Boucliers de Brennus

Le CO retrouve rapidement sa place dans l'élite du rugby français notamment grâce aux moyens financiers très importants apportés par les laboratoires et un recrutement judicieux. Depuis 1989, le Groupe Fabre continue de soutenir le CO, lui permettant de rester dans l’élite du rugby français. Pierre-Yves Revol, dirigeant et proche de Pierre Fabre aux laboratoires pharmaceutiques, devient président du CO de 1988 à 2008 et depuis 2014. C'est l'un des plus anciens dirigeants toujours en fonction en Top 14, soit presque trois décennies.
Le CO enlève trois autres Boucliers de Brennus en 1993, 2013 et 2018 ainsi qu'un Bouclier européen en 2003. Le CO est l'un des trous clubs à être toujours resté dans l’élite ces trente dernières années avec Toulouse et Clermont.

### Retour vers les sommets du rugby français (1989-2003)

#### Champion de France du groupe B (1989)
Cette saison marque le renouveau avec le titre de champion de France du groupe B, entraîné par le Castrais Alain Gaillard depuis 1988.
En effet, le championnat de France 1989 est disputé par 80 clubs groupés initialement en seize poules de cinq. Les deux premiers de chaque poule (soit 32 clubs) forment alors le groupe A et se disputent le Bouclier de Brennus. Les autres forment alors le groupe B à ne pas confondre avec le championnat de France de rugby à XV de 2e division.
En phase finale, Castres élimine successivement Tyrosse (aller à l'extérieur défaite (9-12), retour à Pierre-Antoine victoire (19-6), score cumulé 28-18), Tulle (18-16) et Chalon-sur-Saône (27-9). Le 4 juin 1989, à Saint Gaudens, au stade Jules Ribet, les Castrais du capitaine gersois Francis Rui sont champions de France de groupe B en battant (18-9) la Section paloise devant 10 000 spectateurs.
Les trois quarts olympiens Jean-Pierre Sugner et Francis Laborde marquent deux essais. Francis Rui réussit un drop, une pénalité et deux transformations.

#### Qualification en huitième de finale (1990)
De retour en élite en 1989-1990, le CO tient tête aux meilleures équipes du championnat grâce à la maîtrise tactique de son ouvreur Francis Rui
Le CO s’impose notamment à Brive (26-22), pourtant invaincu depuis quatre ans sur son terrain en championnat et parvient à se hisser en huitième de finale du championnat de France contre le Racing Club de France, futur champion de France.

#### Entre 1989 et 1992, l'effectif olympien est renforcé
Le CO continue de se renforcer en recrutant le troisième ligne centre australien Michael Cheika et le deuxième ligne narbonnais Jean-Philippe Swiadek en 1990.
La saison 1990-1991 voit l’arrivée de l'ailier Philippe Escalle et du pilier Christophe Urios dans l’effectif castrais.
Reconverti au poste de talonneur, ce dernier réussit une entrée remarquable avec le CO marquant le premier essai de son équipe pour son premier match. Il ne tardera pas à devenir un des meilleurs joueurs à son poste étant classé troisième de la revue de l’élite par le Midi-Olympique dès la saison suivante. Toutefois, le CO ne se qualifie pas pour les huitièmes de finales, étant devancé par Tarbes, Dax, Mont de Marsan et Agen.
En fin de saison, la deuxième ligne Éric Mercadier quitte le club pour le Lyon OU.

#### Demi-finaliste contre le RC Toulon (1992)
En 1992, Castres élimine d'abord le RC Chalon (9-3) en huitième de finale, puis l'US Colomiers (24-15) en quart de finale du championnat de France avec notamment 3 drops de Francis Rui. Au stade de la Méditerranée à Béziers, les Olympiens échouent en demi-finale (12-18) en s'inclinant face au RC Toulon, futur champion de France.
Castres termine troisième du championnat en remportant la petite finale, lors du challenge Jean Bouin, contre le FC Grenoble sur un match nul sur le score de 18-18 avec quatre essais (Séguier, Escalle, Combes et Rui) contre deux.
L'ouvreur et capitaine Francis Rui termine meilleur réalisateur de drops du Championnat avec 19 réalisations dont trois contre Colomiers en quart de finale et trois contre Bègles en match de poule.

#### Troisième titre de champion de France (1993)
La saison 1992-1993 voit l'arrivée du All Black champion du monde 1987, Gary Whetton dans l'effectif du Castres olympique.
D'autres joueurs majeurs rejoignent le CO comme Thierry Bourdet (de Lourdes), Gilbert Pagès (de Rodez) ou l'arrière Jean-Bernard Bergès (de Mazamet). Castres est premier de sa poule lors de la première phase et deuxième de sa poule de Top 16.
En quart de finale du championnat de France, au Stadium de Toulouse, le RC Narbonne du capitaine Henri Sanz et le Castres olympique sont à égalité à dix minutes de la fin du match, après que Laurent Labit a ramené les Tarnais à hauteur des Narbonnais. Alors qu'on se prépare à des prolongations, Philippe Escalle marque un essai à trois minutes de la fin du match en se blessant à l’épaule. Castres passe devant 38 à 33. Castres doit donc finir son match à quatorze car les Tarnais ont déjà fait rentrer leurs quatre remplaçants comme l'autorise le règlement (Tonini, Swiadek, Vidal et Minitti). Mais les entraîneurs castrais font alors entrer Maurice Bille. Bernard Lapasset, président de la FFR, estime que l'arbitre a effectué une faute technique. Le RCNM dépose alors réclamation à la fin de la rencontre et la Fédération décide de rejouer le match mais en prenant en compte la victoire de Castres 38-33. Une semaine plus tard, à Tarbes, Castres l'emporte à nouveau (33-21). Le score cumulé étant ainsi de 71-54.
Puis en demi-finale, les Castrais éliminent le RC Toulon, champion de France au stade de Gerland à Lyon (17-16) grâce à un essai du troisième ligne aile José Diaz ainsi qu'une pénalité réussie en fin de match par Laurent Labit.

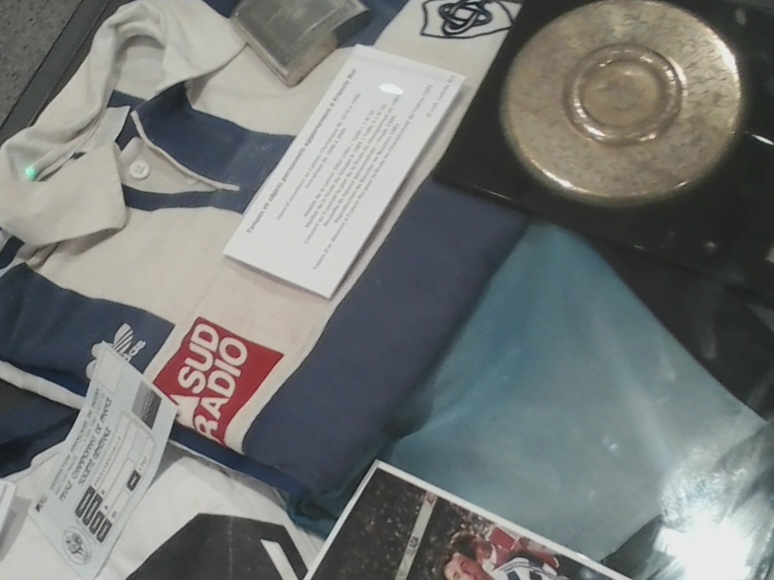
Maillot du capitaine Francis Rui lors de la finale 1993.
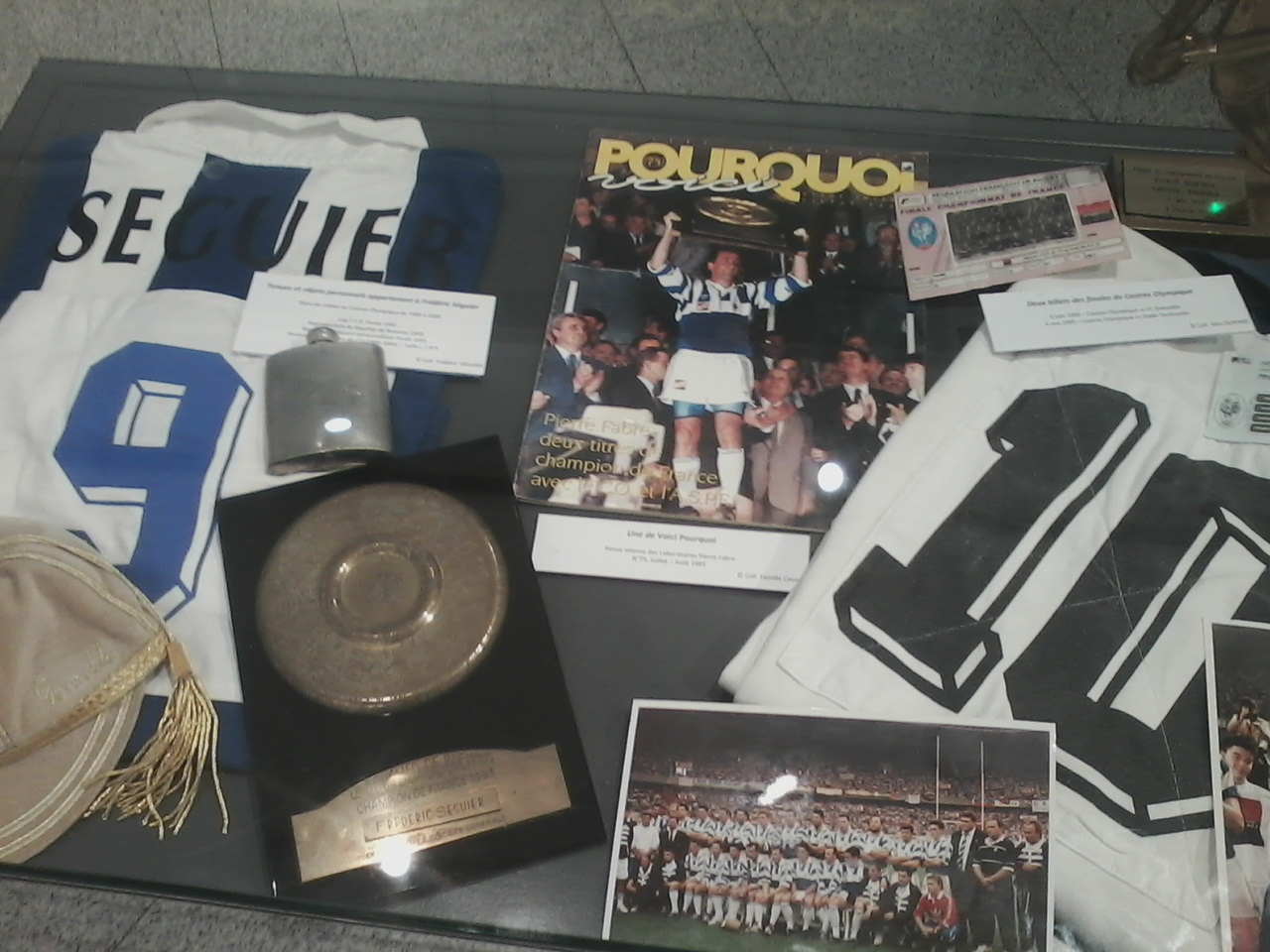
Maillot de Frédéric Séguier (blessé avant la finale) avec lequel Cédric Tonini jouera le match.
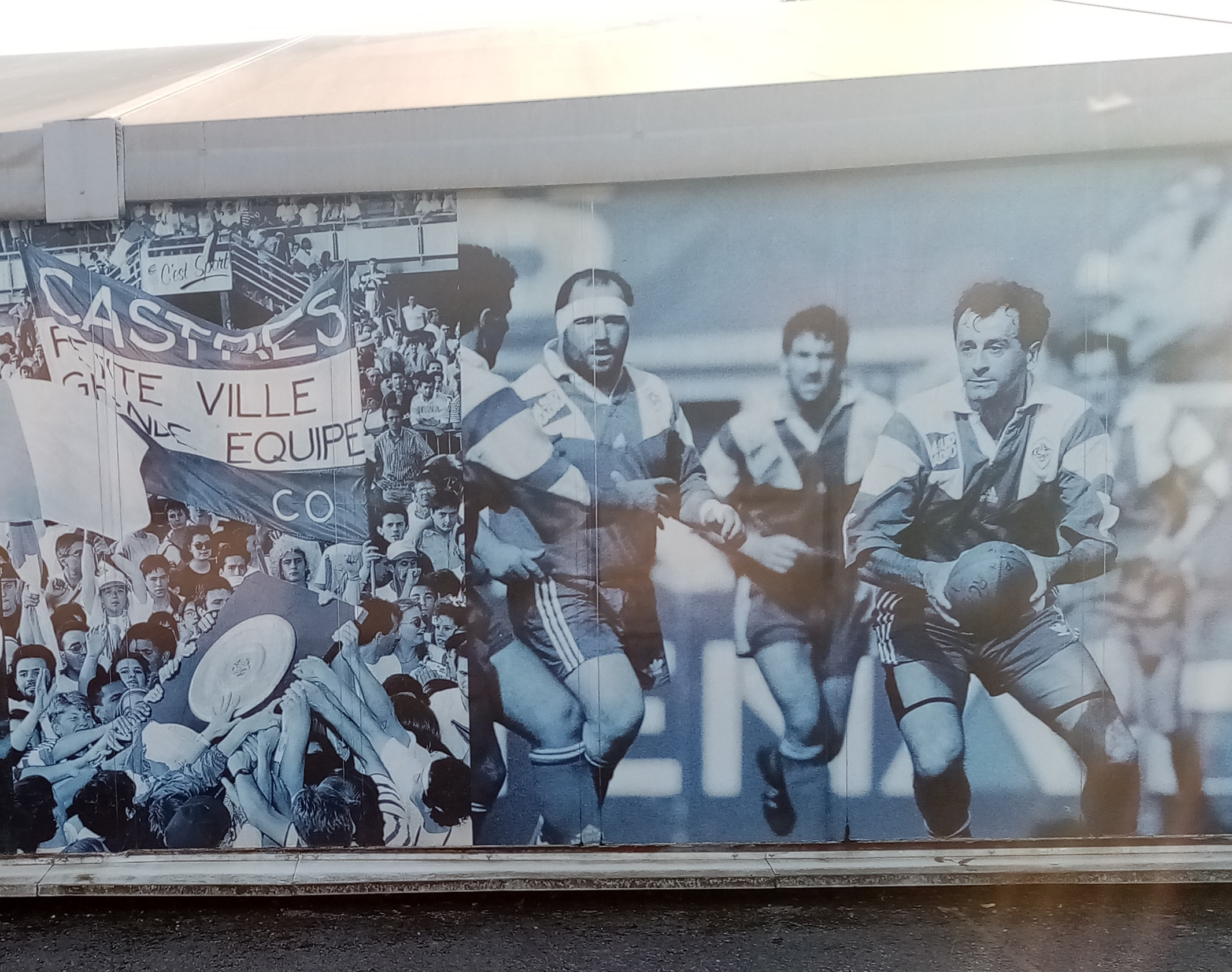
Affiches du chapiteau avec, à droite, le capitaine Francis Rui ballon en main et le Brennus polémique[26].
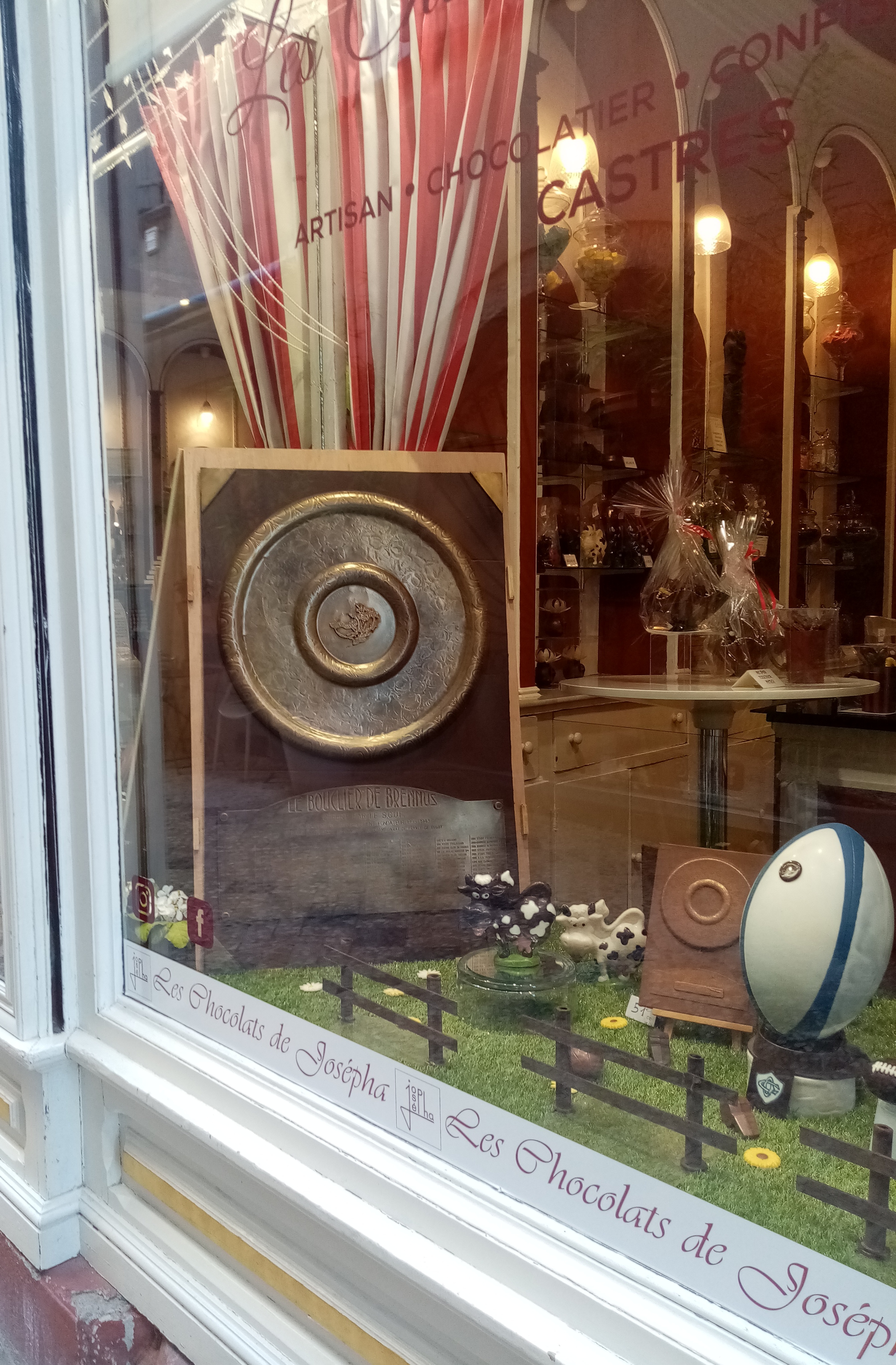
Réplique du Bouclier de Brennus réalisé par un artisan chocolatier à Castres.

Au Parc des Princes, à Paris, le Castres olympique bat les Isérois du FC Grenoble du capitaine Hervé Chaffardon, entraîné par Michel Ringeval et l'ancien sélectionneur du XV de France Jacques Fouroux sur le score de 14 à 11 dans une finale polémique. Malgré le puissant pack grenoblois surnommé les Mammouths à l'époque (FCG 878 kg/CO 821 kg) la victoire du CO est obtenue grâce à deux pénalités de Laurent Labit, un drop du capitaine gersois Francis Rui mais aussi grâce à un essai irrégulier accordé par Daniel Salles sans consulter son arbitre de touche au All Black Gary Whetton qui aplatit le ballon après le Grenoblois Franck Hueber,,, privant ainsi les Grenoblois du titre.
Gary Whetton devient ainsi le premier All Black à soulever le Bouclier de Brennus. Un essai du futur international français Olivier Brouzet est également refusé aux Grenoblois ce soir-là. Toutefois, l'arbitrage vidéo n'existait pas à l'époque. L'arbitre reconnaît treize ans plus tard qu'il a commis une faute d'arbitrage ce jour-là et avoue avoir été sous l’influence des supporters du SU Agen dont leur club a été éliminé par Grenoble en demi-finale où les Agenais se plaignaient du jeu des Isérois. Le capitaine Francis Rui reçoit le Talent d'or Société Générale mais il appréciera peu d’apprendre ensuite que des contacts avaient été établis avec Alain Penaud la semaine précédant la finale pour prendre sa succession,.
Fouroux en conflit avec la Fédération et qui se méfiait de l’arbitrage déjà avant le match crie au complot.
Toutefois, les Grenoblois (Cyril Savy 1/7, Frédéric Vélo 0/1, Franck Hueber 1/2) ainsi que le Castrais (Laurent Labit 2/8), pourtant meilleur buteur et recordman des points inscrits en Championnat cette saison là (303 points), connaissent un taux important d’échecs dans de nombreuses tentatives au pied.

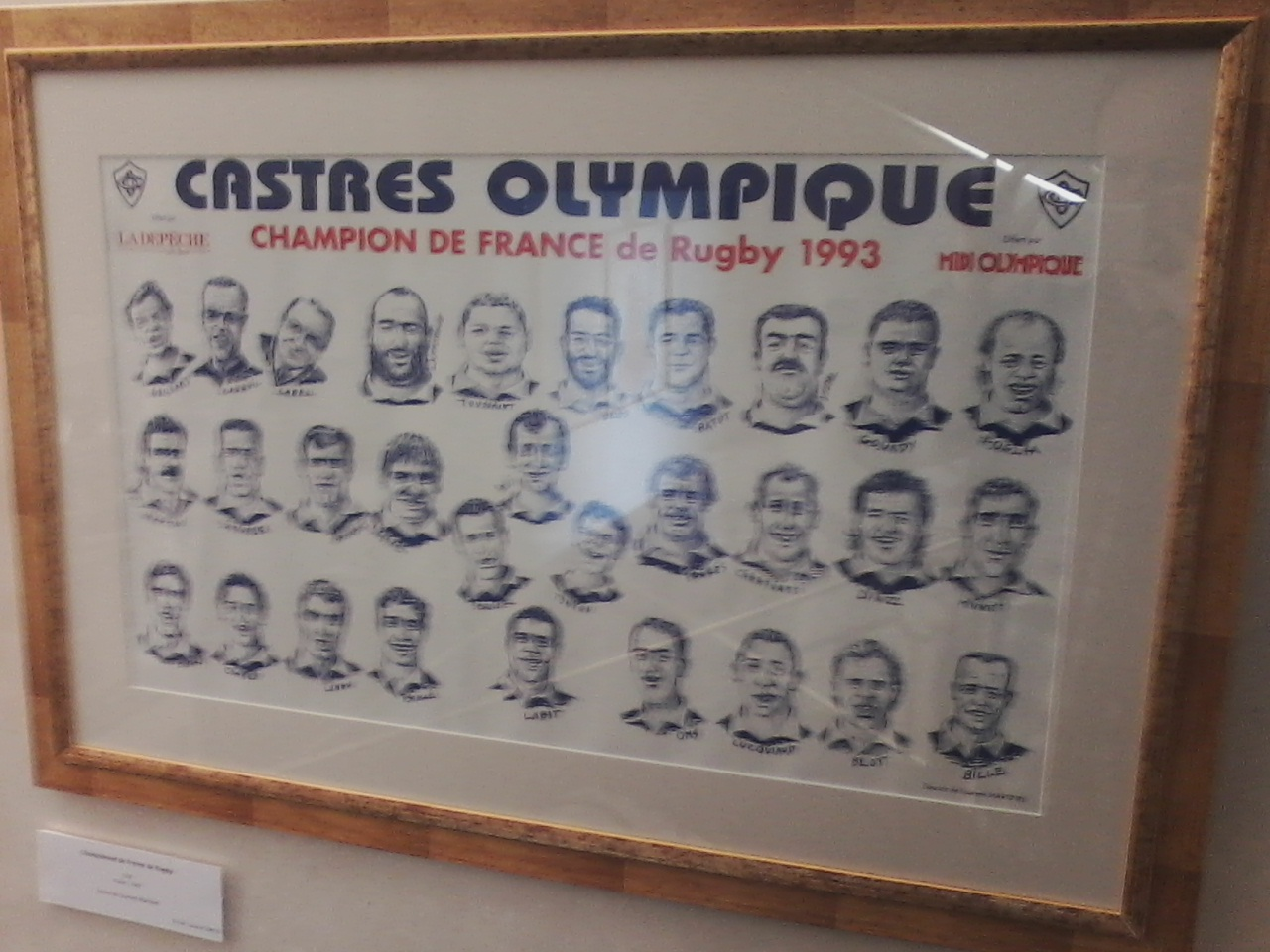
Poster de l'équipe du CO saison 1992-1993.

#### Finaliste du Challenge Yves du Manoir (1993)
Le CO alors au sommet de la hiérarchie nationale dispute également la finale du Challenge Yves du Manoir. Le club ne parvient pas à s’imposer et s’incline 13 à 8 face à son grand rival le Stade toulousain qui sauve ainsi sa saison après son échec en quart de finale du championnat,.
Quarante-trois ans après ses deux premiers titres de champion de France, le CO est ainsi de retour au sommet du rugby français et ce sans aucun international en activité.
Enfin, la dernière année de l'ère Gaillard (1993-1994) voit le CO se faire éliminer avant les quarts de finale du championnat et en demi-finale du Challenge Yves du Manoir contre l'AS Montferrand (26-19) après une victoire contre Colomiers en quart.

#### Vice-champion de France (1995)
En 1994-1995, le CO qui veut tendre vers un jeu plus complet, change d’entraîneurs et réalise un recrutement important avec notamment Alain Hyardet, Jean-Marc Aué, Cyril Savy ou David Darricarrère.
Le début de saison est difficile pour le CO qui est battu à domicile par Grenoble 12-23 en Du Manoir et par Brive 21-28 en Championnat.
Le club rappelle alors Francis Rui qui avait commencé la saison en Nationale B.
Le CO intègre aussi le trois-quarts centre Alain Hyardet qui avait commencé la saison sous licence rouge.
Le CO retrouve ainsi son jeu et se qualifie pour le Top 16 puis pour les phases finales.
À Nîmes, les Castrais battent en quart de finale l'USA Perpignan aux tirs au but après un match nul 12 à 12, puis en demi-finale les Varois du RC Toulon 18 à 13 au stadium de
Toulouse.

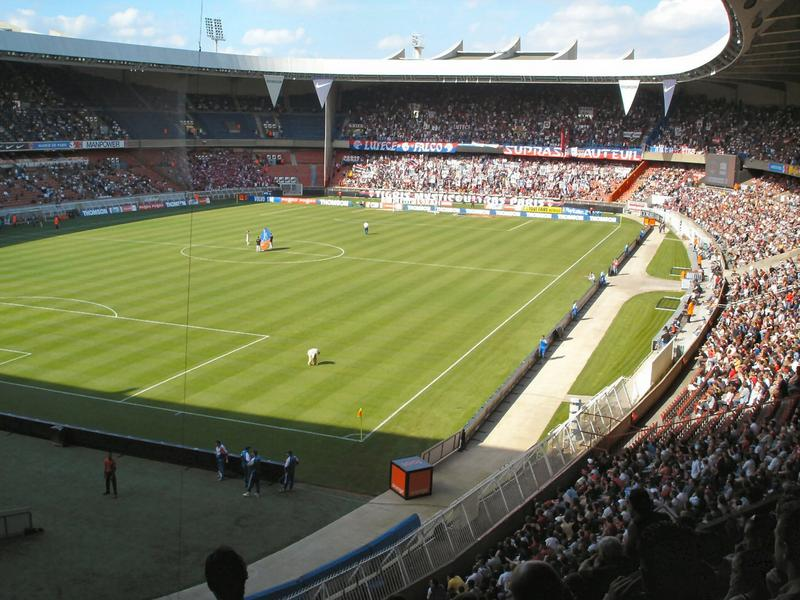
Parc des Princes où le CO joua deux finales contre Grenoble (1993) et Toulouse (1995).

En finale du championnat de France, marquant la fin de l'ère de l'amateurisme, le Castres olympique qui a remporté un Bouclier de Brennus controversé deux ans plus tôt affronte le Stade toulousain, champion sortant. Le CO mène 16 à 6 à la mi-temps grâce un drop de Francis Rui, un essai du capitaine Frédéric Séguier, une transformation et deux pénalités de Cyril Savy. Un essai de Stéphane Ougier et 26 points de Christophe Deylaud permettent au Stade toulousain de gagner cette finale (31-16).
Le CO se qualifie pour la première édition de la Coupe d'Europe.

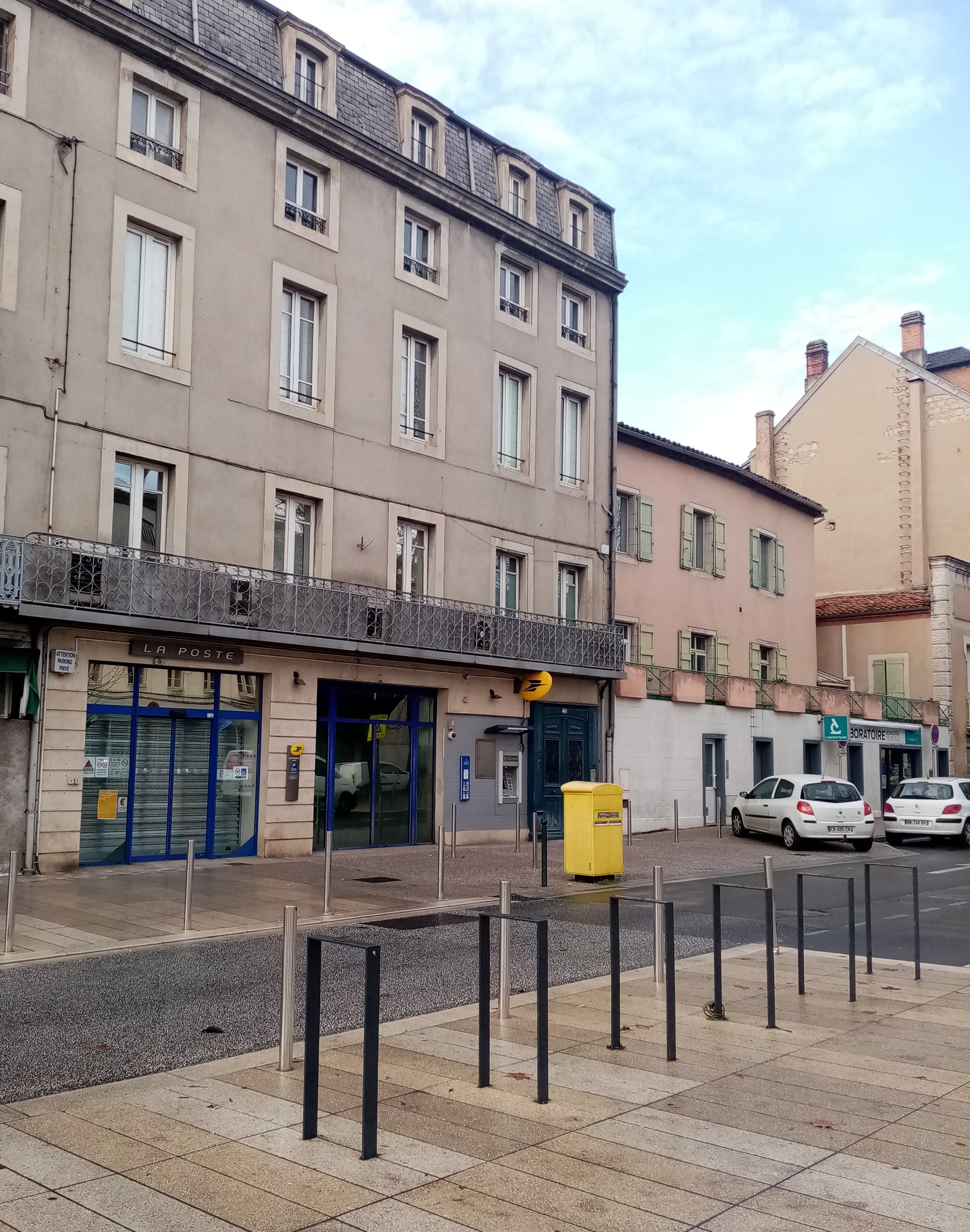
Ancien Café Coll et siège du CO (1948-2000) où se réunissaient dirigeants, joueurs et supporters, place Soult à Castres.

#### Première participation à la Coupe d'Europe 1995-1996
Cette saison 1995-1996 se renforce et voit l’arrivée notamment au club Albert Cigagna, qui vient de disputer la Coupe du Monde avec l'équipe de France, mais aussi d'autres joueurs expérimentés comme le pilier Sean Bristow, le troisième 
ligne Nicolas Hallinger et l'ailier Philippe Garrigues.
Qualifié pour la première édition de la Coupe d'Europe, le CO du capitaine Francis Rui bat la province irlandaise du Munster (19-12) au stade de la Chevalière de Mazamet. En effet, le stade Pierre-Antoine à Castres ne possède pas d'éclairage aux normes.

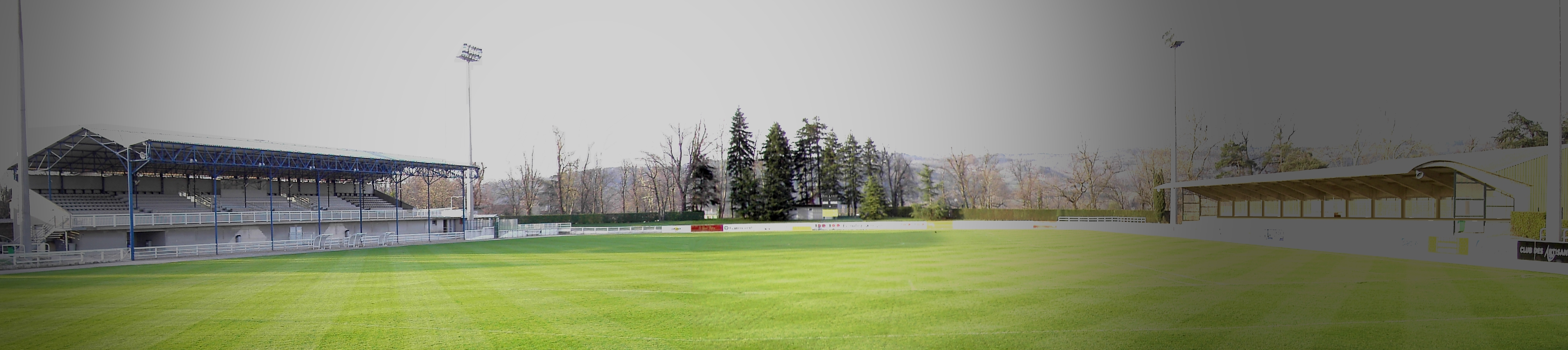
Le Castres olympique affronte les Irlandais du Munster en Coupe d'Europe 1996 au Stade de la Chevalière à Mazamet.

Cependant, le CO manque de peu la qualification pour les demi-finales de l’épreuve après une défaite à Swansea au Pays de Galles 22-10 dans un match tendu où Guy Jeannard est expulsé par l'arbitre, entraînant la colère du Président Pierre-Yves Revol qui demande alors à ses joueurs de quitter le terrain.
En Championnat de France, le CO est battu en huitièmes de finale par Pau (14-6). Les cadets du CO emmenés par le demi de mêlée Alexandre Albouy sont champion de France 1996 après avoir battu ceux du Stade toulousain.
La saison suivante, 1996-1997, le club castrais, renforcé notamment par Éric Artiguste, Sébastien Paillat ou encore le jeune Olivier Sarraméa est finaliste du Challenge Européen mais perd de nouveau en huitièmes de finale du championnat contre Pau 23-20.

#### Qualification pour trois quarts de finales consécutifs (1998-2000)
Pour la saison 1997-1998, Castres recrute notamment les internationaux français Ugo Mola et Thomas Castaignède, Ismaila Lassissi international ivoirien révélation de Rodez qui a disputé la Coupe du monde 1995 et le centre All Black Franck Bunce.

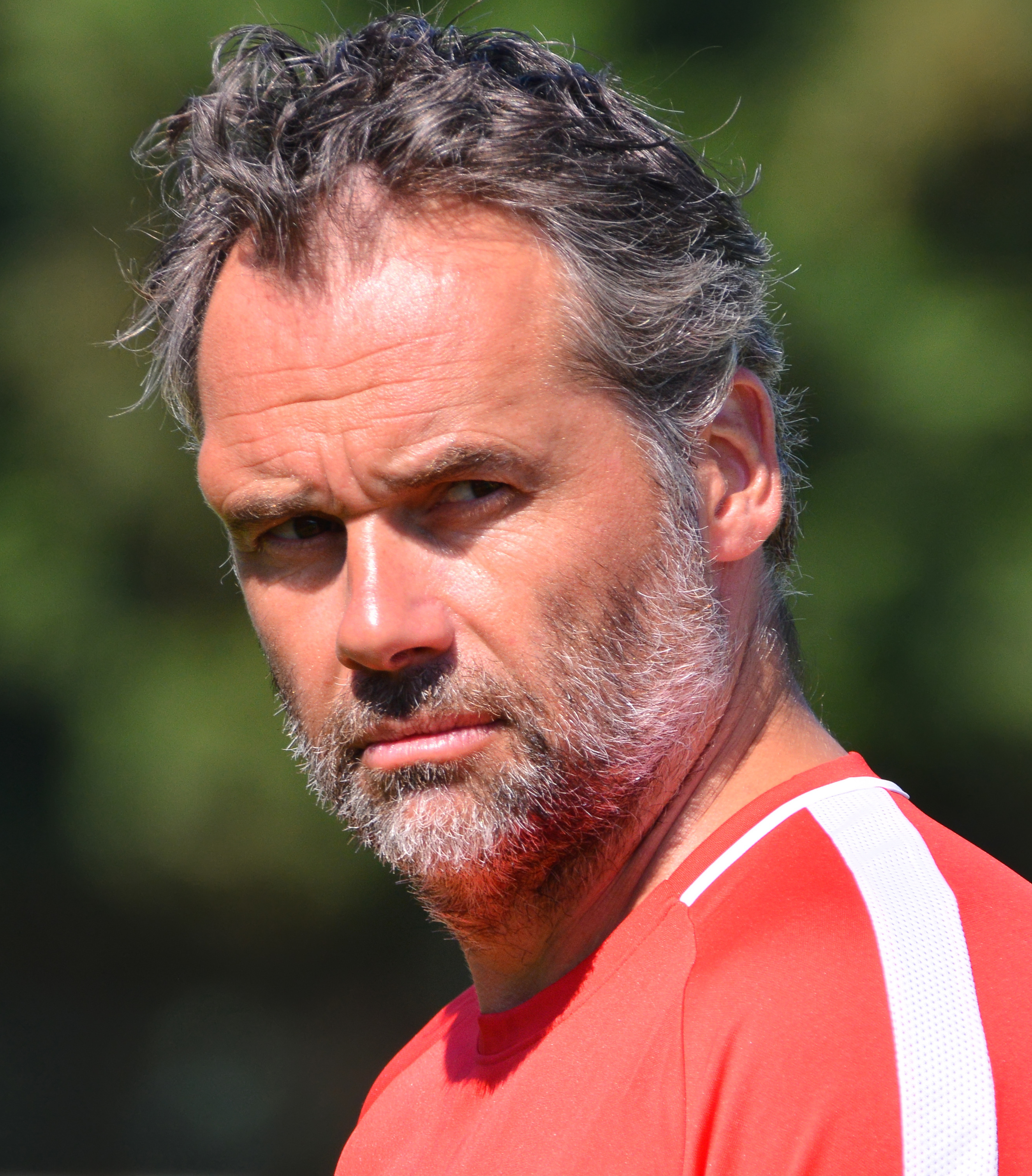
L'ailier ou arrière international Ugo Mola venu renforcer le CO.
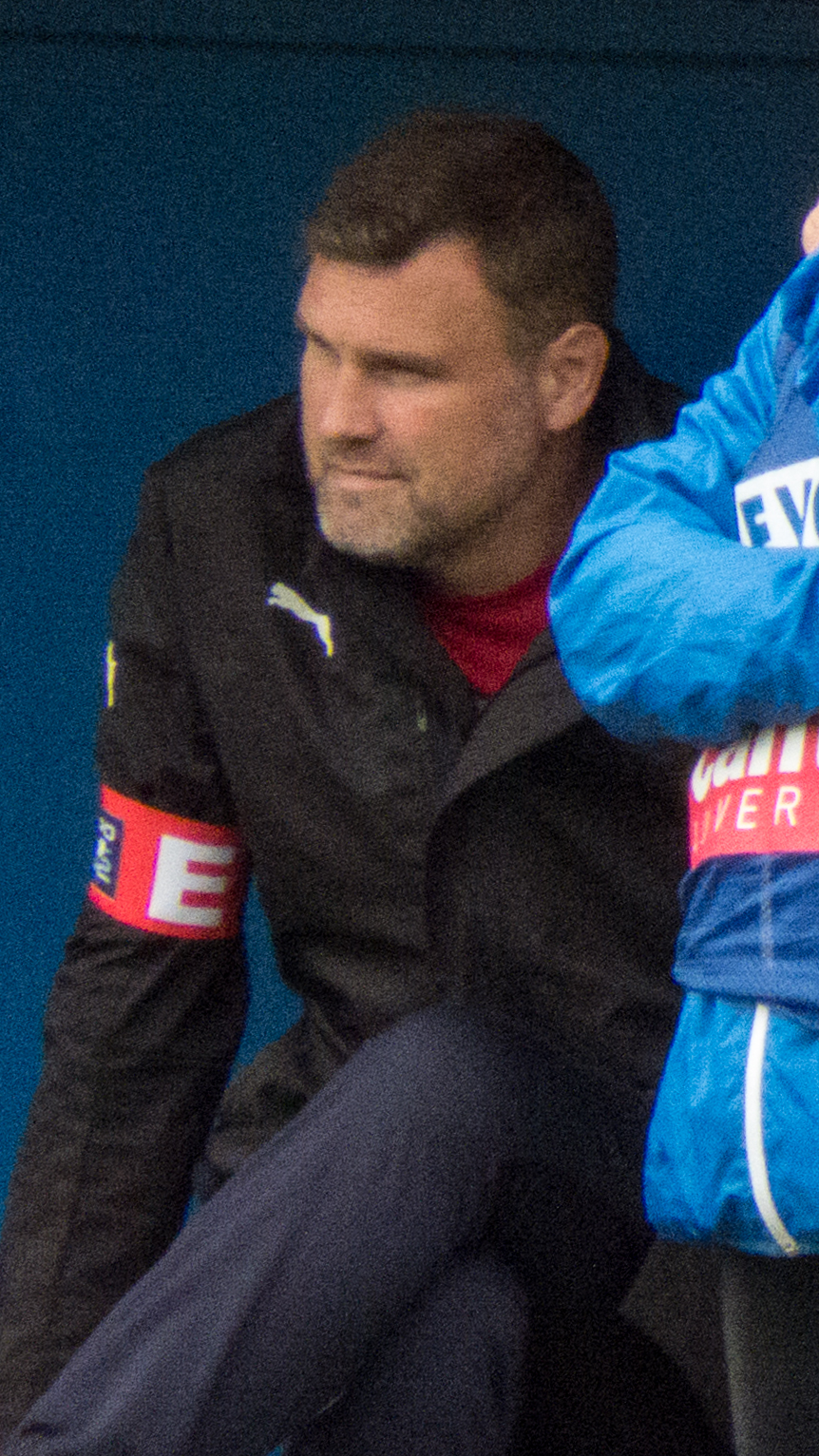
L'Irlandais Jeremy Davidson est le premier capitaine étranger de l'histoire du CO.
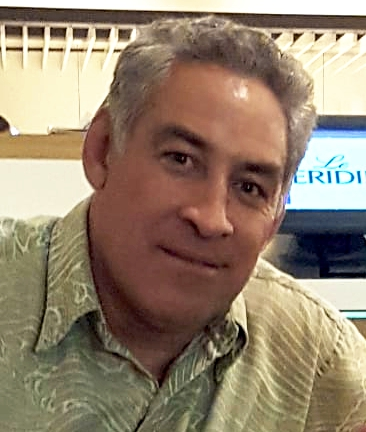
Le centre All Black Franck Bunce débarque à Castres en 1997.

Pour la saison 1998-1999, Castres recrute notamment Jeremy Davidson, le deuxième ligne de l'équipe d'Irlande qui sera le premier capitaine étranger de l’histoire du club.
Le CO joue trois quarts de finale de championnat de France entre 1998 et 2000 contre trois futurs vice-champions de France Perpignan, Clermont et Colomiers.
Le CO se qualifie toutefois pour la Coupe d’Europe 2001 en tant que meilleur battu des quarts de finales.
Jeremy Davidson, natif de Belfast capitale de l'Irlande du Nord, défend les couleurs du CO pendant trois saisons et devient le tout premier capitaine étranger de l'histoire du club.

#### Demi-finaliste contre le Stade toulousain (2001)
Lors de la saison 2000-2001, le CO termine premier club français à l’issue des matchs des poules. Les Olympiens du capitaine Raphaël Ibanez, Alexandre Albouy, Laurent Marticorena et Gregor Townsend éliminent en quart de finale l'US Colomiers (37-26) au stade Pierre-Antoine, grâce à trois essais dont un doublé de François Plisson et un essai d'Olivier Sarraméa, et échouent en demi-finale contre le Stade toulousain (21-32), futur champion de France, au Stadium municipal de Toulouse.

#### Disparition tragique d'un autre capitaine Francis Rui (2001)
Francis Rui, vingt saisons au CO entre 1976 et 1996, décède tragiquement dans un accident de voiture en 2001.
Il entraînait les jeunes rugbymen à Castelnaudary dans l'Aude.
Le numéro 10 sera retiré pour la saison 2001-2002 en mémoire de ce capitaine légendaire incarnant les valeurs de fidélité, de générosité, d'abnégation au service du CO, du groupe Pierre Fabre et de la ville de Castres.
Francis Rui repose au cimetière de La Barque de Castres.
La tribune principale du Stade Pierre-Fabre, un trophée du tournoi de rugby du Sidobre à Castres, la promotion de l'école du rugby du CO saison 2021-2022  
portent aujourd’hui son nom pour l'honorer. En 2011 et 2021, le club et le public rendent hommage à son ancien capitaine en présence de son épouse Christine et de ses deux fils Alexandre et Mickaël, avec un podcast où d'anciens coéquipiers comme Christophe Lucquiaud, José Diaz, etc. se remémorent des souvenirs sur Francis Rui dont son arrivée à Castres en 1976, son apprentissage du haut niveau, ses qualités rugbystiques et humaines, sa soudaine disparition.

### Castres et les Coupes d'Europe depuis 1996

#### Finaliste du Challenge européen 1997
Le CO perd deux finales du Challenge européen en 1997 et 2000 contre Bourgoin et Pau.
Le 26 janvier 1997 au Stade de la Méditerranée de Béziers, le CS Bourgoin-Jallieu s'impose 18 à 9 contre Castres pour le premier titre du Challenge européen, la « deuxième » Coupe d’Europe.

#### Finaliste du Challenge européen 2000
Le 28 mai 2000 au Stade Ernest-Wallon de Toulouse, la Section paloise s'impose 34 à 21, dans une finale opposant les deux derniers clubs encore invaincus jusque là dans cette compétition.
Castres se qualifie également en quart de finale du Challenge européen en 2007 et en 2020.

#### Demi-finaliste H Cup contre le Munster (2002)
En difficulté en championnat de France, paradoxalement, le CO brille en Coupe d'Europe.
Les Castrais emmenés par les vétérans José Diaz, Thierry Bourdet, et ses nombreux internationaux Raphaël Ibanez, Gregor Townsend, Shaun Longstaff, Norm Berryman éliminent l'ASM Clermont Auvergne de l'international français Gérald Merceron en quart de finale au Stade Pierre-Antoine (22-21) en 2002 de la Coupe d'Europe (H Cup) grâce à des pénalités de Romain Teulet et Olivier Sarraméa. Le CO pour la première fois de son histoire se qualifie en demi-finale de la Coupe d'Europe.
Castres est le seul club français encore en lice dans le dernier carré européen. Néanmoins, les Olympiens perdent de peu la demi-finale contre la province du Munster de Ronan O'Gara et Peter Stringer, au stade de la Méditerranée à Béziers (17-25) futur vice-champion d'Europe. Le jeune arrière castrais Romain Teulet inscrit les premières pénalités. Les Olympiens dominent territorialement. Mais les Irlandais restent réalistes. En effet, le CO mène seulement 9-6 à la pause. Malgré un essai en fin de match inscrit par l'Écossais Shaun Longstaff, les Irlandais l'emportent, et se qualifient pour la finale de H Cup.

#### Vainqueur du Bouclier européen (2003)
Le bouclier européen (compétition européenne de troisième niveau) est une compétition de rugby à XV organisée entre 2002 et 2005. Dans les faits, c'est une compétition de repêchage pour les clubs éliminés au premier tour du Challenge européen. Les équipes qui y participent sont celles qui ont été éliminées au premier tour du Challenge européen 2002-2003. Il y a des équipes italiennes, françaises, galloises, espagnoles et roumaines. Les rencontres se jouent en matches aller-retour sauf la finale.
En huitièmes de finale, Castres sort le FC Grenoble de justesse (14-13 et 31-30). En quarts de finale, Castres atomise le Dinamo Bucarest (123-0 et 88-0). En demi-finale, Castres sort la Section paloise (54-25 et 24-26).
En finale, le Castres olympique du capitaine David Barrier s'impose au Madejski Stadium de Londres, devant 3 500 spectateurs. Le CO remporte le Bouclier européen contre les Gallois de Caerphilly de Joe El Abd sur le score de 40 à 12. Romain Froment, Nicolas Spanghero et Laurent Arbo inscrivent cinq essais. Romain Teulet réussit trois pénalités et trois transformations.

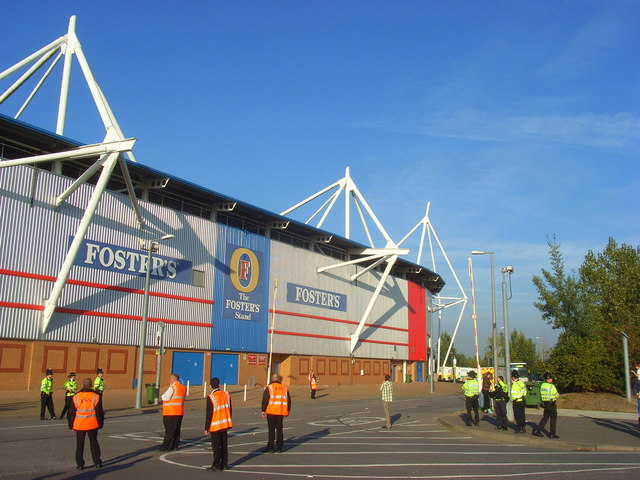
Entrée du Madejski Stadium à Reading.
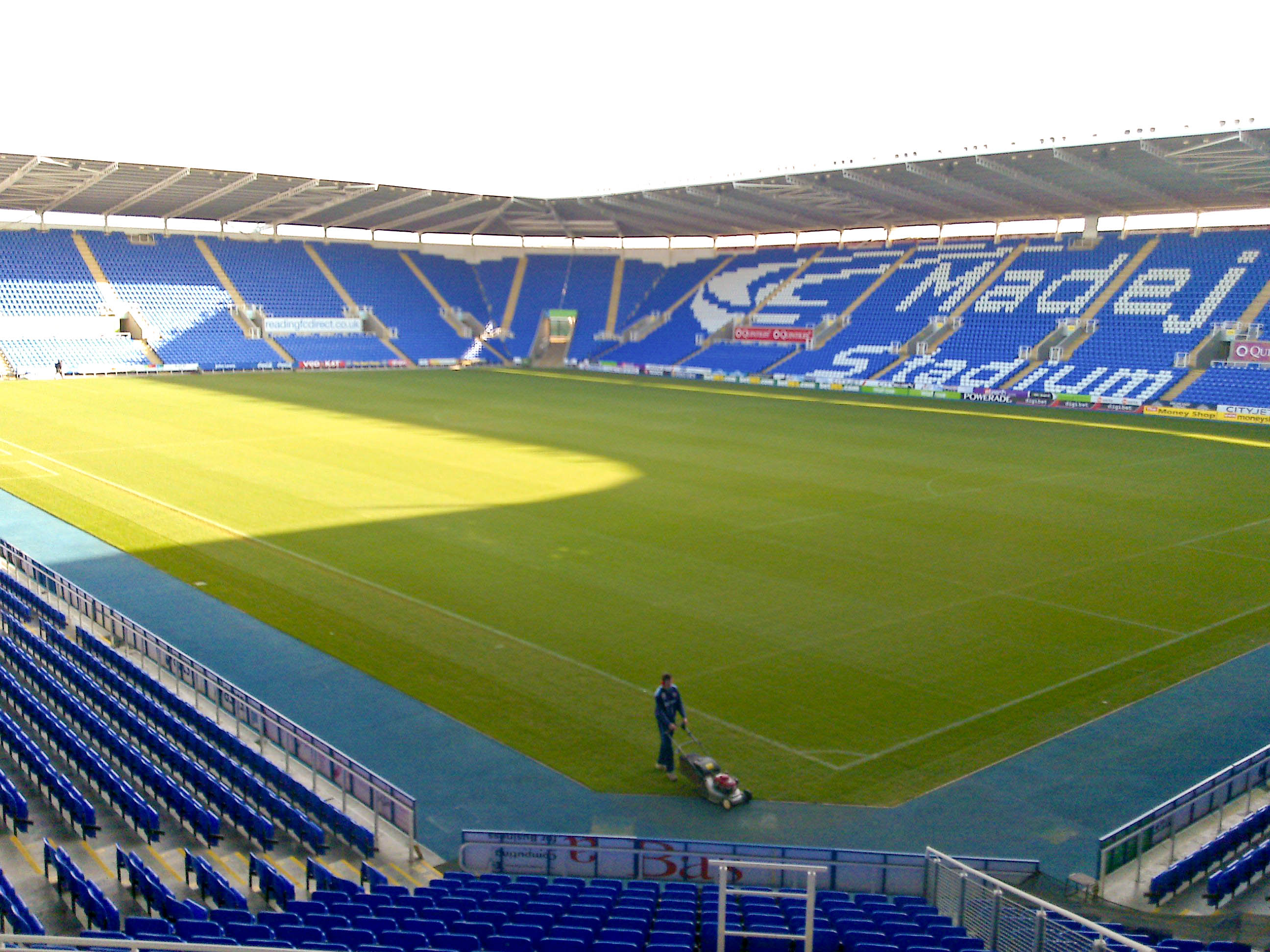
Enceinte britannique où Castres et Caerphilly s'affrontèrent.
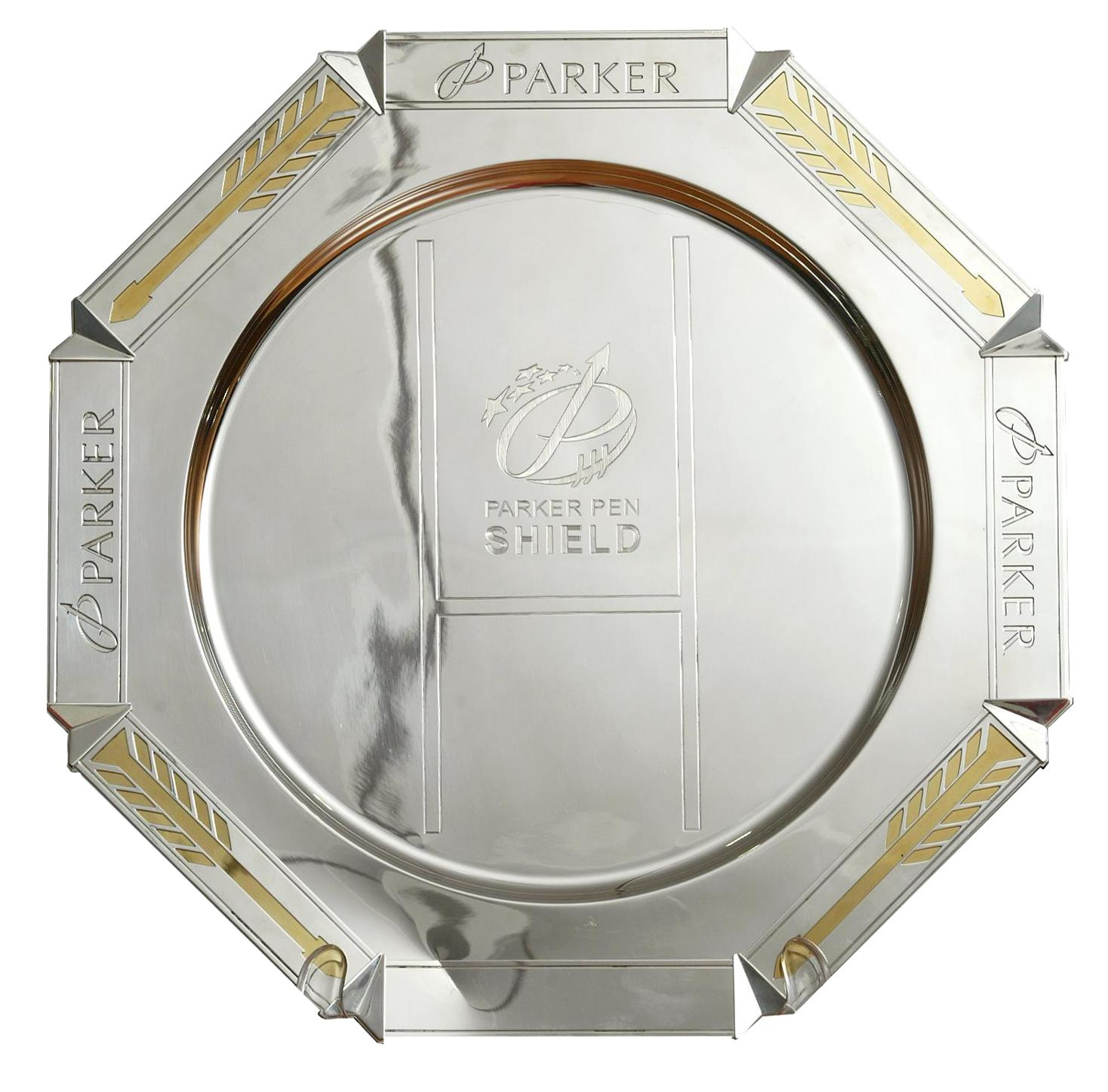
Le Bouclier européen Parker Pen Shield soulevé par le CO.

### Vainqueur du Challenge Sud-Radio (2003)

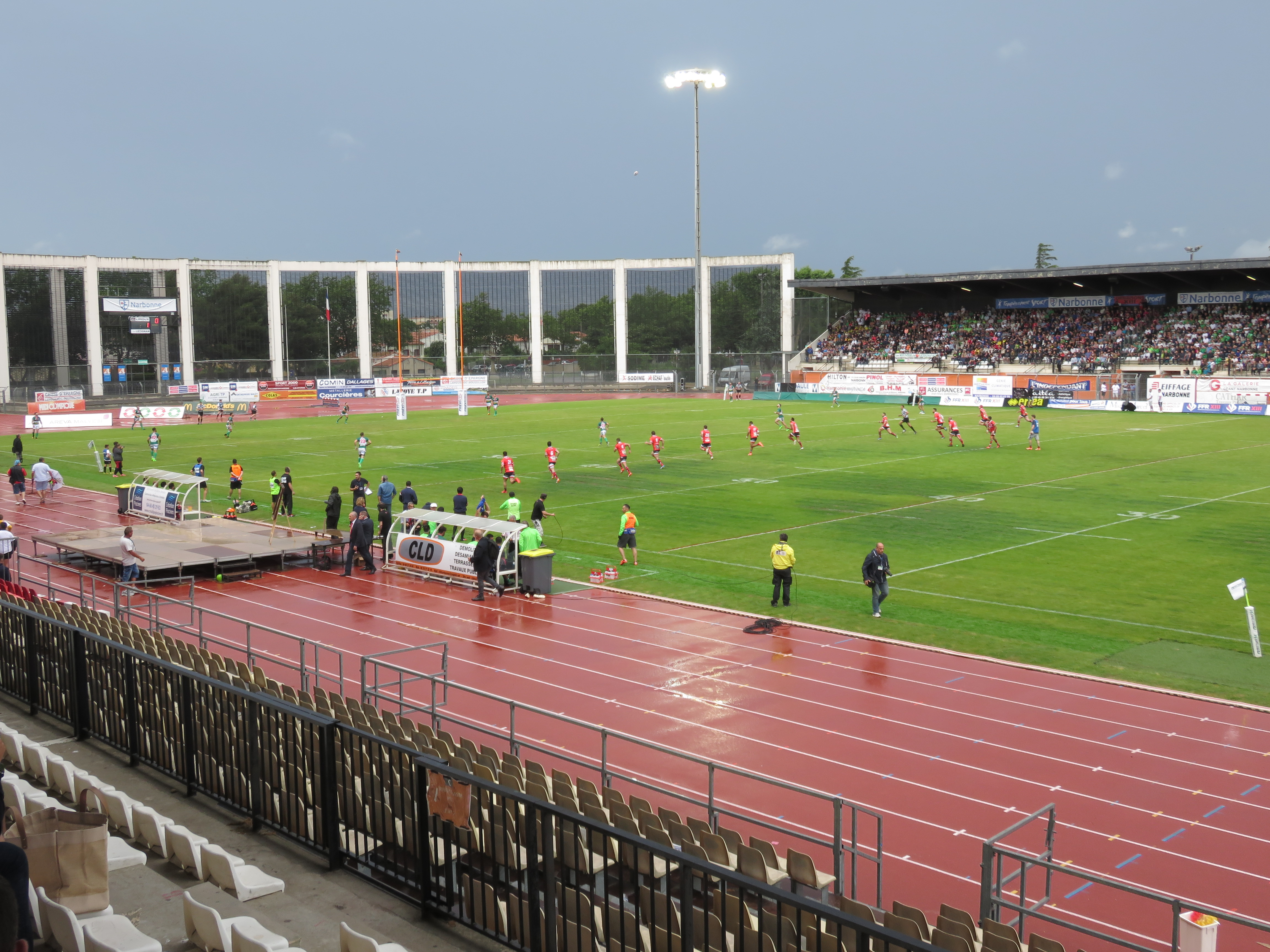
Le Parc des sports et de l'amitié à Narbonne où le CO s'impose en finale du Challenge Sud Radio en 2003.

Castres élimine d'abord le Stade toulousain (21-17) en quart de finale au stade des Septs-Deniers puis le Biarritz olympique (34-13) en demi-finale pour jouer en finale contre le CS Bourgoin-Jallieu.
Bourgoin qui s'est déjà incliné le 27 mars 2003 contre le Stade rochelais (22-20) en Coupe de la ligue va donc disputer une seconde finale la même année.
Castres et Bourgoin-Jallieu s'affrontent au Parc des sports et de l'amitié à Narbonne le 15 novembre 2003.
Romain Teulet réussit un drop et plusieurs pénalités. Grâce à un essai de Benjamin Lhande en fin de match, à la 84e minute, le CO remporte la finale 27 à 26. Castres s'offre le Challenge Sud-Radio. Grâce à son succès en finale du Challenge Sud Radio, au terme d'un match très indécis, le Castres olympique gagne le droit de disputer la prochaine Coupe d'Europe H Cup.

### Les années 2000: une décennie sportive difficile

#### Maintien du CO dans l'élite du rugby français

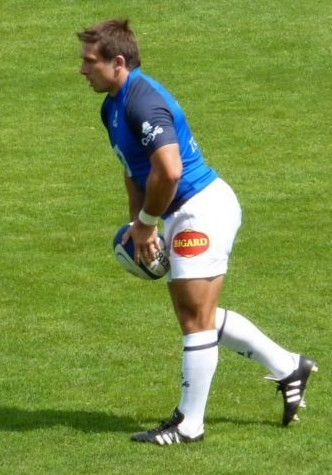
Romain Teulet, meilleur buteur de l'histoire du CO.

En dépit du recrutement d'internationaux français Yann Delaigue, Pascal Papé, Lionel Nallet, Richard Dourthe, Xavier Sadourny, David Bory, Patrick Tabacco, Thierry Lacroix et des recrues étrangères telles que Kees Meeuws, Carl Hoeft, Norm Berryman, Cameron McIntyre, Paul Volley, Glenn Metcalfe, Gordon Ross, Brad Fleming, Eremodo Tuni, Laloa Milford entre 2002 et 2009, le CO vit une période difficile. Il joue le maintien lors de la saison 2001-2002 puis lors de la saison 2008-2009 où les Olympiens terminent douzièmes de la poule unique, se sauvant de justesse.
Le pilier All black aux 42 sélections Kees Meeuws devient le second capitaine étranger de l'histoire du CO.

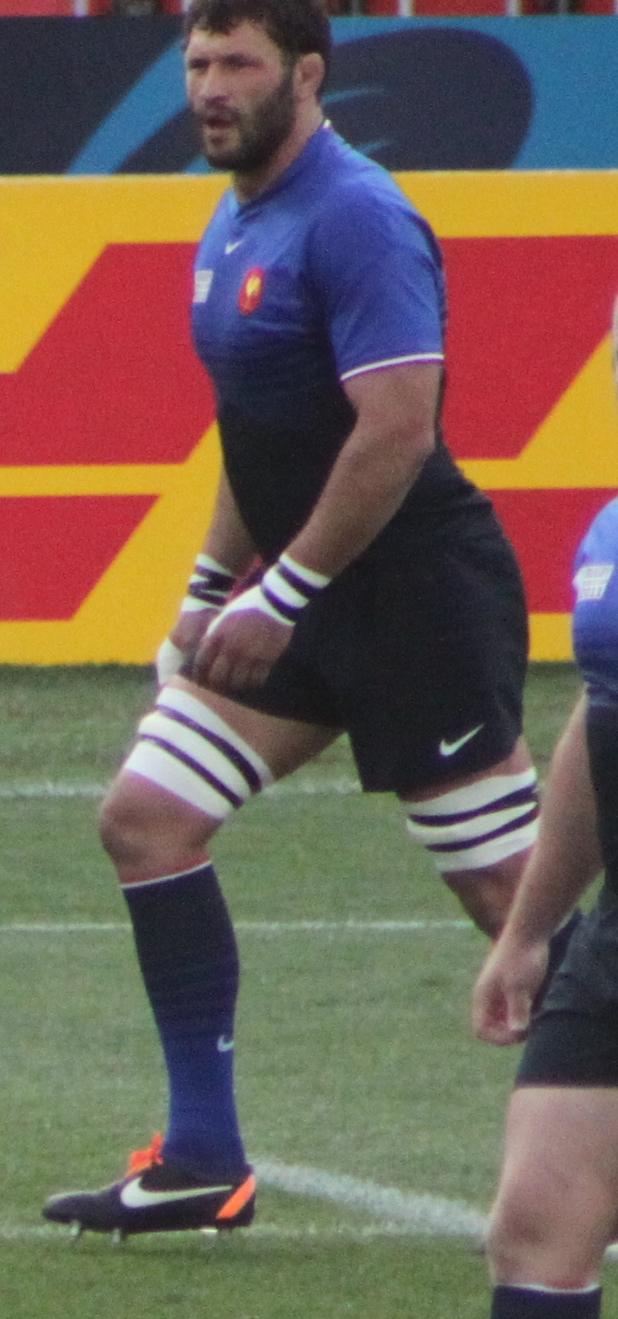
Lionel Nallet, international français également capitaine du CO.

Durant cette période difficile, la formation castraise est enfin à l’honneur puisque le CO remporte la Coupe Frantz Reichel trois fois pendant cette période en 2003, 2008 et 2009.
L’entraîneur Laurent Seigne est limogé. En 2006, l'année du centenaire du club, malgré un mauvais début de championnat, l'entraîneur Alain Gaillard qualifie son club pour la Coupe d'Europe pour la troisième saison consécutive grâce à sa cinquième place acquise dans la nouvelle poule unique du championnat de France. Le CO se qualifie en quart-de-finale du Challenge européen lors de la saison 2007-2008 et s'incline en Angleterre contre Newcastle.

#### Arrivée de Laurent Labit et Laurent Travers, un nouvel espoir
Pour relancer le CO, le club décide de recruter alors les deux entraîneurs Laurent Labit et Laurent Travers qui ont qualifié l'US Montauban pour la H Cup 2008-2009 pour la première fois dans l'histoire du club montalbanais.
Sous l'impulsion de ces deux techniciens hors pair, le CO change aussi sa politique de recrutement privilégiant désormais les jeunes Français (parfois issus de Pro D2) aux stars étrangères.
Les résultats ne se feront pas attendre.

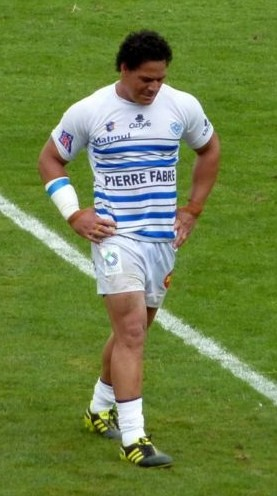
Chris Masoe le nouveau capitaine All-Black du CO est élu meilleur joueur du Top 14 pour la saison 2011-2012.

Le All Black Chris Masoe est le quatrième capitaine étranger des Olympiens.

### L'ère Labit-Travers et le quatrième Brennus (2013)

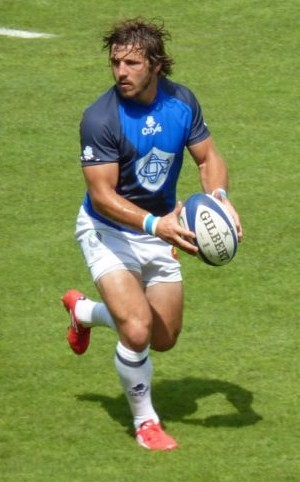
L'international français Marc Andreu champion de France 2013.

#### Deux qualifications successives en quart de finale du Top 14 (2010 et 2011)
En 2009-2010, le CO se qualifie en quart de finale du championnat de France, défait par le Stade toulousain au Stadium de Toulouse. Le CO s'incline 35 à 12 en raison du manque d'expérience de haut niveau du collectif olympien et une entame de match trop faible.
Toutefois, Romain Teulet avec 263 points au total est le meilleur réalisateur du championnat devançant notamment Jonny Wilkinson et Brock James.
Le CO, lors de la saison 2010-2011, reste invaincu à domicile et finit à une belle troisième place au classement général et échoue pour la deuxième année consécutive en quart de finale du championnat de France contre le Montpellier HR d'un petit point (18-17). Romain Teulet rate une pénalité lointaine en fin de match permettant à Montpellier de se qualifier pour la toute première fois de sa récente histoire en demi-finale du Top 14.

#### Demi-finaliste contre le Stade toulousain (2012)
Puis, au cours de la saison 2011-2012, Castres élimine le vice-champion de France, Montpellier, en quart de finale délocalisé au stade Ernest-Wallon. Le capitaine Chris Masoe et les Olympiens échouent en demi-finale contre le tenant du titre Toulouse au Stadium municipal, qui finira double champion de France.

#### Quatrième titre de champion de France (2013)
Pour la saison 2012-2013, le CO voit l'arrivée dans ses rangs de deux jeunes recrues et nouveaux internationaux français Brice Dulin du Sporting Agen et Christophe Samson du RC Toulon, nouvellement sélectionnés pour la tournée en Amérique du Sud avec le XV de France. Castres termine quatrième de la saison régulière et c'est le dernier qualifié pour les demi-finales du championnat de France grâce à sa victoire à domicile face au Montpellier HR 25 points à 12 en match de barrages au stade Pierre-Antoine à domicile. Le troisième ligne centre sud-africain Antonie Claassen inscrit le seul essai du match contre les Héraultais.

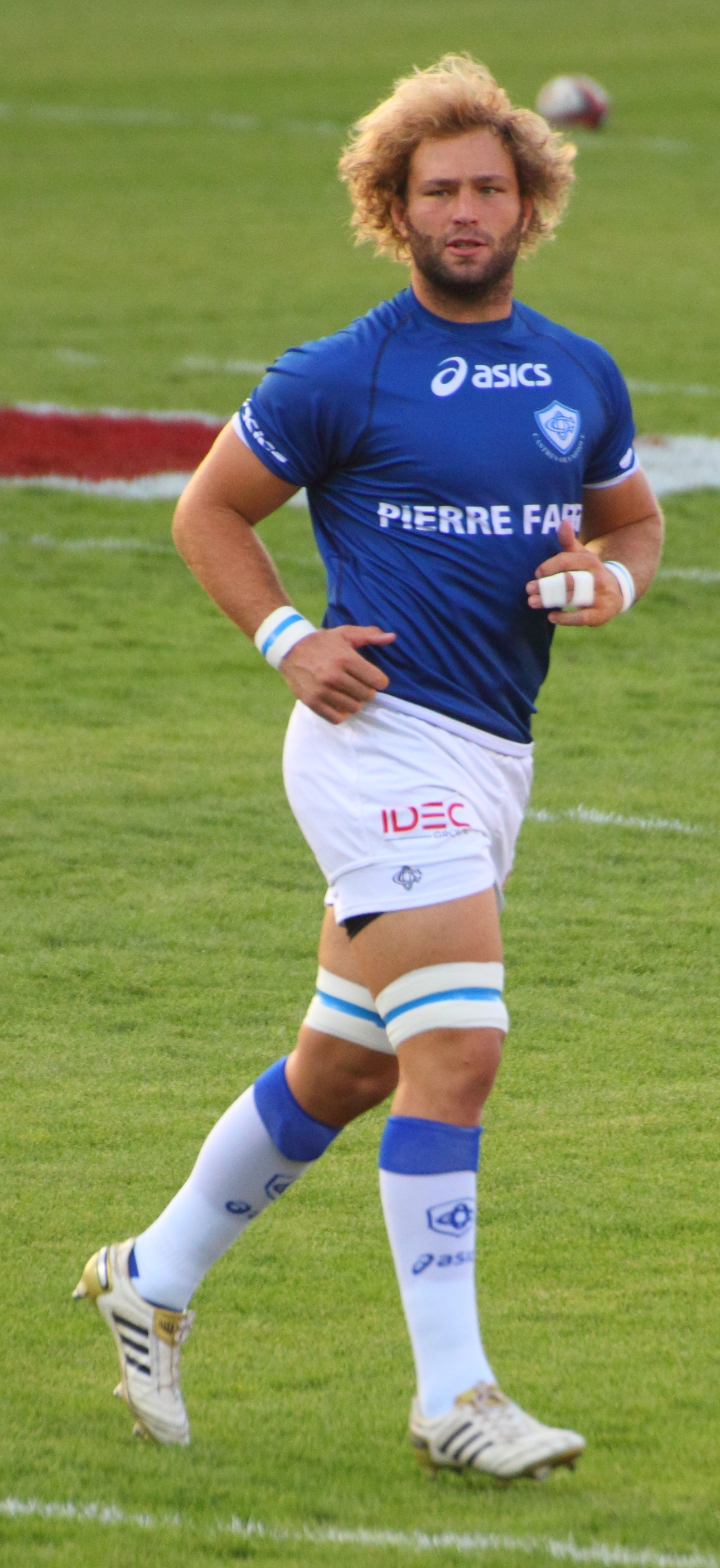
Le 3e ligne sud-africain du CO Antonie Claassen champion de France 2013.

Castres s'impose contre l'ASM Clermont Auvergne vice-champion d'Europe 25 à 9 en demi-finale du Top 14 à Nantes, avec un essai de Romain Cabannes, et se qualifie ainsi pour la finale 18 ans après sa défaite 31-16 face au Stade toulousain.

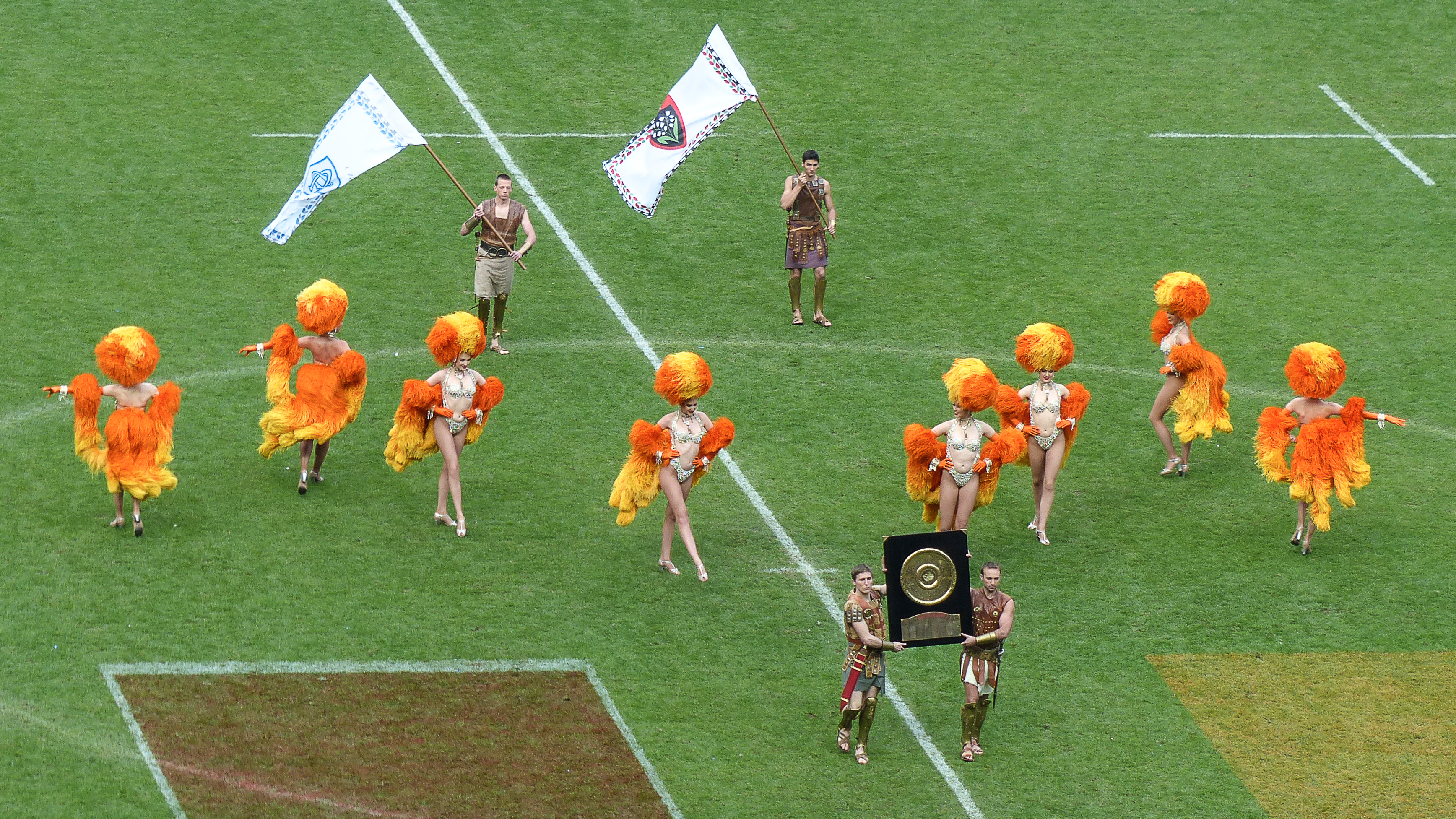
Arrivée du Bouclier de Brennus sur la pelouse dionysienne.

Au Stade de France à Saint-Denis, opposé au RC Toulon champion d'Europe 2013 du capitaine Jonny Wilkinson, le Castres olympique s'impose 19-14 grâce notamment à un essai du demi-de-mêlée sud-africain Rory Kockott à la fin de la 1re mi-temps et à deux drops de l'ouvreur français Rémi Talès. Rory Kockott est élu « Talent d'or » de cette finale. Il termine meilleur réalisateur de la saison, avec 376 points. Le 21 octobre 2013, lors de la dixième Nuit du rugby, il est également élu meilleur joueur de la saison 2012-2013 du Top 14.
Le RCT de Bernard Laporte aligne trois champions du monde dont l'Anglais Jonny Wilkinson, les deux Sud-africains Bakkies Botha et Danie Rossouw et de nombreux internationaux comme Chris Masoe, Delon Armitage, Frédéric Michalak, Mathieu Bastareaud, Maxime Mermoz, Sébastien Tillous-Borde, etc.
Le Castres olympique est champion de France pour la quatrième fois.

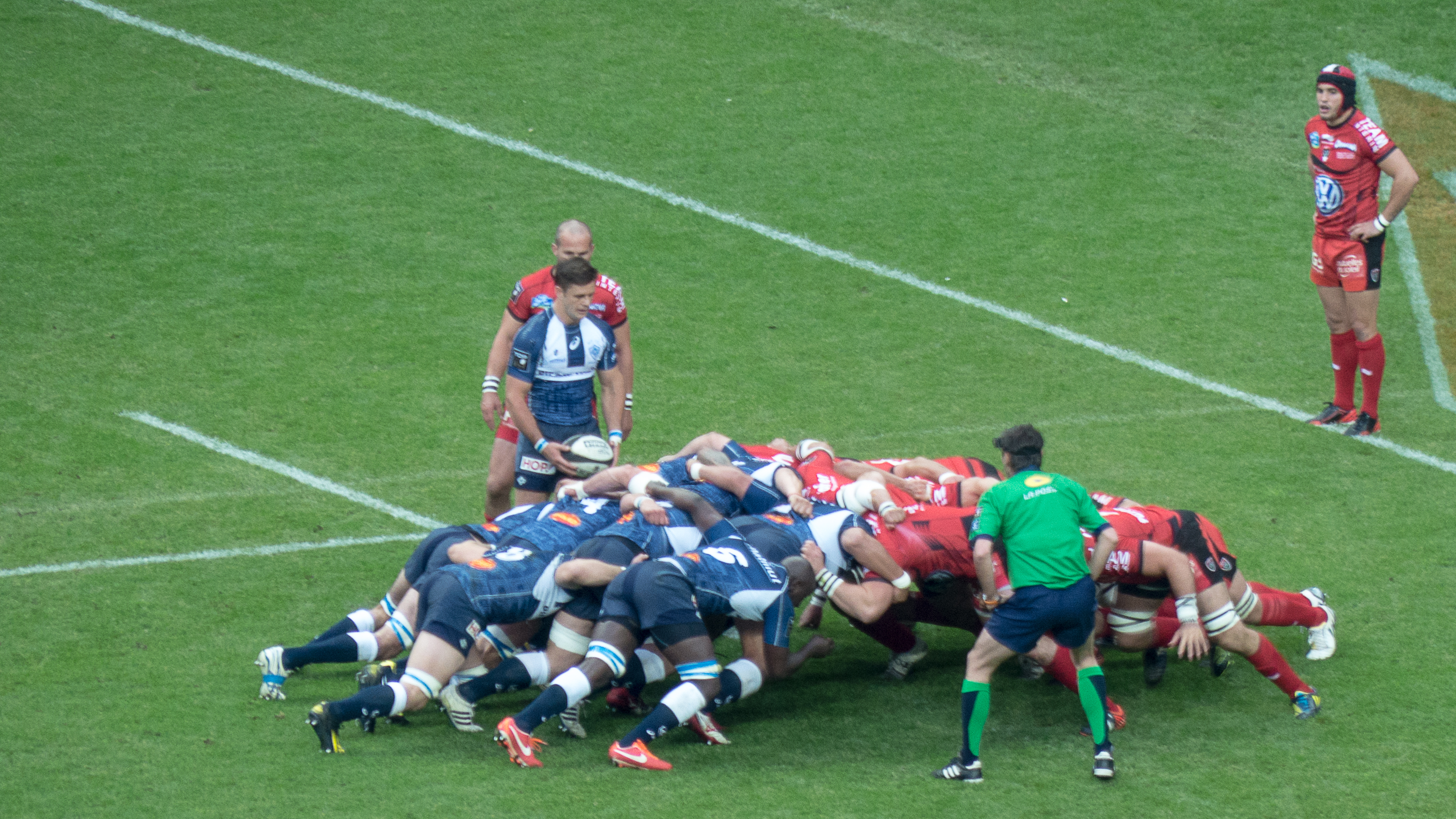
Finale 2013 : Rory Kockott et la mêlée castraise face aux Toulonnais.
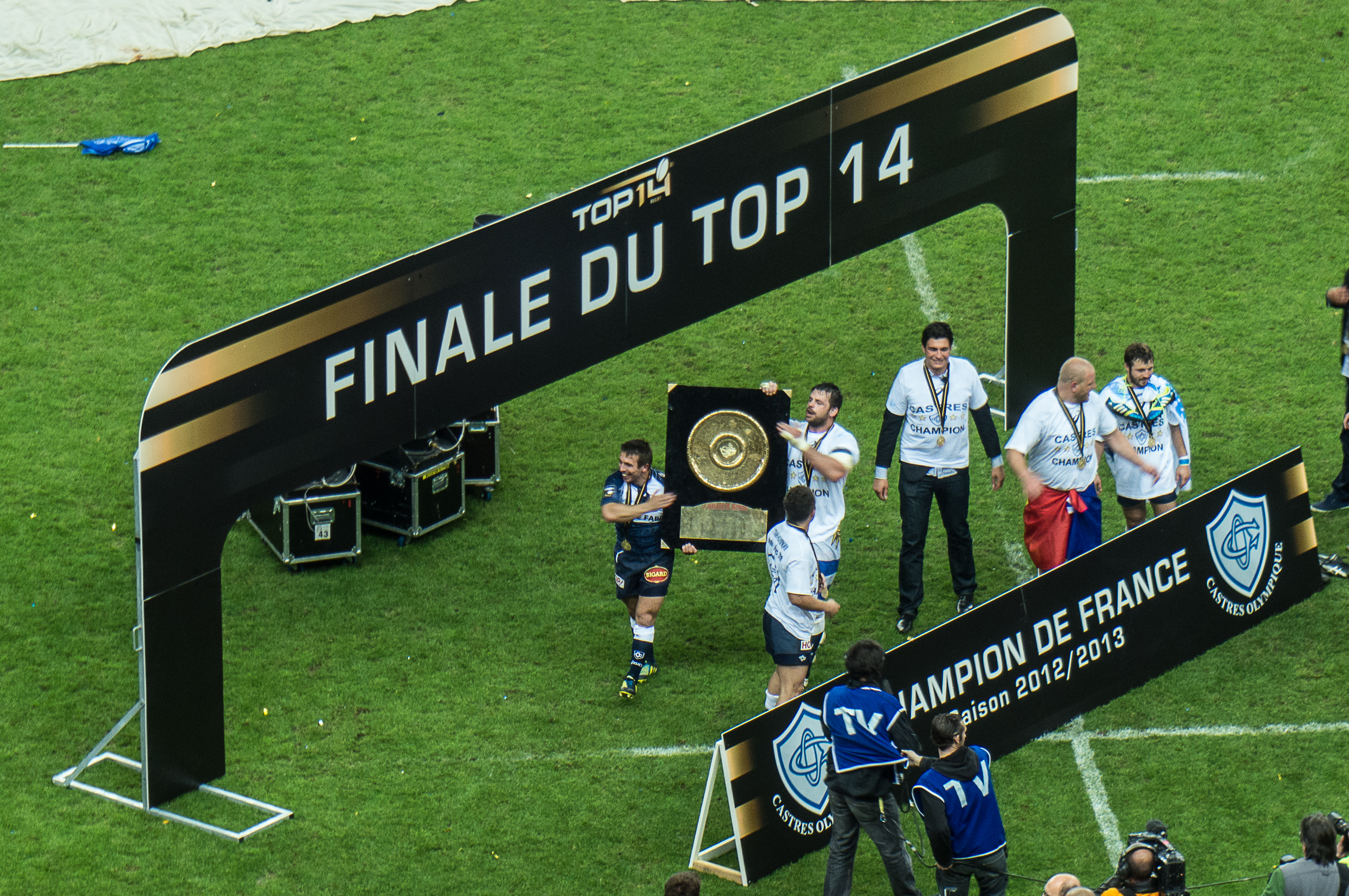
Rodrigo Capo Ortega et Romain Teulet champions de France 2013.
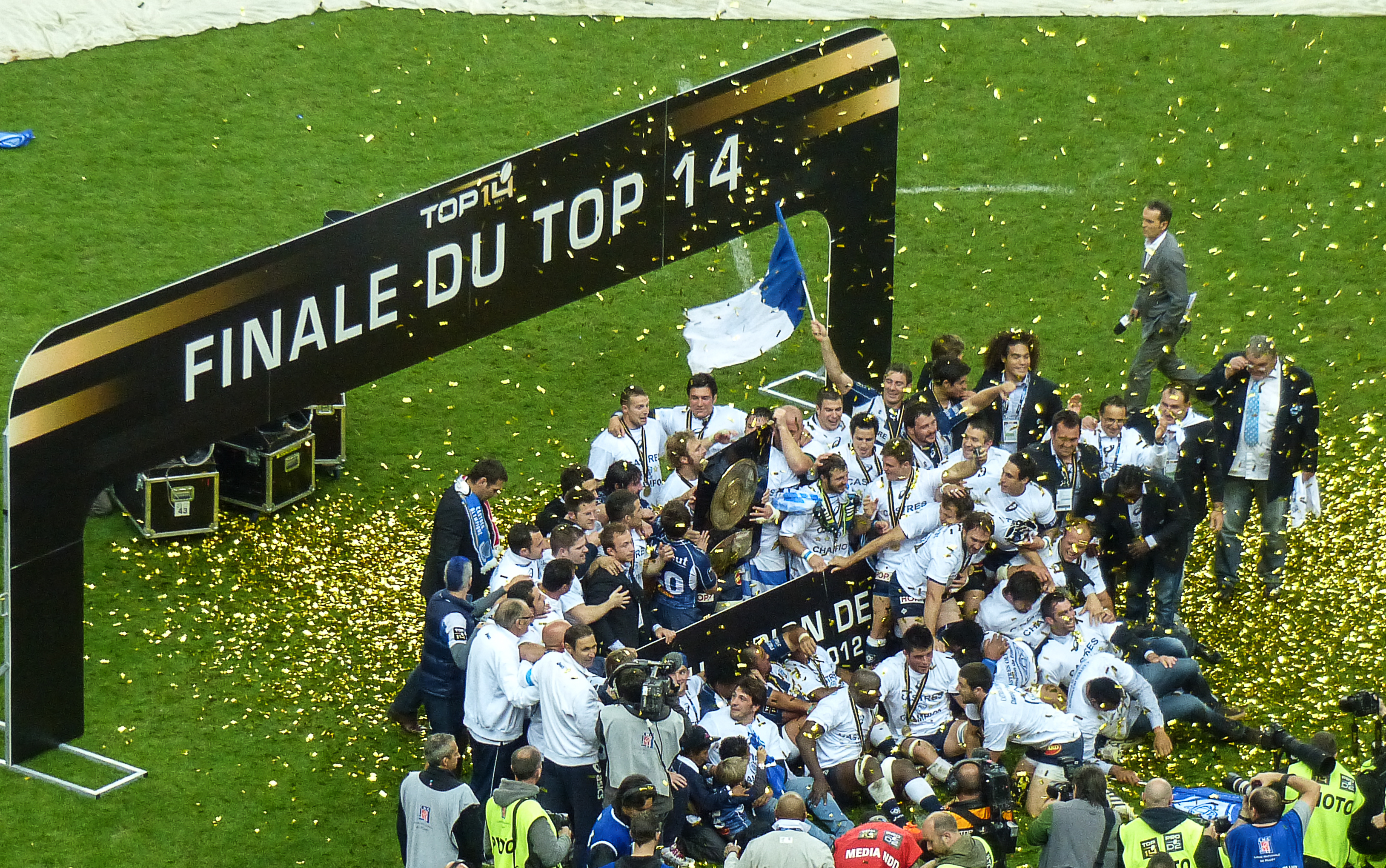
Castres est champion de France 2013 au Stade de France.
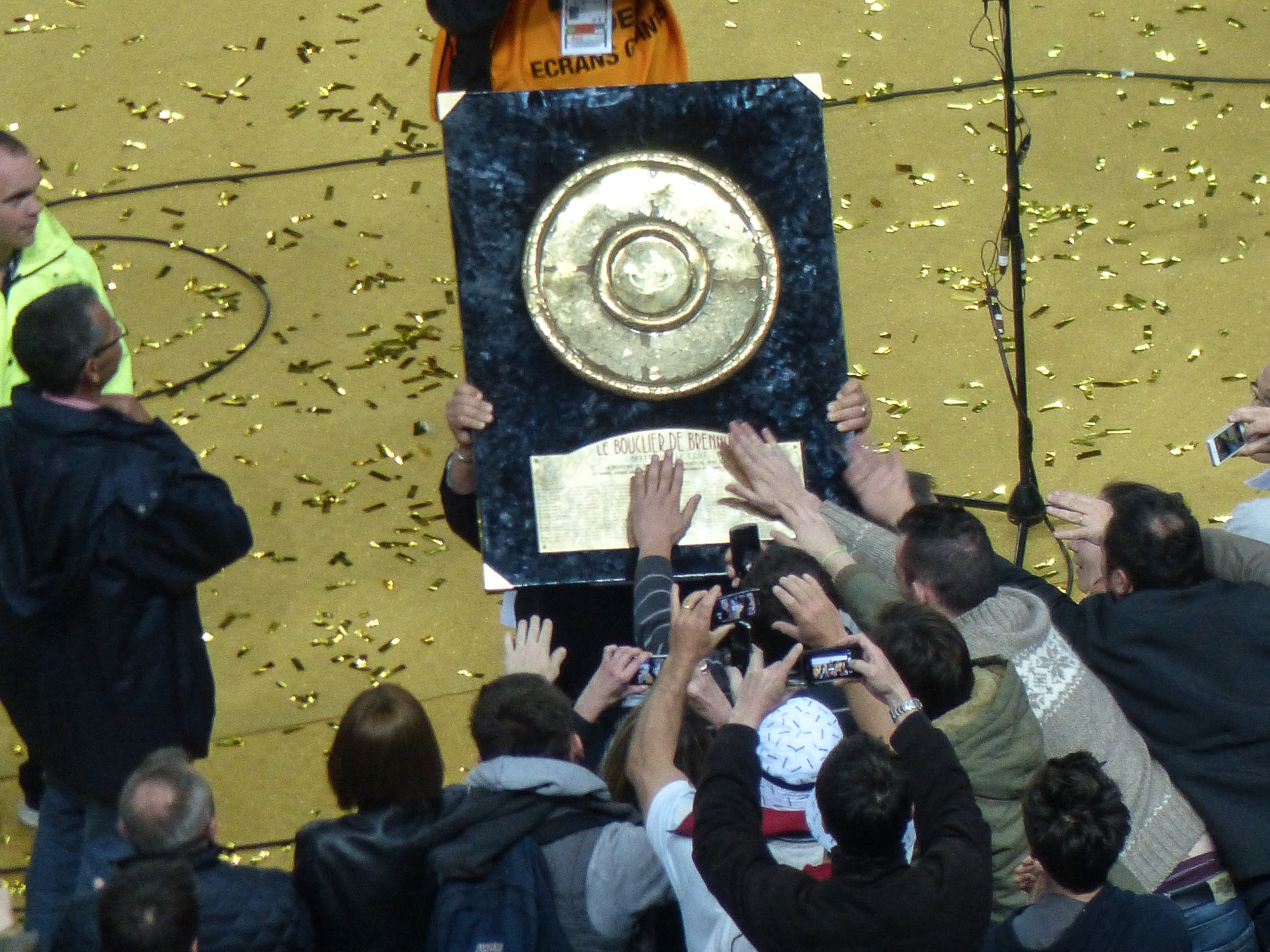
Le quatrième Bouclier de Brennus remporté par le CO en 2013 face au champion d'Europe.

Plus de 11 000 supporters du CO se déplacent au Stade de France à Saint Denis pour encourager les joueurs du CO.
Une immense fête est organisée au stade Pierre-Antoine et dans la ville de Castres. Plus de 17 000 supporters du CO accueillent les champions de France et l’arrivée du Bouclier de Brennus. Castres accueille également une étape du Tour de France cycliste permettant de promouvoir le patrimoine de la ville et d'accueillir les champions de France 2013.

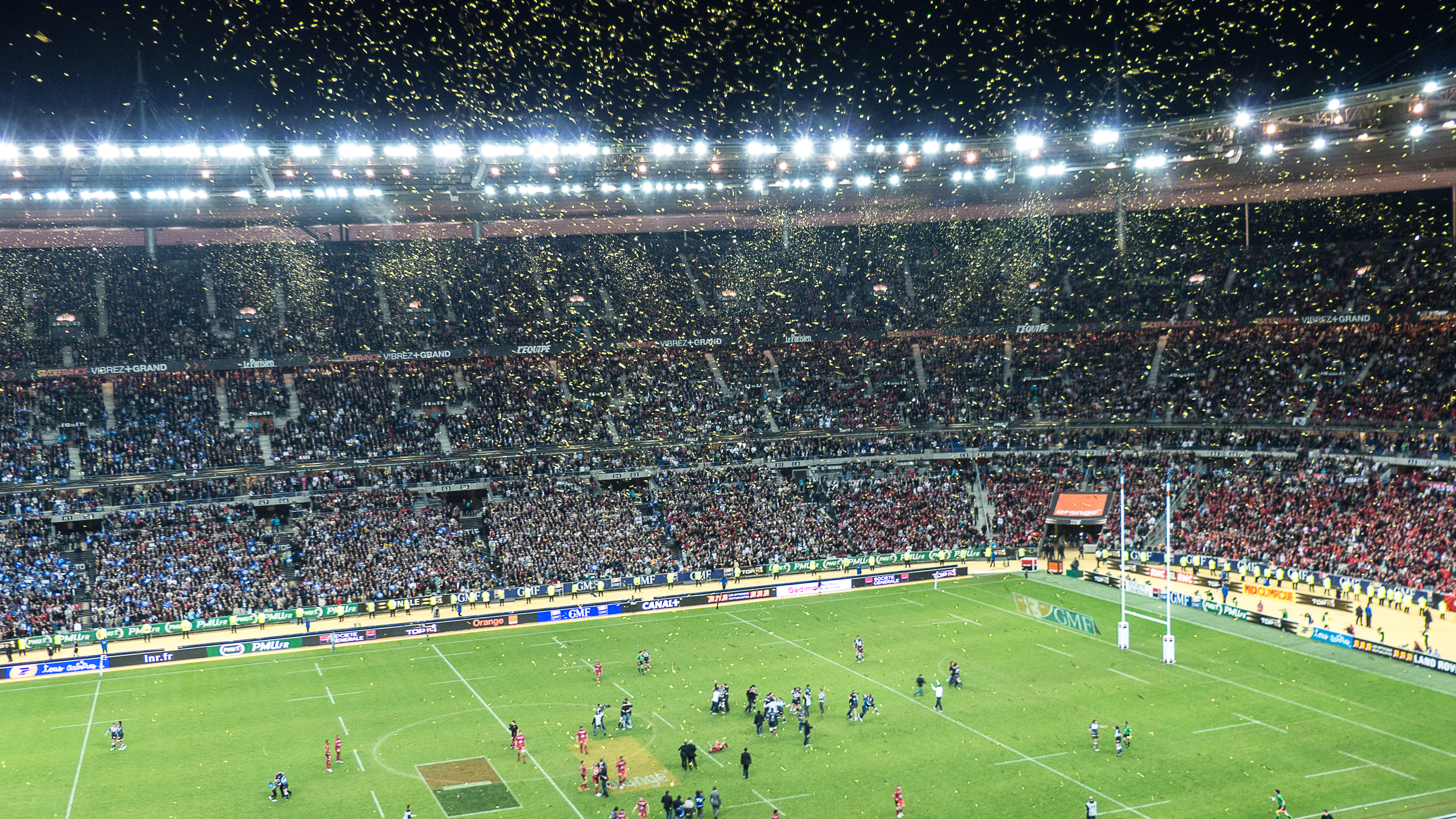
Le CO affronte en finale Toulon (2013 et 2014) et Montpellier (2018 et 2022).
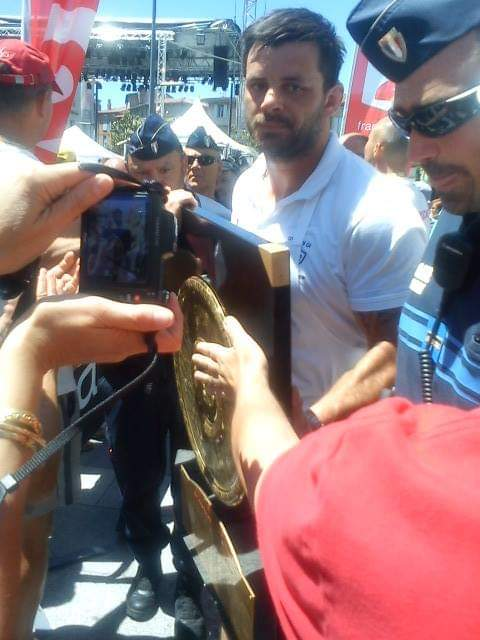
Rodrigo Capó Ortega avec le Brennus place Jean Jaurès en juillet 2013.
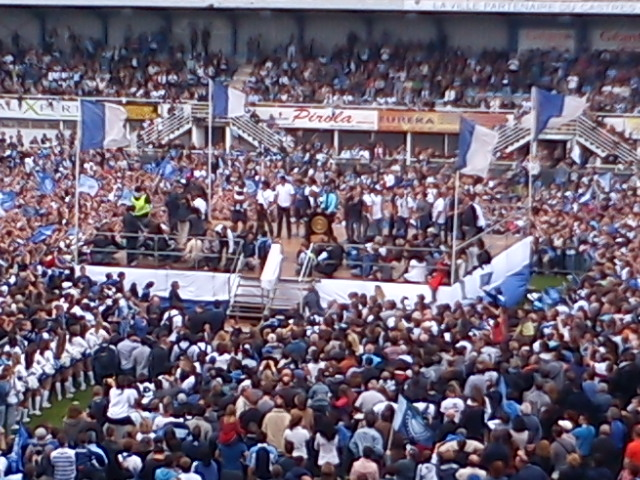
Célébration des champions de France sur une estrade au centre du stade Pierre-Antoine.
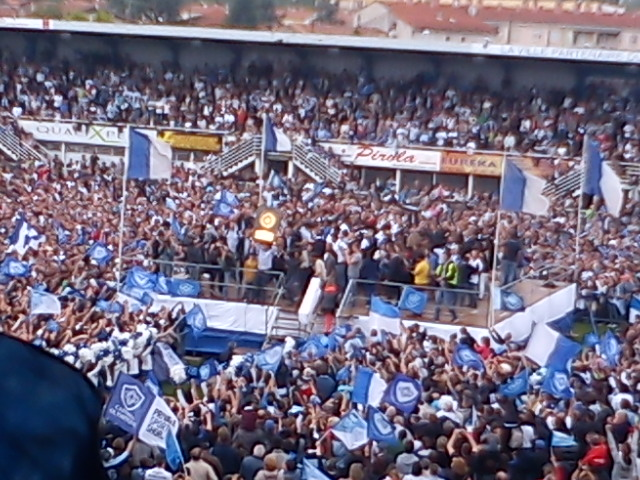
Rory Kockott soulève le Brennus au Stade Pierre-Antoine.
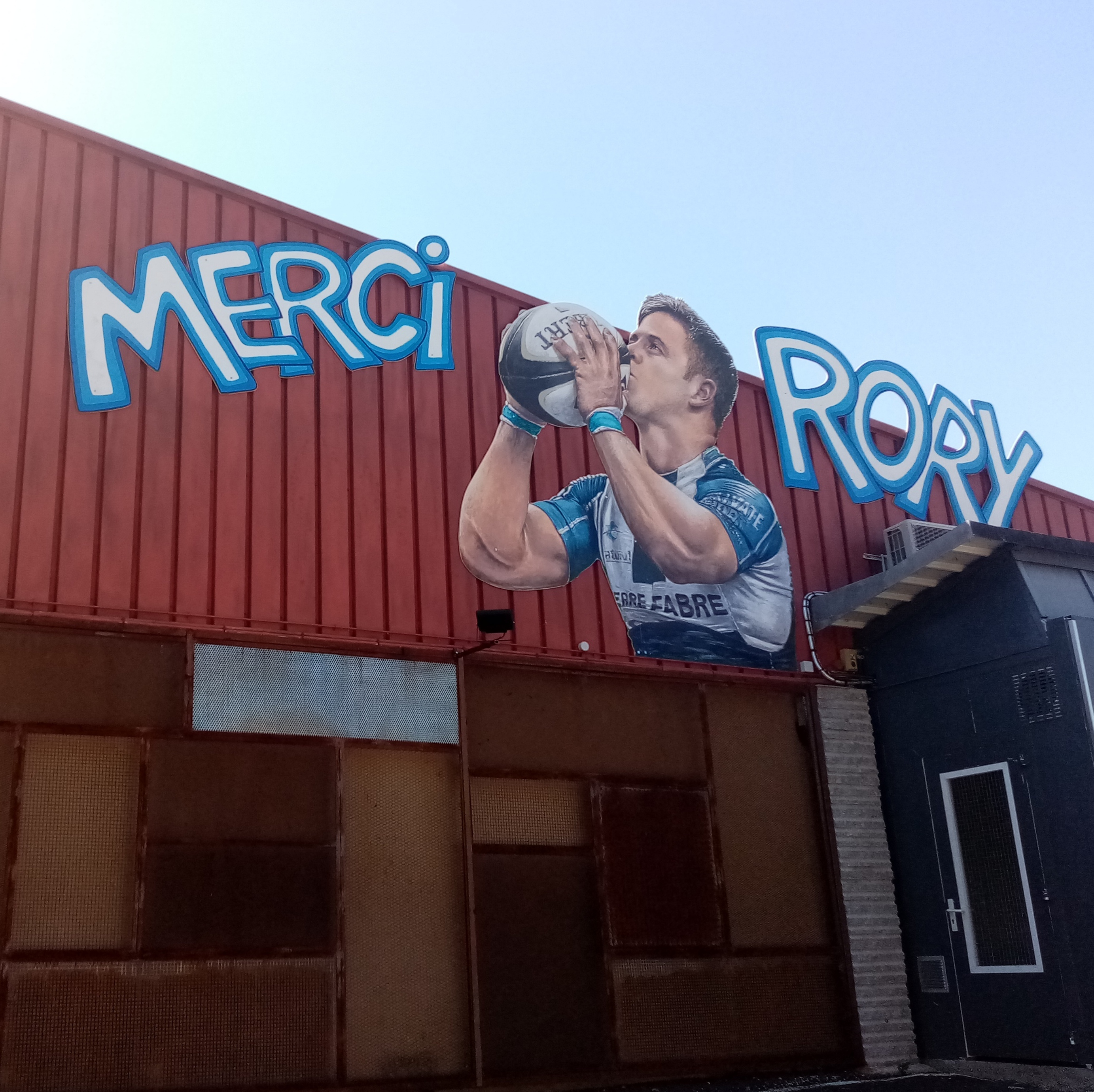
Le Sud-Africain Rory Kockott champion de France 2013.

#### Disparition du mécène Pierre Fabre enjuillet 2013
Pierre Fabre, mécène du CO depuis 1988, décède des suites d'une longue maladie, en juillet 2013, dans sa résidence située à Lavaur un mois après le sacre du CO.
Les obsèques de Pierre Fabre se déroulent en la cathédrale Saint Benoît de Castres en présence de sa famille, de personnalités du monde de la santé (Philippe Douste-Blazy ancien ministre de la Santé), de membres des laboratoires pharmaceutiques du groupe Fabre (Pierre-Yves Revol président du CO et dirigeant du groupe Fabre), du monde politique (Bernadette Chirac épouse de l'ancien président de la République, Pascal Bugis maire de Castres), du monde du rugby (Thomas Castaignède, etc.) Un écran géant est installé place Jean Jaurès, là où même Pierre Fabre possédait une pharmacie dans les années 1960, afin de permettre à la population castraise, rassemblée par milliers, d'assister aux funérailles. Les magasins et boutiques du centre-ville de Castres étaient fermés. Des portraits du défunt étaient disposés face à son ancienne officine place Jean Jaurès.
Pierre Fabre repose dans le caveau familial au cimetière Saint Roch de Castres.

### Le trio Rolland-Milhas-Darricarrère (2013-2015)
Pour remplacer les entraîneurs Laurent Travers et Laurent Labit, partis au Racing 92 après le titre de champion de France, le Castres olympique nomme un nouveau duo composé de Serge Milhas et David Darricarrère. Le deuxième ligne Matthias Rolland, met quant à lui un terme à sa carrière de joueur et devient directeur sportif du club.
Pour la saison 2013-2014, le CO parvient à se qualifier de justesse pour la phase finale du championnat, après avoir arraché une sixième place lors de la dernière journée de saison régulière. En barrage, les Castrais signent l'exploit d'éliminer l'ASM Clermont au stade Marcel-Michelin, alors que le club auvergnat était invaincu sur son terrain depuis 77 matchs. Castres gagne ensuite sa demi-finale face au Montpellier HR sur le score de 22 à 19, après prolongation grâce à un drop de l'international fidjien Seremaia Bai. En finale, comme l'année précédente, le club retrouve le RC Toulon, mais s'incline cette fois sur le score de 18 à 10.
Cette saison marque la fin de carrière de Romain Teulet, au club depuis 2001, et qui a inscrit 3 102 points sous le maillot castrais. Elle voit aussi les départs des internationaux français Antonie Claassen et Brice Dulin, partis rejoindre le duo Travers-Labit au Racing 92.
En saison 2014-2015, le CO connaît une saison post-finale très délicate, et pointe à la dernière place du classement en février 2015. C'est alors que l'entraineur des avants Serge Milhas est démis de ses fonctions et remplacé l'Argentin Mauricio Reggiardo, avec pour mission de sauver le club de relégation. Le club réussit finalement à se sauver, et valide son maintien lors de l'avant dernière journée du championnat, après une victoire à domicile face au CA Brive,.

### L'ère Urios et le cinquième Brennus en 2018

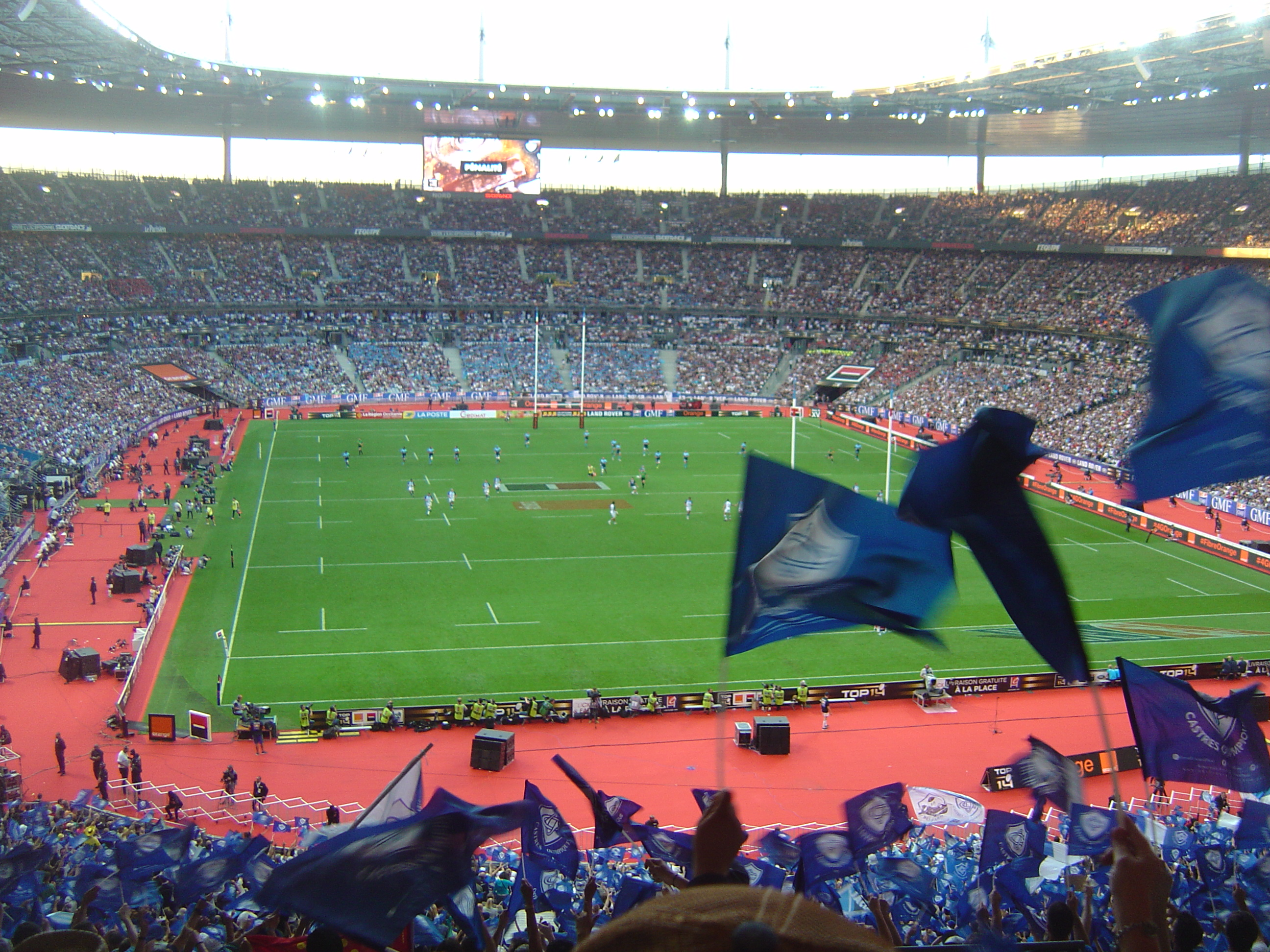
Finale de Top 14 : Castres est champion de France 2018.

Christophe Urios, en provenance de l'US Oyonnax, est engagé fin 2014 comme directeur sportif du CO pour quatre saisons à compter de l'été 2015,. Cet ancien talonneur était passé par Castres comme joueur entre 1990 et 1999, puis comme entraîneur entre 2002 et 2005. Il arrive à Castres en compagnie de ses deux adjoints à Oyonnax, Joe El Abd (avants) et Frédéric Charrier (arrières). Matthias Rolland passe du poste de directeur sportif à celui de directeur administratif. Côté joueurs, le CO enregistre l'arrivée de neuf nouveaux joueurs, dont les oyonnaxiens Benjamín Urdapilleta et Antoine Tichit, et des joueurs expérimentés comme Rudi Wulf, David Smith, Alexandre Bias ou Alex Tulou.
Le CO termine la saison 2015-2016 à la sixième place de la saison régulière, et s'incline en barrage face au Montpellier HR. La saison suivante, les Castrais terminent cette fois cinquième, et perdent à nouveau leur match de barrage, cette fois face au RC Toulon.
En prévision de la saison 2017-2018, le club castrais se renforce par l'arrivée de six joueurs, dont le demi de mêlée clermontois Ludovic Radosavljevic, l'ailier international canadien Taylor Paris ou le trois-quarts grenoblois Armand Battle. Le club termine à nouveau la saison à la sixième place, et affronte le Stade toulousain en barrage, remportant la rencontre sur le score de 23 à 11,. le CO l'emporte ensuite en demi finale face au Racing 92 sur le score 19 à 14. En finale, opposés à Montpellier premier de la saison régulière, les Castrais parviennent à créer la surprise et remporte le cinquième Bouclier de Brennus de l'histoire du club, après une victoire 29 à 13. C'est la première fois de l'histoire du Top 14 qu'une équipe classée sixième de la saison régulière remporte le titre. 
En amont de la saison 2018-2019, le CO se renforce en recrutant neuf joueurs, dont les deux internationaux français Yann David et Scott Spedding. Au mois de novembre 2018, le départ de Christophe Urios pour l'Union Bordeaux Bègles à la fin de la saison est officialisé. L'ère Urios se termine alors difficilement, puisque le club ne peut défendre son titre, après avoir échoué de qualifier lors de l'ultime journée en s'inclinant face à domicile face à Toulon,.

### L'ère Reggiardo (2019-2020)

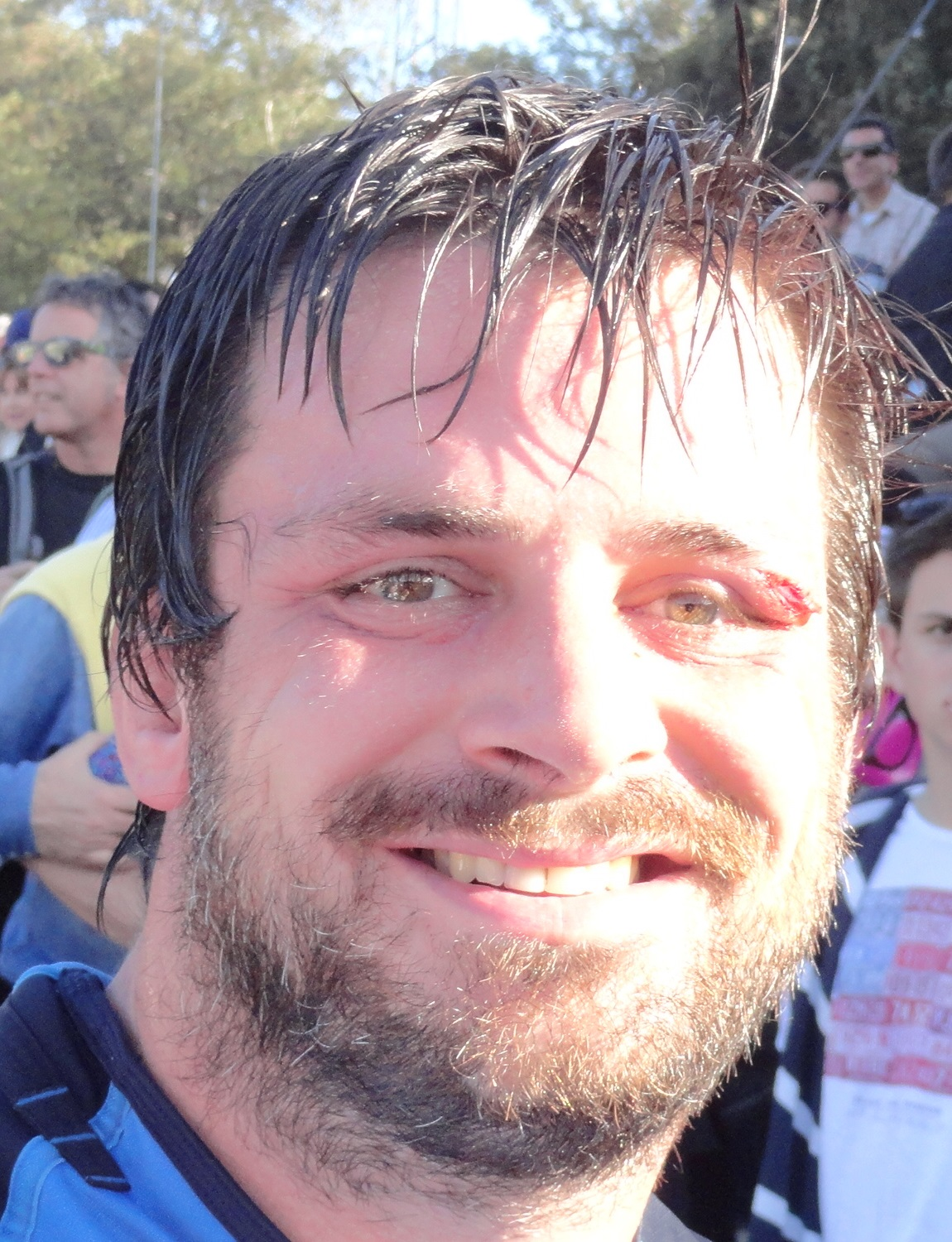
Rodrigo Capó Ortega, dix-huit ans de carrière au Castres olympique.

Dès août 2018, Mauricio Reggiardo, alors entraîneur du SU Agen, est annoncé comme le futur remplaçant de Christophe Urios comme entraîneur principal du Castres olympique à compter de la saison 2019-2020,. L'ancien international argentin était déjà passé par Castres comme joueur entre 1996 et 2005, puis comme entraîneur adjoint en 2007 et en 2015. Il est assisté par Stephane Prosper pour les arrières, Patrick Furet pour les avants. L'Anglais Joe Worsley complète le staff à partir du mois de novembre 2019, prenant en charge la défense. Lors de l'intersaison 2019, le CO reste globalement stable, ne recrutant qu'une poignée de joueurs prometteurs ou revanchards comme Wayan de Benedittis, Filipo Nakosi ou Matt Tierney, tandis que le vétéran Karena Wihongi fait son retour au club,.
Auteur d'un début de saison compliquée, Castres n'est que dixième du classement lorsque le championnat est arrêté en mars 2020, à cause de la pandémie de Covid-19,. L'effectif et les employés du club sont alors placés en chômage partiel. Cette fin de saison prématurée entérine également la fin de carrière de l'emblématique uruguayen Rodrigo Capó Ortega, ayant disputé plus de quatre cent matchs au CO en dix-huit ans, ainsi que de Karena Wihongi et Christophe Samson,.
En Challenge européen, les Castrais terminent premiers de leur poule et se qualifient pour les quarts de finales de la compétition, où ils doivent affronter les Leicester Tigers. Ce match est reporté en septembre 2020 en raison du confinement puis, à cause de plusieurs cas de Covid au sein de l'effectif, le CO est éliminé sur tapis vert,.
Castres est le premier club du Top 14 où l'effectif accepte une baisse de 20 % de leur salaire pour la saison 2020-2021. En effet, l'arrêt du Top 14 la saison précédente entraîne une baisse des droits audiovisuels et de la billetterie, tandis que le confinement cause une baisse de l'activité des partenaires économiques du club. À l'intersaison, le club renouvelle son effectif, en signant treize joueurs, dont les internationaux Santiago Arata, Vilimoni Botitu, Levan Chilachava ou encore Tyler Ardron.
Le club connaît un début de saison très difficile, treizième du classement en décembre, avec six défaites pour trois victoires et un nul.

### L'ère Broncan (2020-2023)

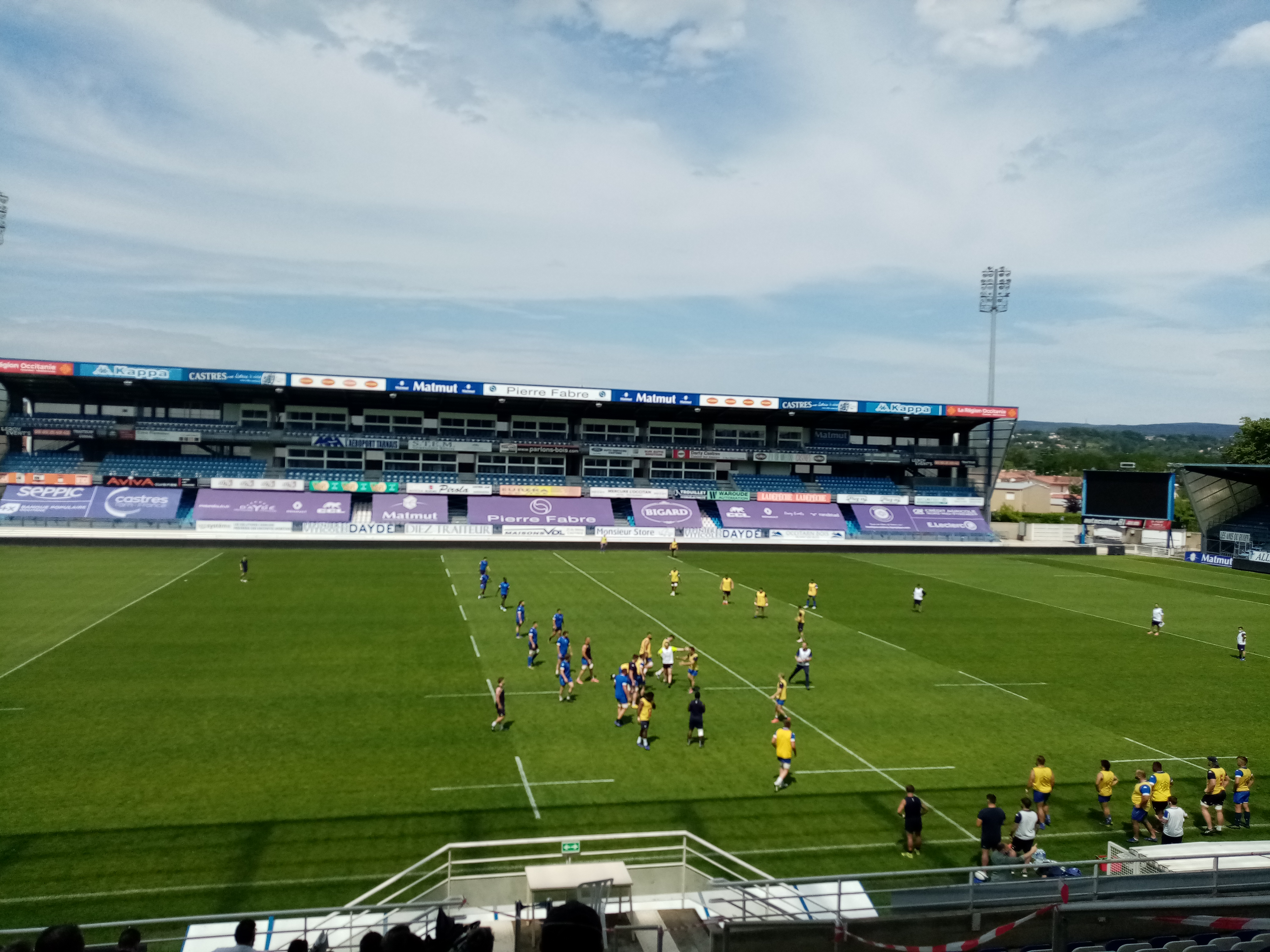
Entraînement du CO à Pierre-Fabre, 1 juin 2021, avant le dernier match contre Toulon.

Face aux récents mauvais résultats du CO, le président Pierre-Yves Revol décide en décembre 2020 d'écarter Mauricio Reggiardo, et promeut Pierre-Henry Broncan à sa place. De même, David Darricarrère revient au club afin d'entraîner les lignes arrières en remplacement de Stéphane Prosper. Mauricio Reggiardo reste dans un premier temps au club dans des taches annexes, avant de quitter le club pour Provence Rugby en mars 2021. Castres finit finalement par obtenir son maintien, et termine même le championnat à la septième place, échouant à un point de la sixième place qualificative,.
À l'orée de la saison 2021-2022, le staff intègre deux anciens joueurs du CO : Karena Wihongi et Yannick Caballero, afin de s'occuper respectivement de la mêlée et de la touche. Côté joueurs, le CO recrute douze joueurs, dont le demi d'ouverture néo-zélandais Ben Botica, ou les expérimentés français Antoine Guillamon et Pierre Aguillon.
En Coupe d'Europe, Castres termine onzième de sa poule, et se voit reversé en huitième de finale de Challenge européen, où ils s'inclinent lourdement face aux London Irish.
En Top 14, Castres reste invaincu toute la saison à domicile. Le club termine la saison régulière à la première place, et se qualifie directement en demi-finale pour la première fois de son histoire. Lors de la demie, Castres élimine le Stade toulousain sur le score de 24 à 18, grâce à deux essais de Santiago Arata et de l'arrière Julien Dumora. Opposé à Montpellier pour sa huitième finale de son histoire, le CO est surclassé et s'incline sur le score de 29 à 10.
L'intersaison 2022 est marquée par l'arrêt de deux joueurs important de l'effectif castrais : Loïc Jacquet et Rory Kockott, ce dernier intégrant le staff. Dans le sens inverse, le club recrute le deuxième ligne fidjien Leone Nakarawa, et plusieurs talents de issus de la Pro D2 comme Adrien Séguret ou Aurélien Azar.
En Champions Cup, le club termine bon dernier de sa poule, avant quatre défaites en autant de matchs. En Top 14, Castres maintient son invincibilité à domicile jusqu'en février 2023, date à laquelle elle s'incline face au Stade rochelais, après une série de vingt-neuf matchs sans défaites. Solide à Pierre Fabre, le CO est toutefois incapable de remporter le moindre succès à l'extérieur, et pointe à une décevante onzième place du classement au mois de février 2023. 

### L'ère Davidson (2023-2025)

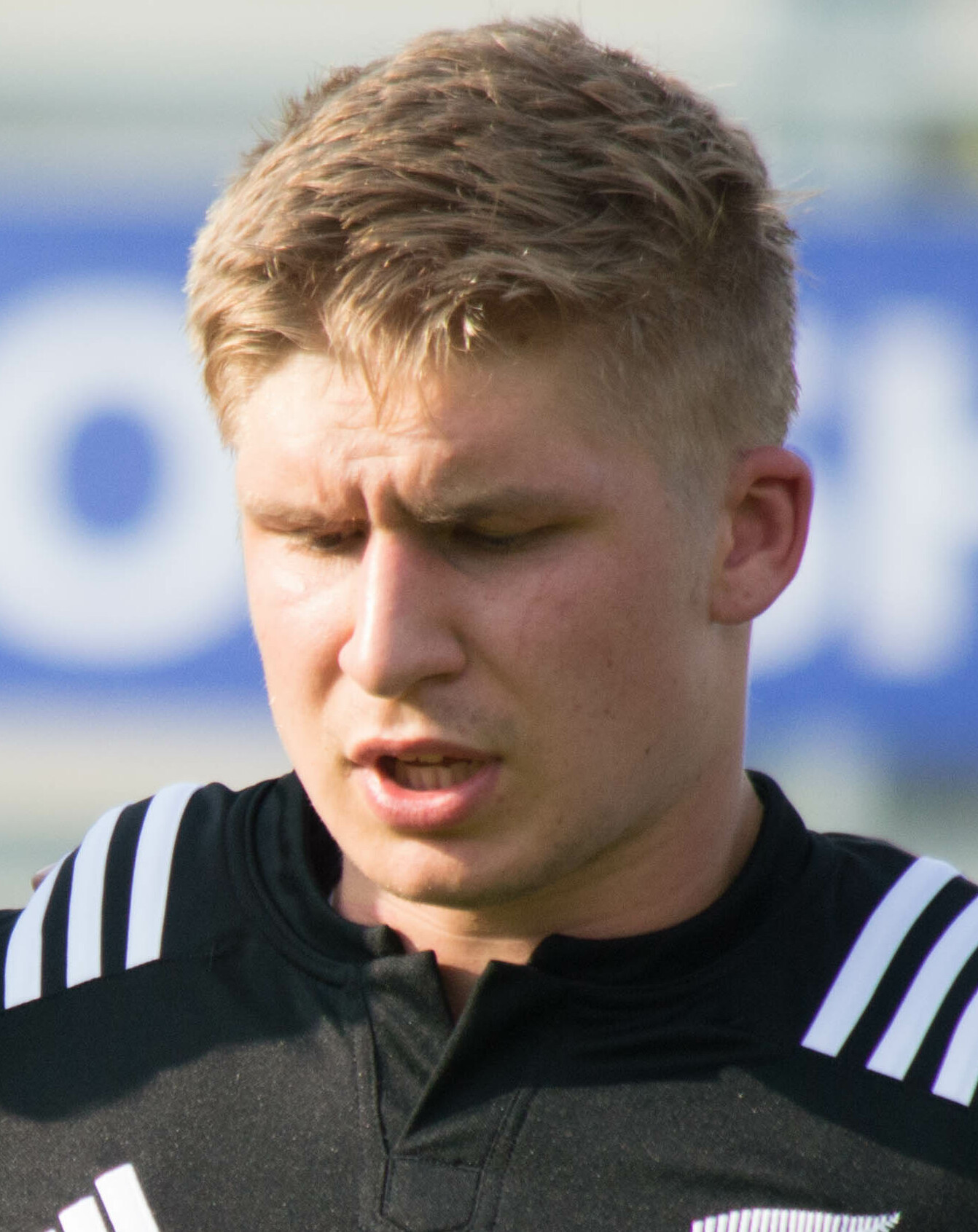
Le All Black Jack Goodhue, recrue du CO en 2023.

En février 2023, face aux problèmes internes et l'absence de succès à l'extérieur, Pierre-Henry Broncan est écarté de ses fonction, et se voit remplacé Jeremy Davidson. Le CO valide son maintien en Top 14 à la 25e journée, grâce à une victoire face au CA Brive. Le club termine finalement le championnat à la neuvième place du classement. La fin de saison est marquée par le départ des joueurs emblématiques que sont Benjamín Urdapilleta, Thomas Combezou et Rory Kockott.
Avant la saison 2023-2024, le club castrais se renforce notamment par l'arrivée de sept recrues, dont la plus marquante est l'ancien All Black Jack Goodhue,. Le CO termine cette saison à la septième place, manquant ainsi la phase finale, mais se qualifiant pour la Champions Cup la saison suivante. En Challenge Cup, Castres est éliminé en huitième de finale contre Gloucester.

### L'ère Sadourny (depuis 2025)

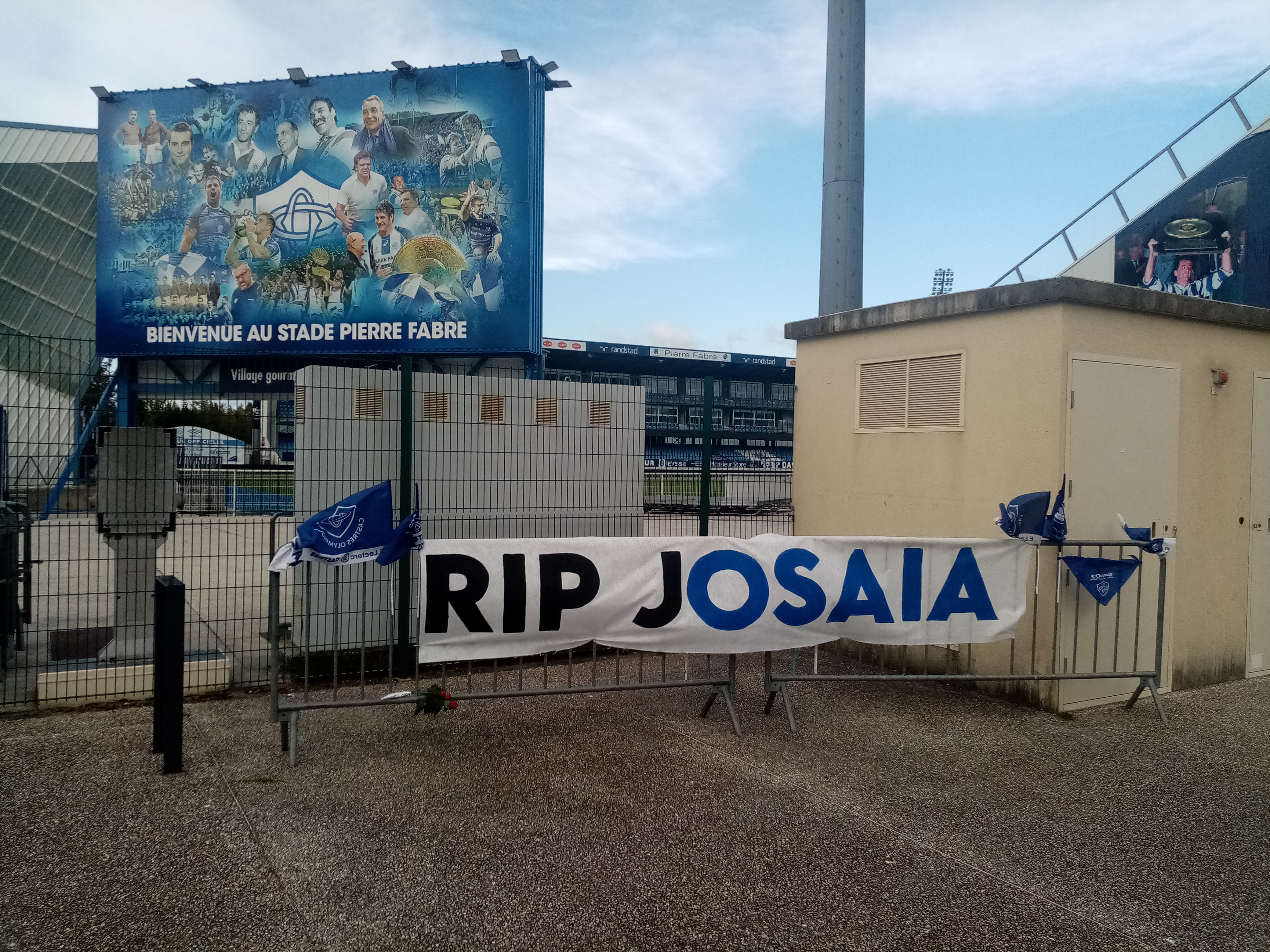
Hommage à Josaia Rasuqe en 2025 au stade Pierre-Fabre.

En marge de la saison 2024-2025, l'effectif castrais se renforce par l'arrivée au sein du staff de Xavier Sadourny, comme entraîneur-adjoint, et le recrutement de six joueurs, dont les deuxièmes lignes internationaux français Paul Jedrasiak et Guillaume Ducat. En janvier 2025, Xavier Sadourny est promu entraîneur en chef, succédant à Jeremy Davidson, récemment écarté après de récents mauvais résultats,.
En Champions Cup, Castres termine deuxième de sa poule, avant de terminer la compétition en quart-de-finale face aux Northampton Saints. En championnat, après avoir terminé sixième de la saison régulière, le CO s'incline en barrage face au RC Toulon sur le score de 52 à 23. Ce match marque la fin de carrière de Julien Dumora, après onze saisons au club, qui rejoint le staff en tant qu'entraîneur des trois-quarts la saison suivante.
La saison 2024-2025 est également marquée par le décès accidentel de l'international fidjien Josaia Raisuqe, présent au club depuis 2021, le 8 mai 2025 à l'âge de 30 ans suite à un accident de la route sur un passage à niveau.

## Palmarès
Le tableau suivant récapitule les performances du club :
- titres de champion et finales ainsi que les meilleures performances dans les compétitions.

| Compétitions nationales | Compétitions internationales |
| - Championnat de France de rugby de 1re division - Champion (5) : 1949, 1950, 1993, 2013, 2018 - Vice-champion (3) : 1995, 2014, 2022 | - Coupe d'Europe - Meilleure performance : demi-finaliste en 2002 - Challenge européen - Finaliste (2) : 1997, 2000 |
| Compétitions nationales disparues | Compétitions internationales disparues |
| - Championnat de France de rugby du groupe B - Champion (1) : 1989 - Coupe de France - - Vainqueur (1) : 1948 - Coupe Adolphe Jauréguy - Vainqueur (1) : 1974 - Challenge Antoine Béguère - Vainqueur (1) : 1981 - Finaliste (1) : 1974 - Challenge Jean Bouin - Vainqueur (1) : 1992 - Challenge Yves du Manoir - Finaliste (1) : 1993 - Challenge Sud-Radio - Vainqueur (1) : 2003 | - Bouclier européen - Vainqueur (1) : 2003 |
| Compétitions régionales et départementales | Compétitions amicales |
| - Championnat du Tarn - Finaliste (1) : 1911 - Championnat des Pyrénées 2e série - Champion (1) : 1921 - Championnat des Pyrénées Honneur - Champion (2) : 1936, 1937 | - Challenge Armand Vaquerin - Vainqueur (8) : 2011, 2012, 2013, 2016, 2019, 2022, 2023, 2024 - Finaliste (2) : 2014, 2018 - Bouclier du Tarn - Vainqueur (2) : 2013, 2015 - Rugby Summer Cup - Vainqueur (1) : 2014 - Trophée Ibrahim Diarra - Vainqueur (3) : 2021, 2023, 2024 |
| Compétitions féminines | Compétitions de jeunes |
| - Championnat de France de Fédérale 1 - Finaliste (1) : 2014 - Championnat de France de Fédérale 2 - Championne (2) : 2011, 2013 - Championnat de France de Fédérale 3 - Championne (1) : 2005 | - Coupe Frantz-Reichel - Vainqueur (3) : 2003, 2008, 2009 - Finaliste (2) : 1986, 1995 - Championnat de France Cadets - Champion (2) : 1996, 2023 - Championnat de France espoirs - Finaliste (2) : 2017, 2024 - Championnat de France juniors Crabos - Finaliste (1) : 2018    |

### Les finales du Castres olympique

#### Équipe masculine

##### Coupes d'Europe
| Compétition        | Date de la finale | Vainqueur         | Score | Finaliste           | Lieu de la finale                 | Spectateurs |
| ------------------ | ----------------- | ----------------- | ----- | ------------------- | --------------------------------- | ----------- |
| Challenge européen | 26 janvier 1997   | Bourgoin-Jallieu  | 18-90 | Castres olympique   | Stade de la Méditerranée, Béziers | 10 000      |
| Challenge européen | 27 mai 2000       | Section paloise   | 34-21 | Castres olympique   | Stade des Sept Deniers, Toulouse  | 6 000       |
| Bouclier européen  | 25 mai 2003       | Castres olympique | 40-12 | Caerphilly Rugby FC | Madejski Stadium, Reading         | 4 000       |

##### Championnats de France
| Compétition                        | Date de la finale | Vainqueur         | Score | Finaliste             | Lieu de la finale                 | Spectateurs |
| ---------------------------------- | ----------------- | ----------------- | ----- | --------------------- | --------------------------------- | ----------- |
| Championnat de France 1re division | 22 mai 1949       | Castres olympique | 14-3  | Stade montois         | Stade des Ponts Jumeaux, Toulouse | 23 000      |
| Championnat de France 1re division | 16 avril 1950     | Castres olympique | 11-8  | Racing Club de France | Stade des Ponts Jumeaux, Toulouse | 25 000      |
| Championnat de France Groupe B     | 4 juin 1989       | Castres olympique | 18-9  | Section paloise       | Stade Jules-Ribet, Saint-Gaudens  | 10 000      |
| Championnat de France 1re division | 5 juin 1993       | Castres olympique | 14-11 | FC Grenoble           | Parc des Princes, Paris           | 48 000      |
| Championnat de France 1re division | 6 mai 1995        | Stade toulousain  | 31-16 | Castres olympique     | Parc des Princes, Paris           | 48 615      |
| Championnat de France 1re division | 1er juin 2013     | Castres olympique | 19-14 | RC Toulon             | Stade de France, Saint Denis      | 80 033      |
| Championnat de France 1re division | 31 mai 2014       | RC Toulon         | 18-10 | Castres olympique     | Stade de France, Saint-Denis      | 80 174      |
| Championnat de France 1re division | 3 juin 2018       | Castres olympique | 29-13 | Montpellier HR        | Stade de France, Saint-Denis      | 78 441      |
| Championnat de France 1re division | 24 juin 2022      | Montpellier HR    | 29-10 | Castres olympique     | Stade de France, Saint-Denis      | 79 000      |

##### Coupes et challenges nationaux
| Compétition               | Date de la finale | Vainqueur         | Score | Finaliste           | Lieu de la finale                        | Spectateurs |
| ------------------------- | ----------------- | ----------------- | ----- | ------------------- | ---------------------------------------- | ----------- |
| Coupe de France           | 30 mai 1948       | Castres olympique | 6-0   | FC Lourdes          | Parc Lescure, Bordeaux                   | 27 500      |
| Challenge Antoine Béguère | 17 avril 1974     | FC Lourdes        | 15-12 | Castres olympique   | Stade Maurice Trélut, Tarbes             | 1 000       |
| Coupe Adolphe Jauréguy    | 25 mai 1974       | Castres olympique | 10-60 | Valence sportif     | Parc des Sports de Sauclières, Béziers   | 2 000       |
| Challenge Jean Bouin      | 6 juin 1992       | Castres olympique | 18-18 | FC Grenoble         | Stade Jean-Bouin, Paris                  | 12 000      |
| Challenge Yves du Manoir  | 12 juin 1993      | Stade toulousain  | 13-8  | Castres olympique   | Stade Armandie, Agen                     | 8 800       |
| Challenge Sud-Radio       | 15 novembre 2003  | Castres olympique | 27-26 | CS Bourgoin-Jallieu | Parc des sports et de l'amitié, Narbonne | 5 000       |

##### Compétitions départementales et régionales
| Compétition                       | Date de la finale | Vainqueur         | Score | Finaliste              | Lieu de la finale         | Spectateurs |
| --------------------------------- | ----------------- | ----------------- | ----- | ---------------------- | ------------------------- | ----------- |
| Championnat du Tarn               | 1er janvier 1911  | SC Mazamet        | 14-0  | Castres olympique      | Stade Chevalière, Mazamet | 3 000       |
| Championnat des Pyrénées          | 1914              | -                 | -     | Castres olympique      | -                         | -           |
| Championnat des Pyrénées          | 1920              | Castres olympique | -     | -                      | -                         | -           |
| Championnat des Pyrénées 2e série | 1921              | Castres olympique | 6-0   | Sporting club appaméen | -                         | -           |
| Championnat des Pyrénées Honneur  | 1936              | Castres olympique | -     | -                      | -                         | -           |
| Championnat des Pyrénées Honneur  | 1937              | Castres olympique | -     | -                      | -                         | -           |

##### Compétitions amicales
| Appellation               | Date du match amical | Vainqueur         | Score   | Vaincu             | Lieu du match                   | Spectateurs |
| ------------------------- | -------------------- | ----------------- | ------- | ------------------ | ------------------------------- | ----------- |
| Challenge Armand Vaquerin | 17 août 2011         | Castres olympique | 38 - 9  | Northampton Saints | Lacaune, Tarn                   | 4 000       |
| Challenge Armand Vaquerin | 5 août 2012          | Castres olympique | 20 - 17 | Glasgow Warriors   | Lacaune, Tarn                   |             |
| Challenge Armand Vaquerin | 9 août 2013          | Castres olympique | 42 - 31 | Connacht Rugby     | Lacaune, Tarn                   |             |
| Challenge Armand Vaquerin | 8 août 2014          | CA Brive          | 26 - 10 | Castres olympique  | Lacaune, Tarn                   | 4 000       |
| Challenge Armand Vaquerin | 13 août 2016         | Castres olympique | 31 - 14 | Northampton Saints | Camarès, Aveyron                | 4 000       |
| Challenge Armand Vaquerin | 12 août 2017         | Sale Sharks       | 31 - 14 | Castres olympique  | Rodez, Aveyron                  |             |
| Challenge Armand Vaquerin | 17 août 2018         | Sale Sharks       | 20 - 17 | Castres olympique  | Saint-Affrique, Aveyron         | 3 500       |
| Challenge Armand Vaquerin | 8 août 2019          | Castres olympique | 29 - 12 | Stade montois      | Saint-Affrique, Aveyron         | 3 000       |
| Challenge Armand Vaquerin | 24 août 2022         | Castres olympique | 57 - 19 | Connacht Rugby     | Stade de la Chevalière, Mazamet | 3 500       |
| Challenge Armand Vaquerin | 11 août 2023         | Castres olympique | 32 - 21 | Section paloise    | Lacaune, Tarn                   | 1 500       |
| Challenge Armand Vaquerin | 16 août 2024         | Castres olympique | 61 - 14 | US Montauban       | Lacaune, Tarn                   | 500         |

| Appellation      | Date du match amical | Vainqueur         | Score   | Vaincu               | Lieu du match               | Spectateurs |  |
| Bouclier du Tarn | 2 août 2013          | Castres olympique | 29 - 19 | SC Albi              | Stade des Clauzades, Lavaur | 5 000       |  |
| Summer Cup       | 1er août 2014        | Castres olympique | 45 - 24 | Stade français Paris | Stade Aguiléra, Biarritz    | 1 500       |  |
| Bouclier du Tarn | 1er août 2015        | Castres olympique | 24 - 12 | SC Albi              | Stadium municipal, Albi     | 2 500       |  |

| Appellation            | Date du match amical | Vainqueur         | Score   | Vaincu            | Lieu du match                  | Spectateurs |  |
| Trophée Ibrahim Diarra | 20 août 2021         | Castres olympique | 33 - 26 | US Montauban      | Stade Pierre-Fabre, Castres    | 2 000       |  |
| Trophée Ibrahim Diarra | 19 août 2022         | US Montauban      | 33 - 14 | Castres olympique | Stade Sapiac, Montauban        | 3 400       |  |
| Trophée Ibrahim Diarra | 4 août 2023          | Castres olympique | 54 - 10 | US Montauban      | Stade Bernard-Laporte, Gaillac | 500         |  |
| Trophée Ibrahim Diarra | 16 août 2024         | Castres olympique | 61 - 14 | US Montauban      | Lacaune, Tarn                  | 500         |  |

#### Équipe masculine jeune

##### Coupe Frantz-Reichel, championnats de France Cadets, Crabos et Espoirs
| Compétition          | Date de la finale | Vainqueur         | Score   | Finaliste          | Lieu de la finale                 | Spectateurs |
| -------------------- | ----------------- | ----------------- | ------- | ------------------ | --------------------------------- | ----------- |
| Coupe Frantz-Reichel | 1er juin 1986     | AS Béziers        | 36 - 12 | Castres olympique  | Parc des Princes, Paris           | 3 000       |
| Coupe Frantz-Reichel | 18 juin 1995      | Stade toulousain  | 13-8    | Castres olympique  | Stadium municipal, Albi           | 1 000       |
| Coupe Frantz-Reichel | 2 juin 2003       | Castres olympique | 30-15   | Biarritz olympique | Lourdes                           | 500         |
| Coupe Frantz-Reichel | 22 mai 2008       | Castres olympique | 31-6    | Aviron bayonnais   | Stade François-Sarrat, Lannemezan | 1 000       |
| Coupe Frantz-Reichel | 24 mai 2009       | Castres olympique | 27-14   | Lyon OU            | Sorgues                           | 1 000       |

| Compétition         | Date de la finale | Vainqueur         | Score | Finaliste        | Lieu de la finale              | Spectateurs |
| ------------------- | ----------------- | ----------------- | ----- | ---------------- | ------------------------------ | ----------- |
| Challenge Gaudermen | 8 juin 1996       | Castres olympique | 13-11 | Stade toulousain | Stade Marcel-Batigne, Graulhet | 200         |
| Challenge Gaudermen | 3 juin 2023       | Castres olympique | 20-16 | Stade toulousain | Stade Bernard-Laporte, Gaillac | 500         |

| Compétition                          | Date de la finale | Vainqueur         | Score | Finaliste         | Lieu de la finale                  | Spectateurs |
| ------------------------------------ | ----------------- | ----------------- | ----- | ----------------- | ---------------------------------- | ----------- |
| Championnat de France de Nationale B | 26 mai 1996       | Castres olympique | 18-13 | CA Brive          | Stade Camille Guibert, Decazeville | 3 000       |
| Championnat de France cadets         | 1er juin 1996     | Castres olympique | 21-13 | Stade toulousain  | Parc des Princes, Paris            | 3 000       |
| Championnat de France espoirs        | 28 mai 2017       | USA Perpignan     | 18-6  | Castres olympique | Stade de la Méditerranée, Béziers  | 2 000       |
| Championnat de France Crabos         | 3 juin 2018       | FC Grenoble       | 20-13 | Castres olympique | Stade de France, Saint-Denis       | 25 000      |
| Championnat de France espoirs        | 9 juin 2024       | Stade toulousain  | 26-17 | Castres olympique | Stade Noël-Pélissou, Graulhet      | 500         |

#### Équipe féminine

##### Championnat de France
| Compétition                      | Date de la finale | Vainqueur                    | Score  | Finaliste                 | Lieu de la finale   | Spectateurs |
| -------------------------------- | ----------------- | ---------------------------- | ------ | ------------------------- | ------------------- | ----------- |
| Championnat de France Fédérale 3 | 2005              | Castres olympique féminin    | -      | Paris université club     | Salon-la-Tour       | 500         |
| Championnat de France Fédérale 2 | 5 juin 2011       | Castres olympique féminin    | 11 - 5 | AC Bobigny 93             | Guéret              | 1 500       |
| Championnat de France Fédérale 2 | 2013              | Castres olympique féminin    |        |                           |                     |             |
| Championnat de France Fédérale 1 | 2014              | Union athlétique gaillacoise | 15 - 3 | Castres olympique féminin | Stade Mazicou, Albi | 1 000       |

## Image et identité

### Couleurs et maillots
À l'origine de la création du club en 1906[réf. nécessaire], la couleur principale des maillots de Castres est le gris ; elle sera à l'origine du surnom des joueurs, « les Petits Gris ». Puis le CO adopte les couleurs bleu et blanc. Toutefois, depuis quelques années, le CO utilise des maillots aux couleurs bleu marine et blanc abandonnant le bleu ciel. Le CO porte des maillots de couleurs bleu et blanc à domicile seulement depuis les années 1950.

### Logo

Évolution du logo
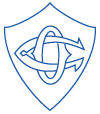
Logo années 1980 et 1990[réf. nécessaire].
Logo années 2000 et 2010[réf. nécessaire].
Logo depuis 2018.

### Médias et réseaux sociaux
Le Castres olympique est présent sur les réseaux sociaux sur Facebook (92 320 membres en mai 2021, sachant que la ville de Castres compte 42 000 habitants), Twitter, Instagram, TikTok et diffuse aussi sur CO TV. Le club a créé aussi une application où se trouvent toutes les actualités du CO, des jeux, la boutique.
D'anciens Olympiens travaillèrent dans certains médias comme sur Canal +, Sud Radio.[réf. nécessaire]
Le club olympien est toutefois beaucoup moins médiatisé par rapport aux grandes métropoles, des clubs plus huppés et plus riches comme le Stade toulousain, le Stade français Paris ou encore le RC Toulon.[réf. nécessaire]

### Rivalité

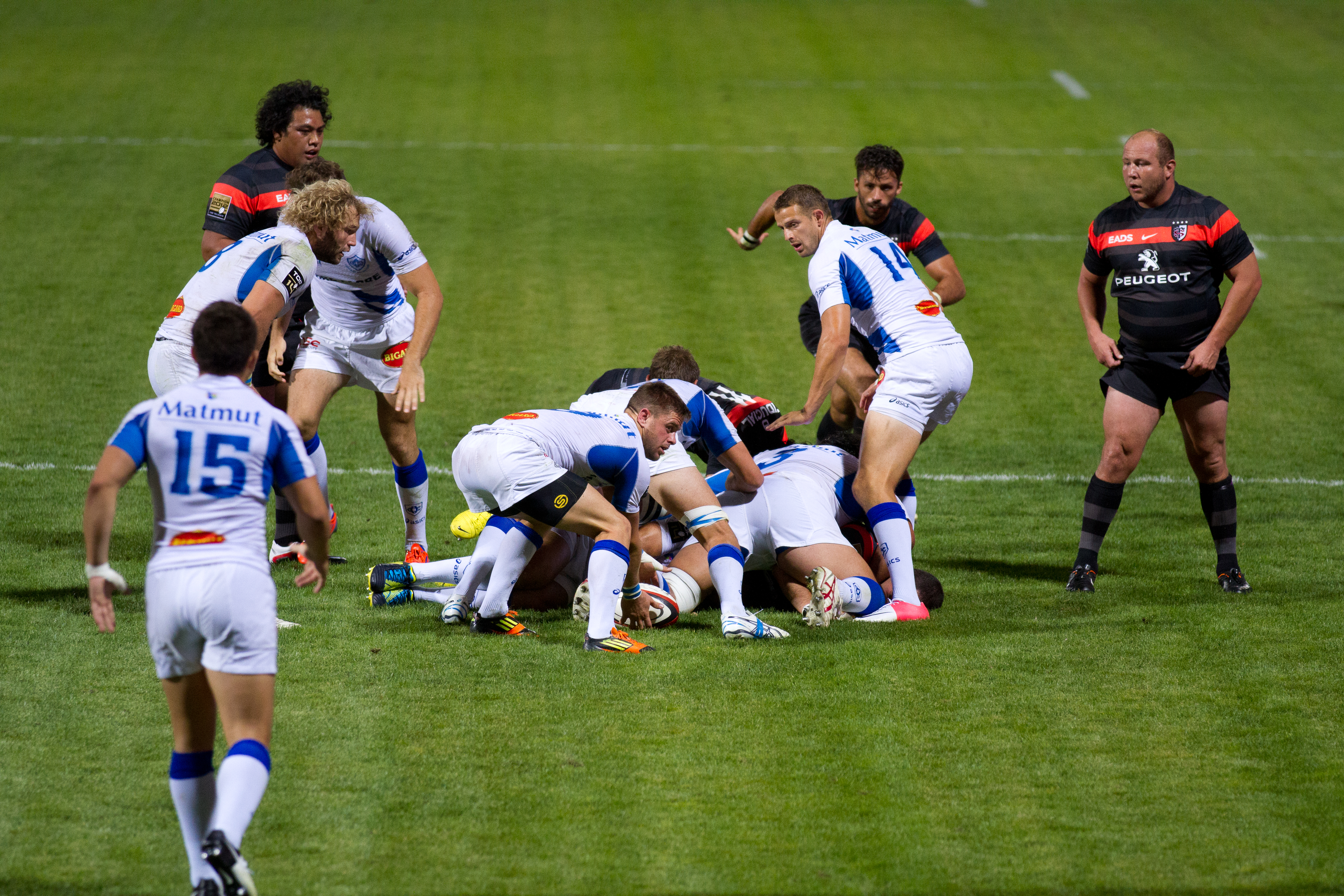
Match entre Castres et Toulouse en 2012.

Le principal rival historique du Castres olympique est le Stade toulousain, à cause de leur longue histoire commune au plus niveau du rugby français, et de leur proximité géographique,,. le premier match entre les deux clubs a eu lieu en 1921, et ils se sont affrontés de nombreuses reprises en phase finale depuis, avec comme point d'orgue la finale du Championnat de France 1995.  
Dans l'histoire récente, une rivalité est également née entre le CO et le Montpellier Hérault rugby, à la suite de sept affrontements en phase finale du championnat depuis 2011, dont deux finales (2018 et 2022),,.
Au niveau local, par le passé, Castres a connu une rivalité avec les autres clubs phares du Tarn, le SC Albi, le SC Mazamet et le SC Graulhet.
En Coupe d'Europe, les Castrais ont rencontré à 20 reprises la province irlandaise du Munster, ce qui est un record dans cette compétition continentale depuis sa création en 1995,.

## Structures

### Siège du CO

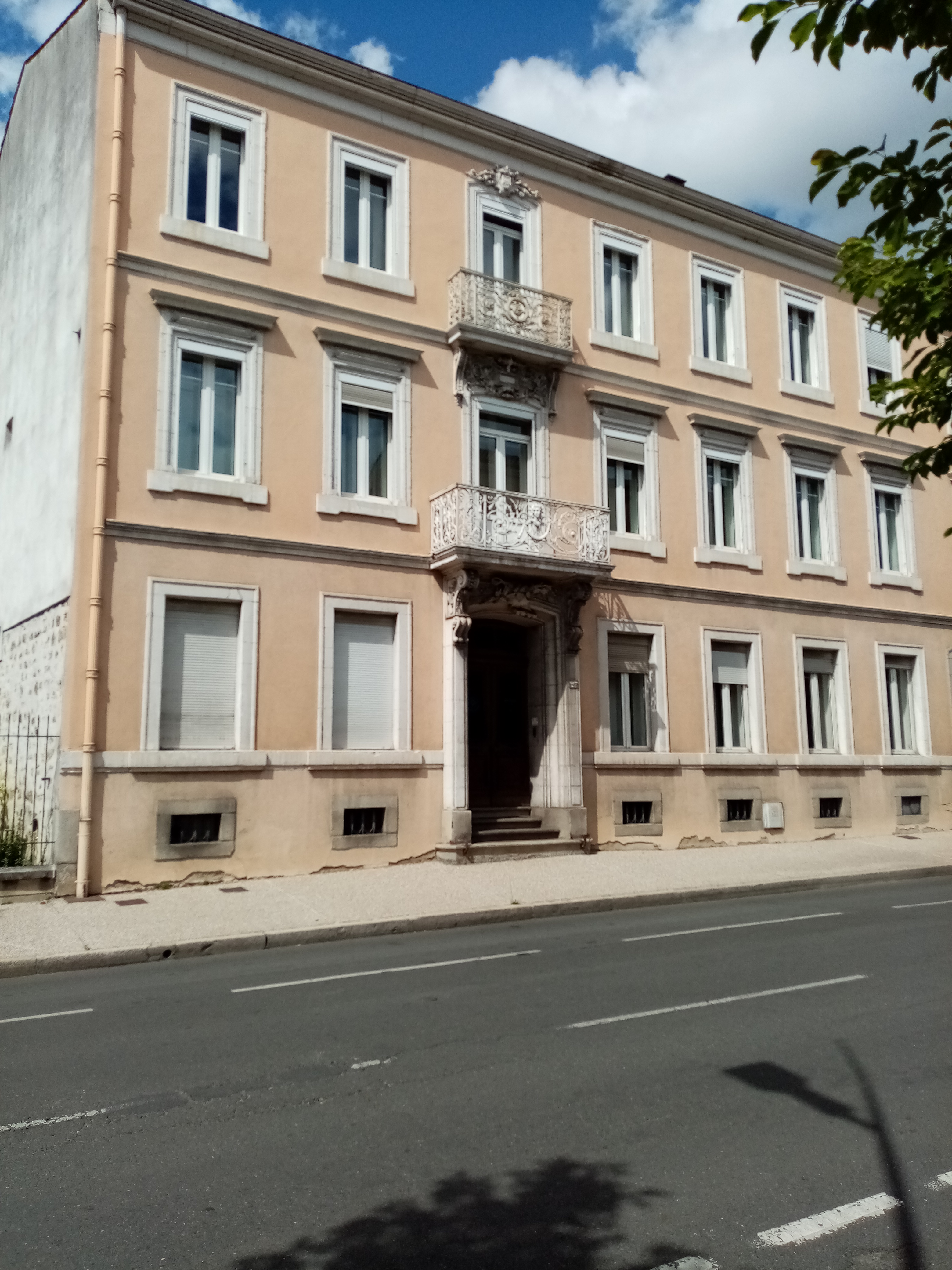
Siège du Castres olympique (11 rue Théron Périé) depuis 2019.
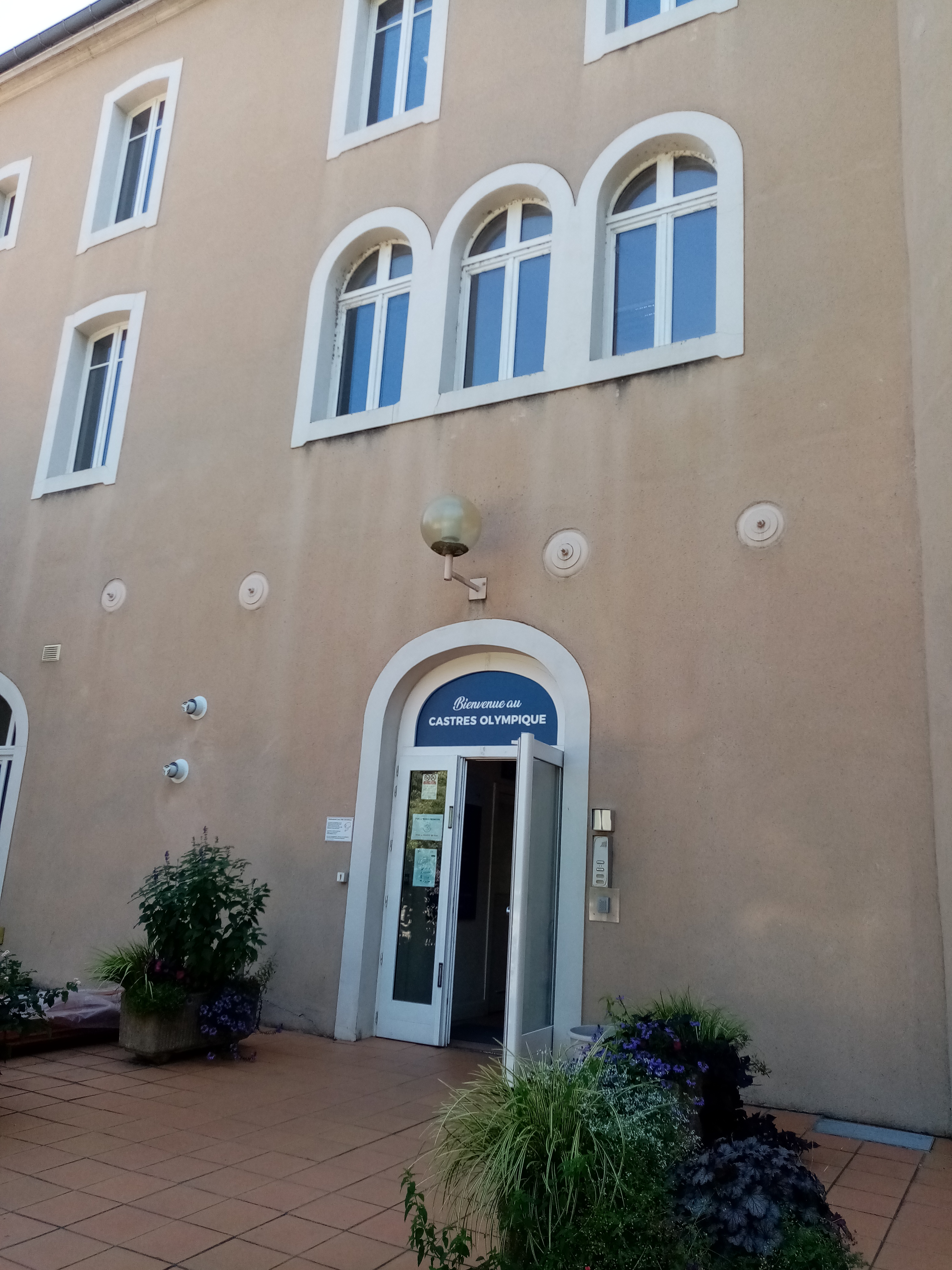
Cet élégant bâtiment avec parking en centre-ville de Castres appartient au Groupe Pierre Fabre.
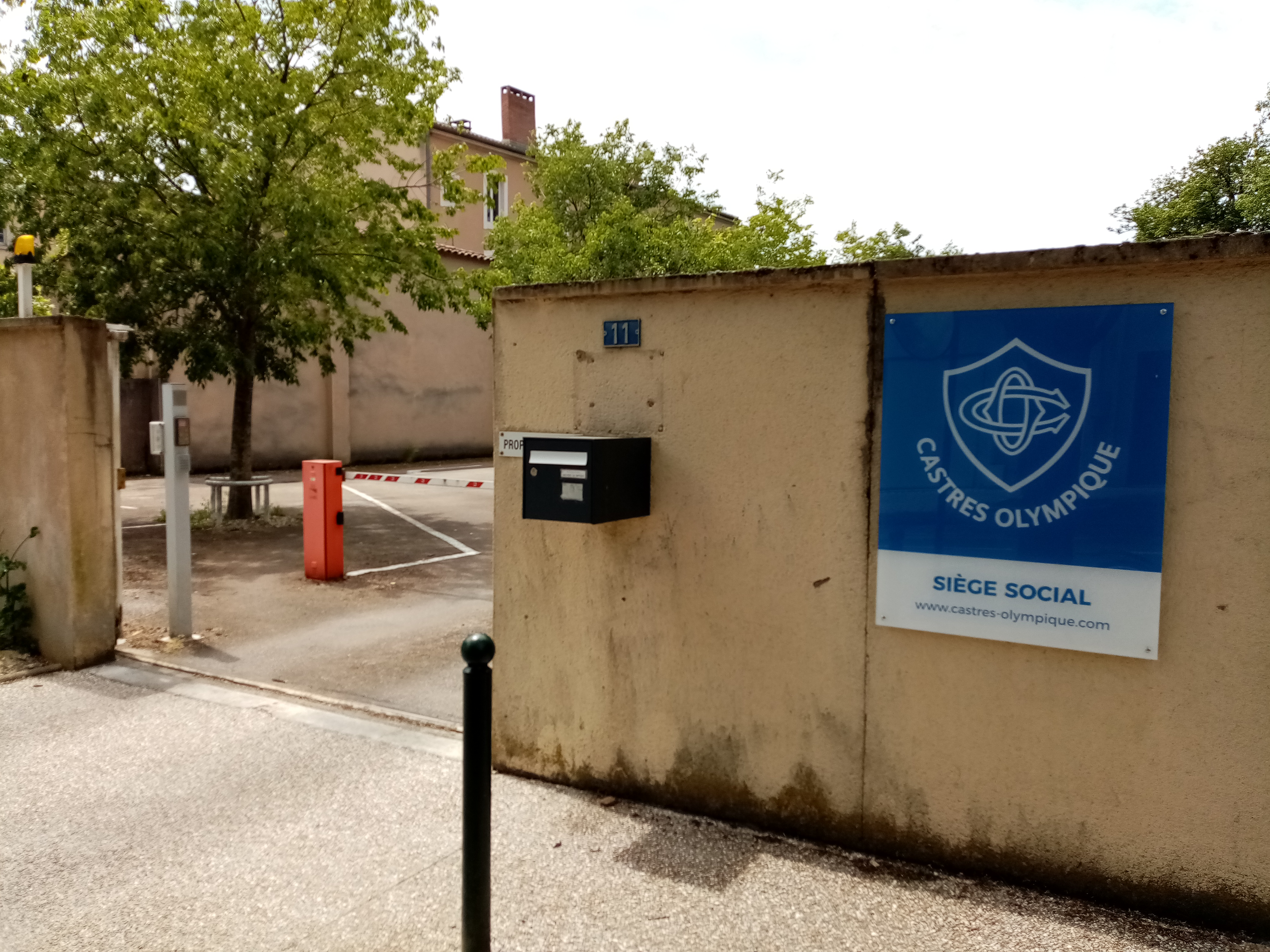
Le siège social du CO est situé à proximité du stade Pierre Fabre

### Stade Pierre-Fabre

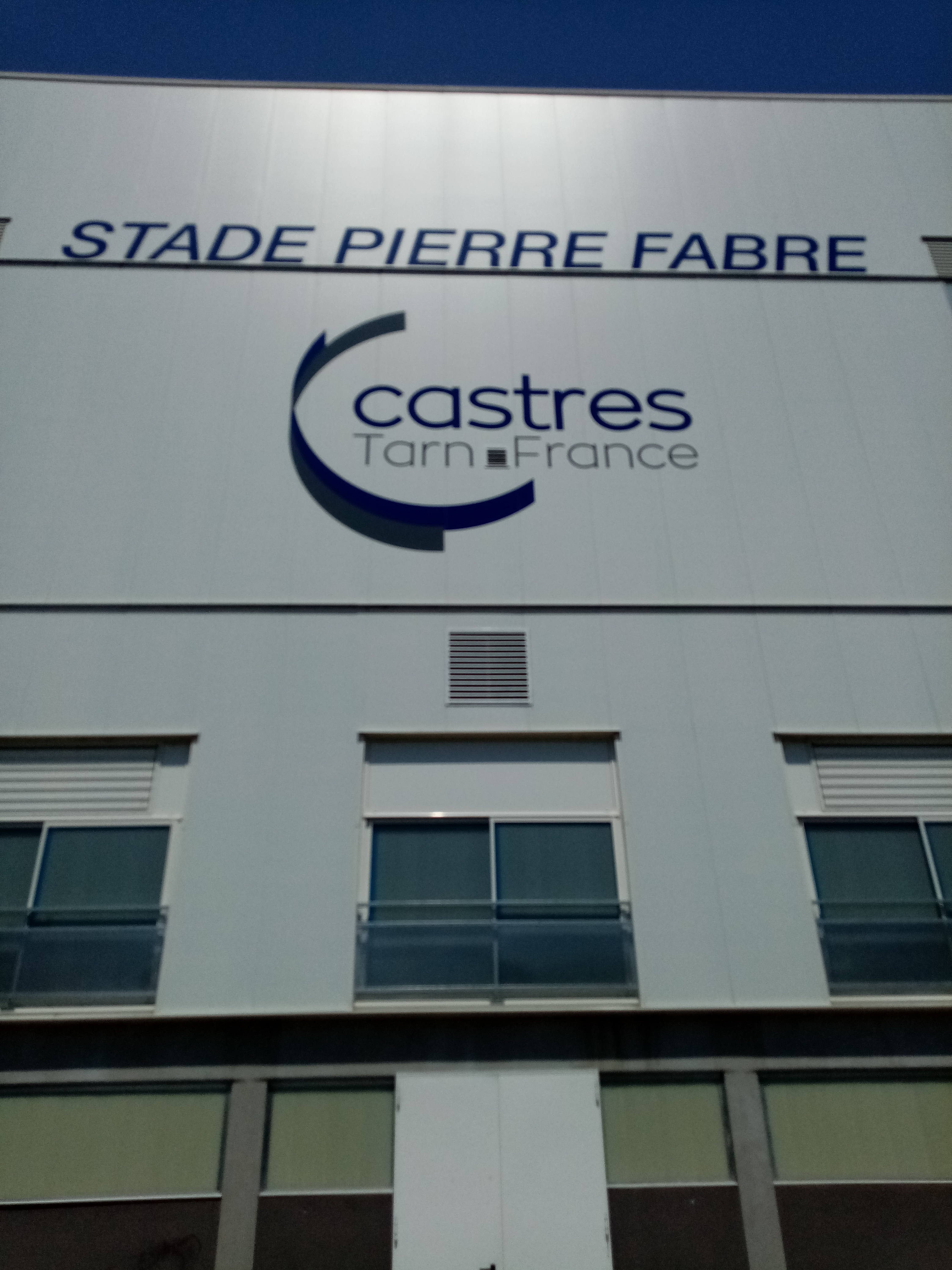
Stade Pierre Fabre, Castres (Tarn).
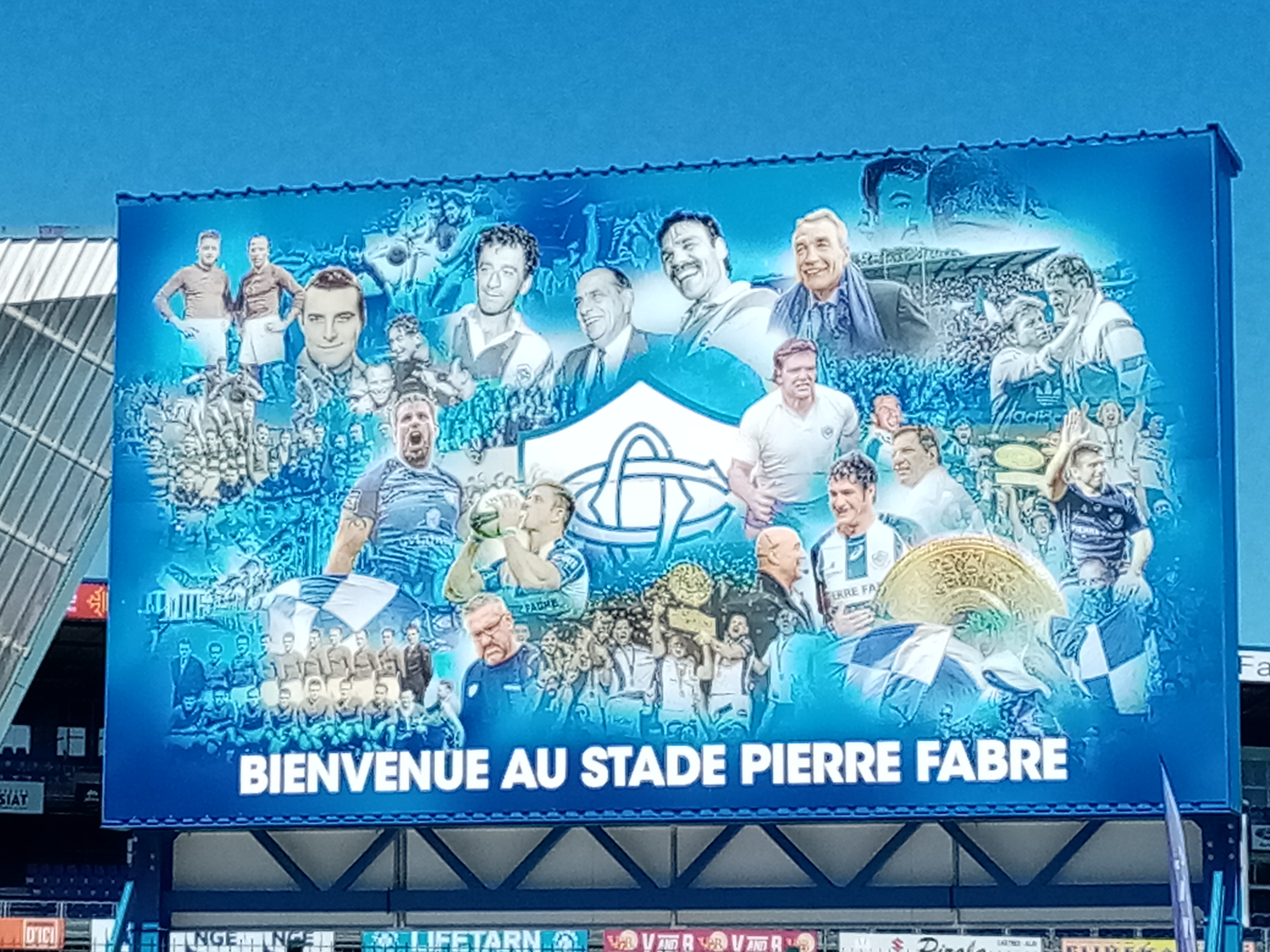
Bienvenue au stade Pierre-Fabre !
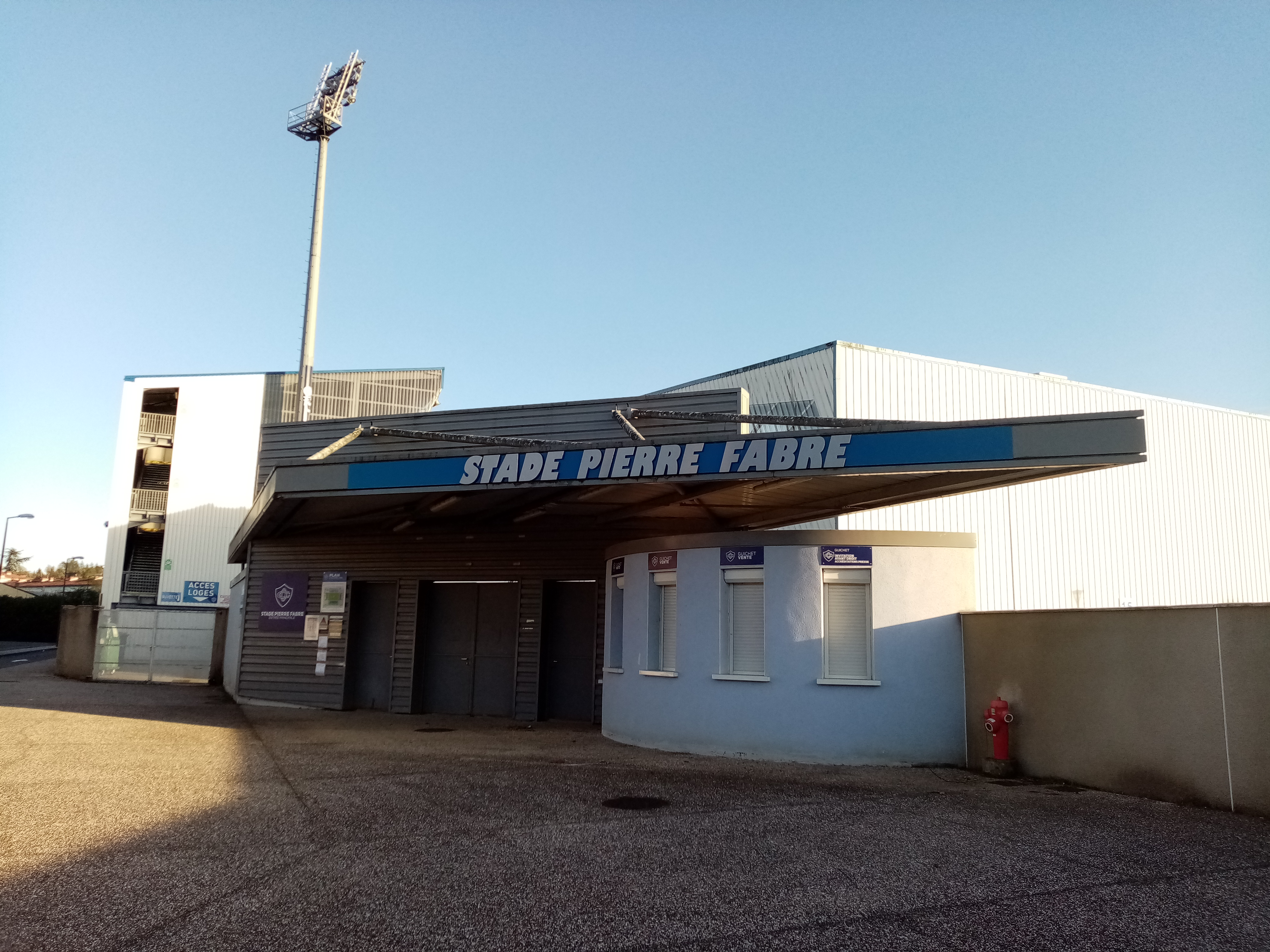
Entrée et guichets du stade Pierre-Fabre.
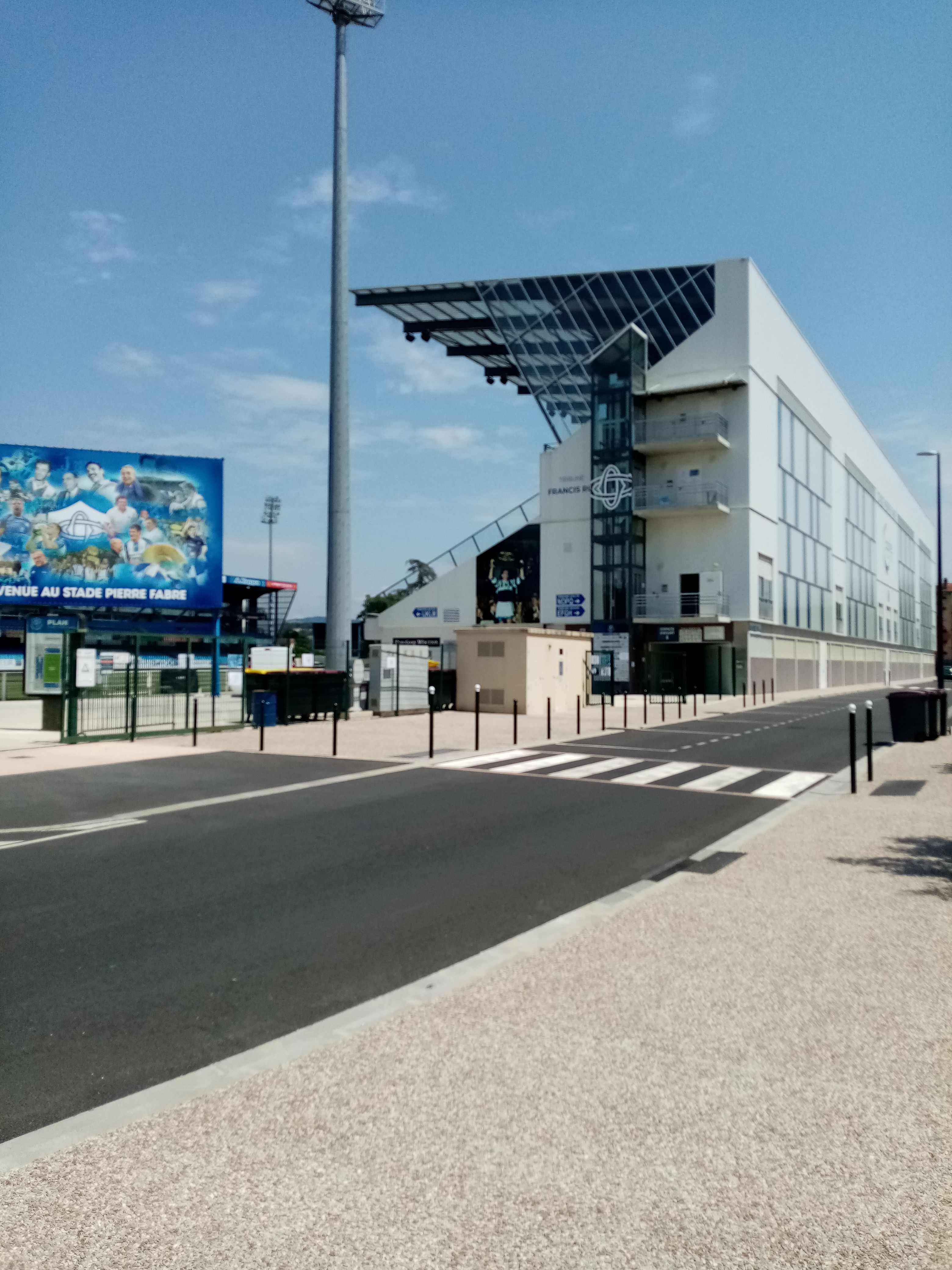
Tribune Francis Rui avec ascenseur, écran géant et brasserie Gary Whetton.
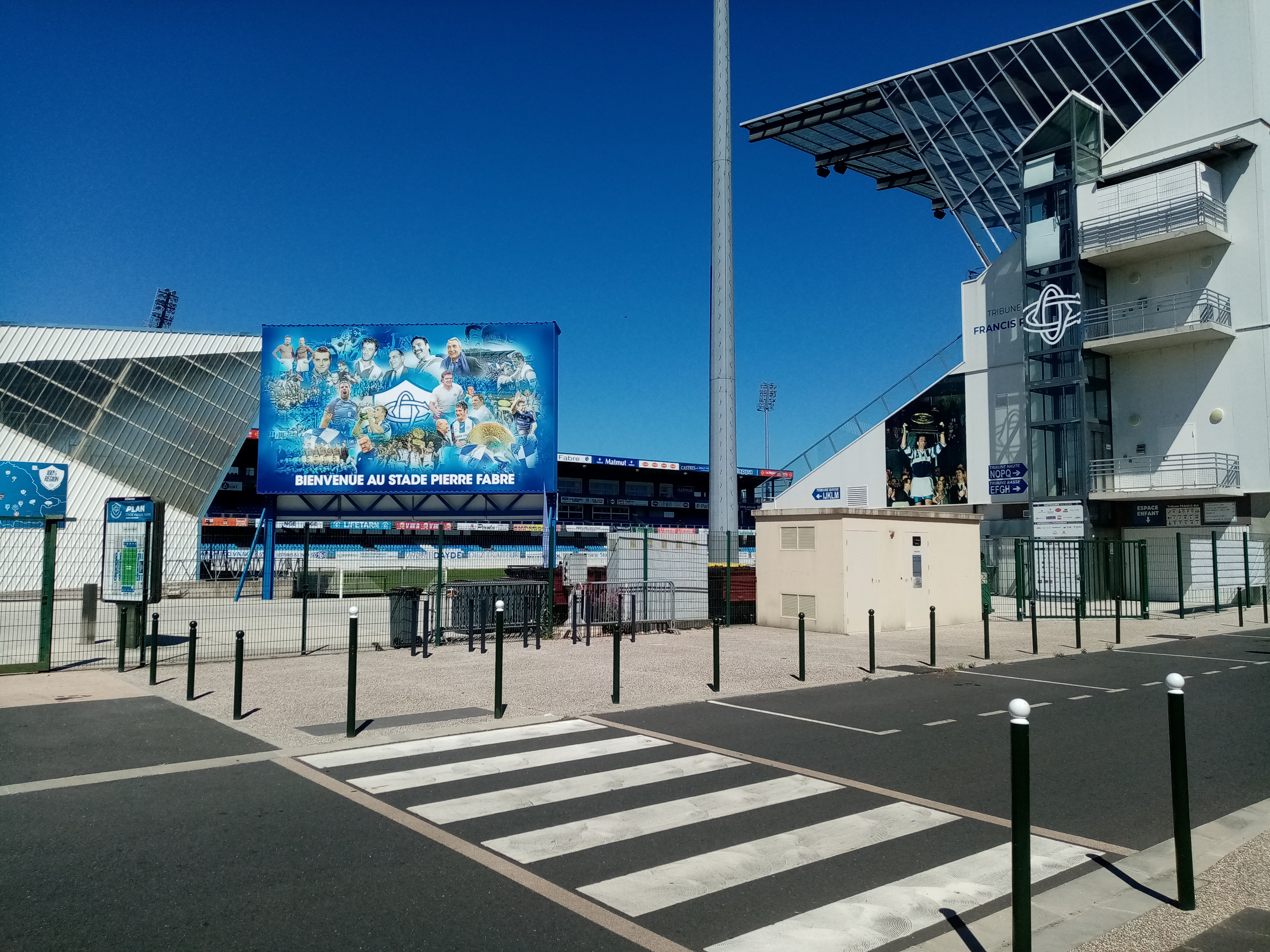
Entrée entre la Tribune Nord et la Tribune Rui, côté village gourmand.
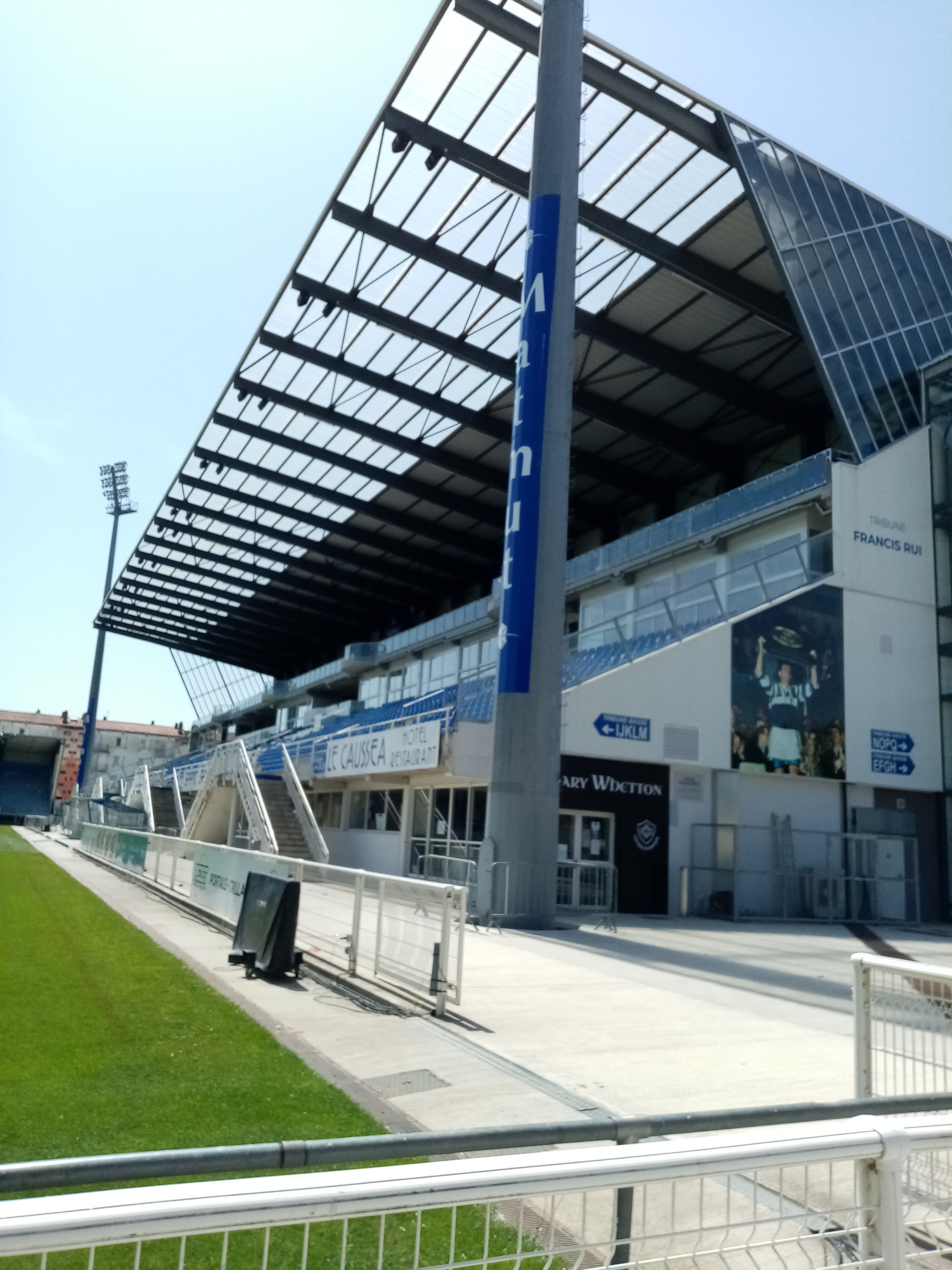
Pesage aux abords de la grande tribune Francis Rui.
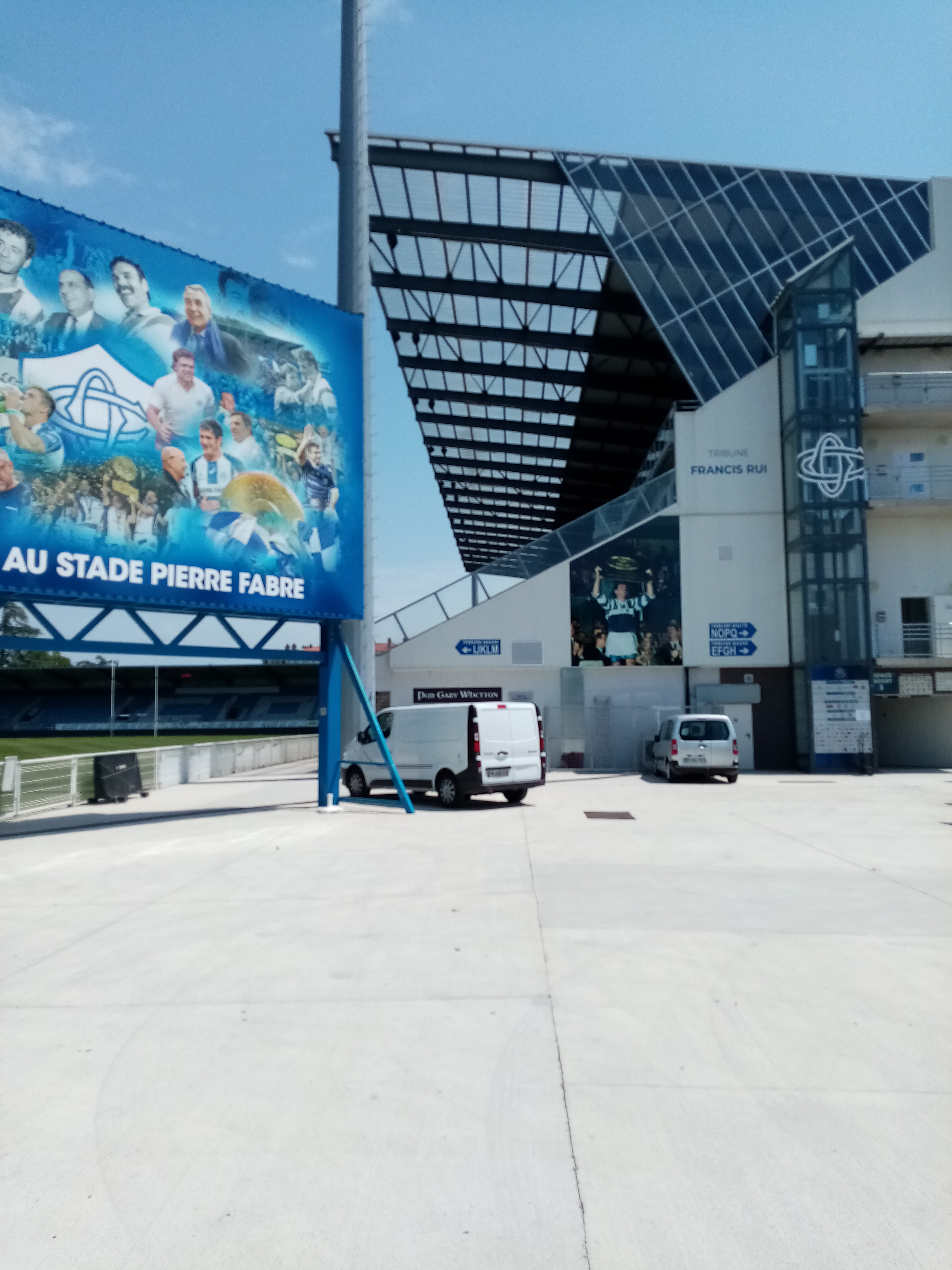
Entrée où se déroulent entre autres la Bodega, des concerts, des repas.
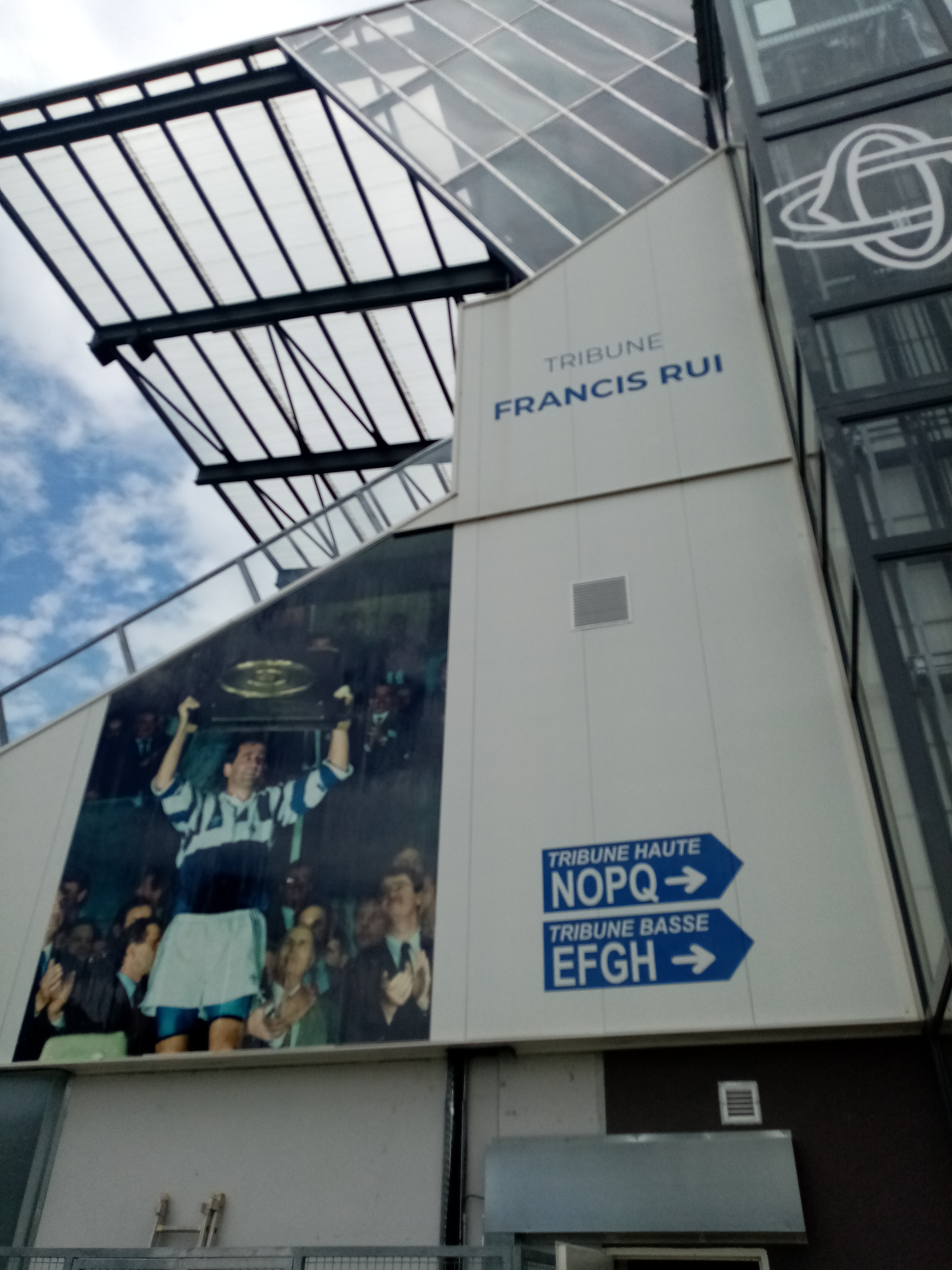
Le capitaine du CO soulève le bouclier de Brennus en 1993 à l'issue de la finale polémique gagnée contre Grenoble.
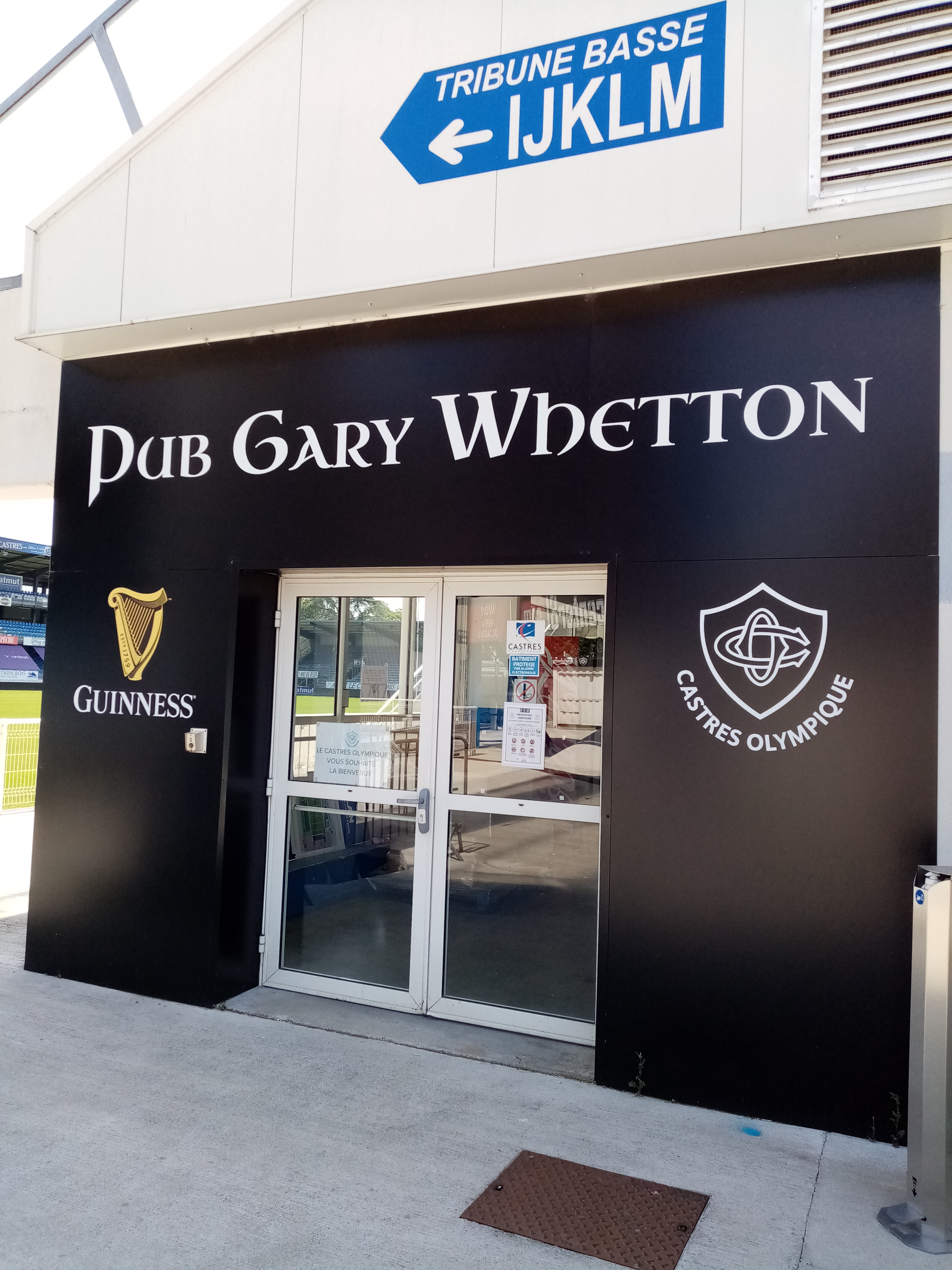
Nouveau pub Gary Whetton, le plus célèbre des All Black du CO, en Tribune Francis Rui.
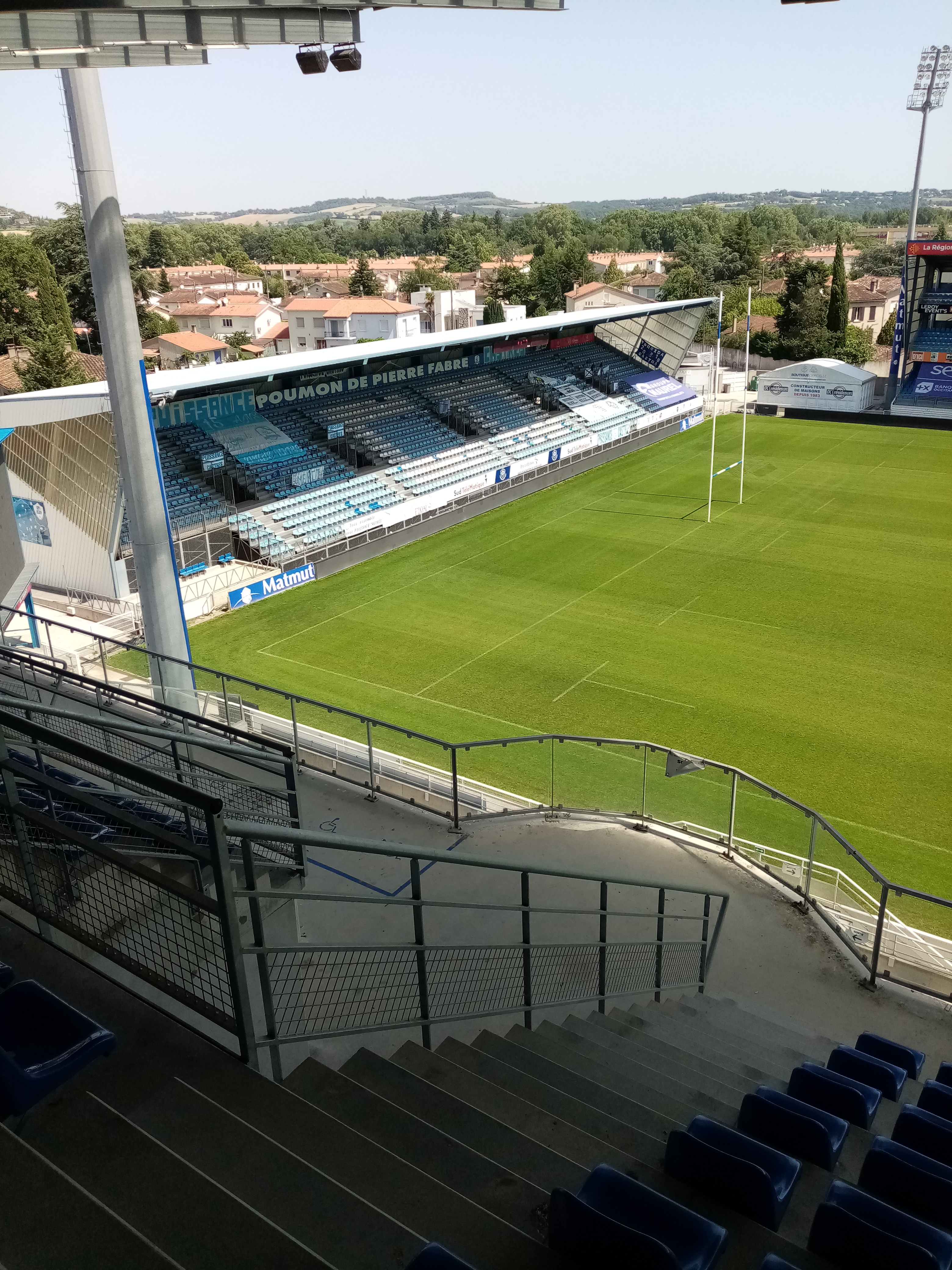
Tribune Nord avec en arrière-plan le quartier Bisséous.
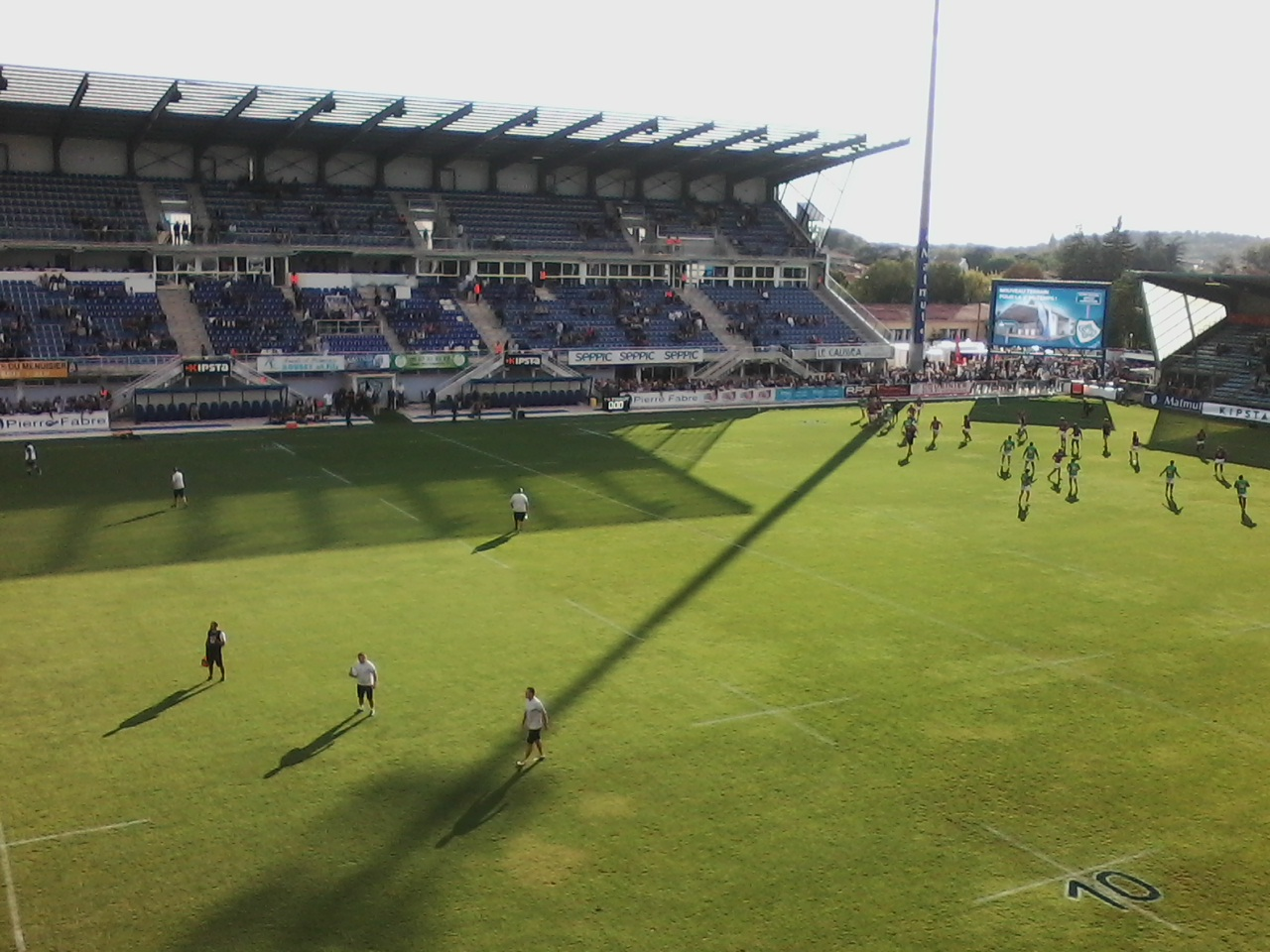
Tribune Francis Rui (avec loges Brennus, salon Beauville, espace 1906 et club 81) inaugurée en 2017.
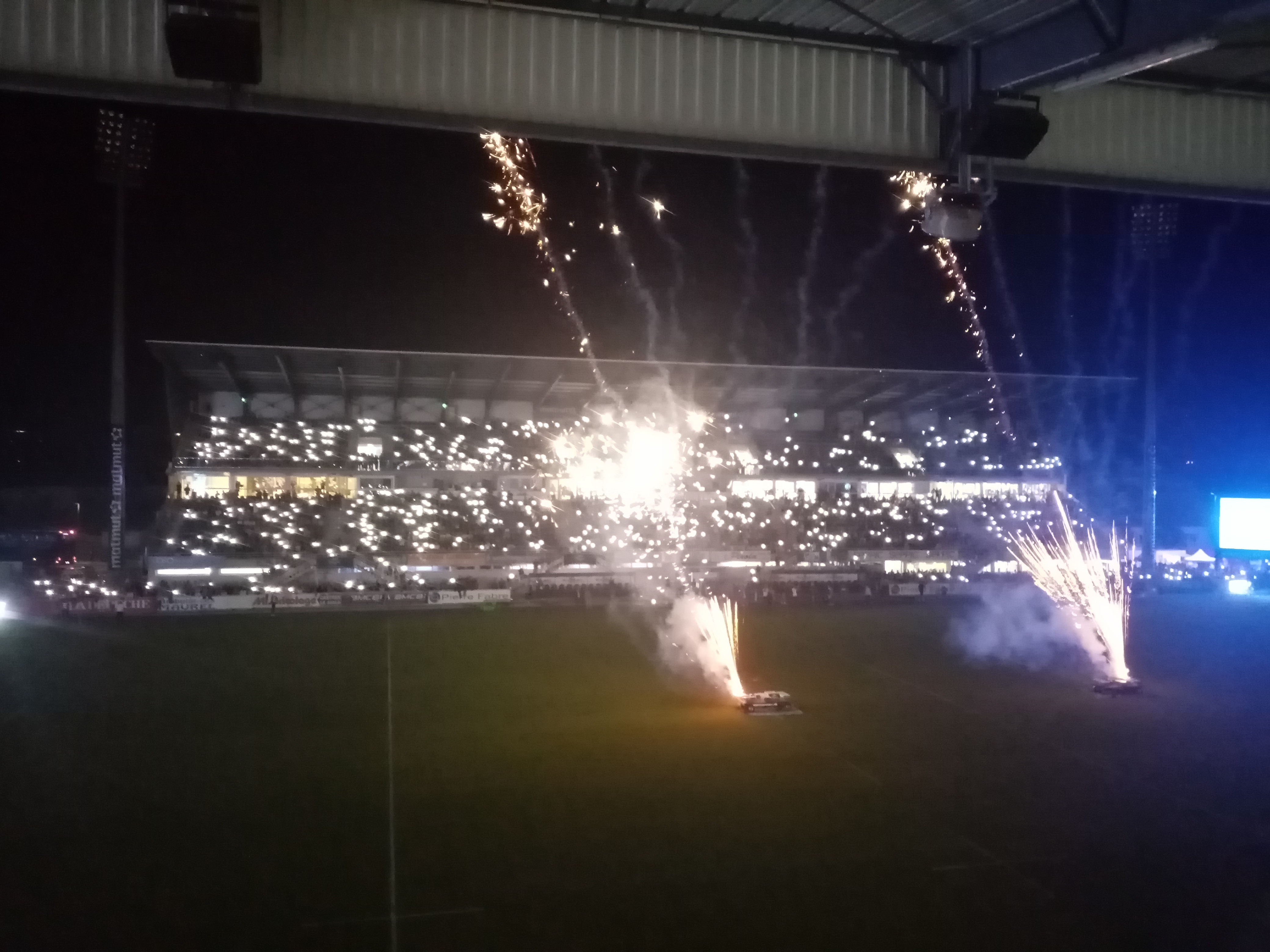
Feux d'artifice au stade Pierre-Fabre de Castres le 28 juin 2023.

### Bodega des supporters

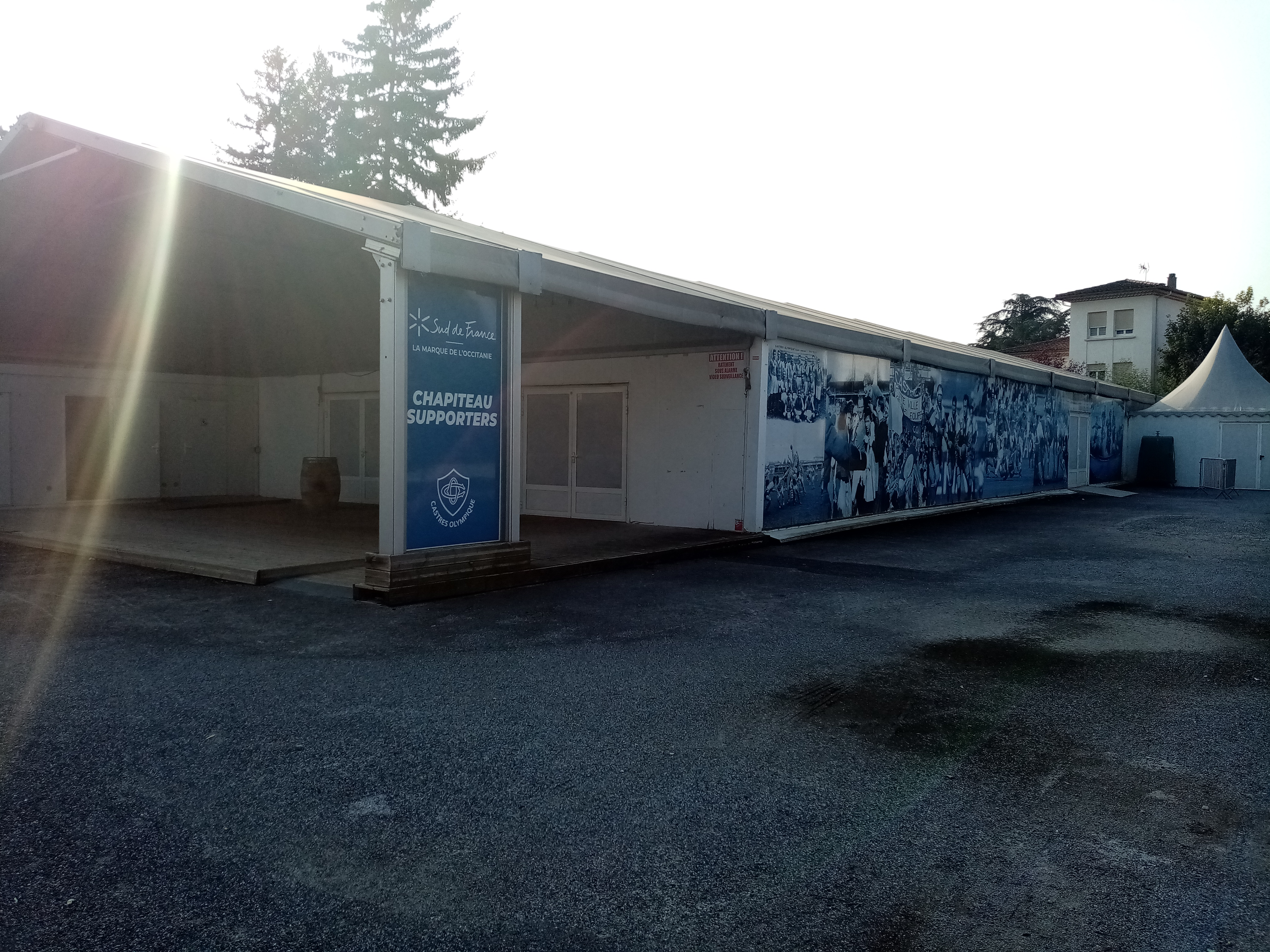
Bodega des supporters du Castres olympique pour les repas d'avant et après-matchs, des animations, des concerts, etc.
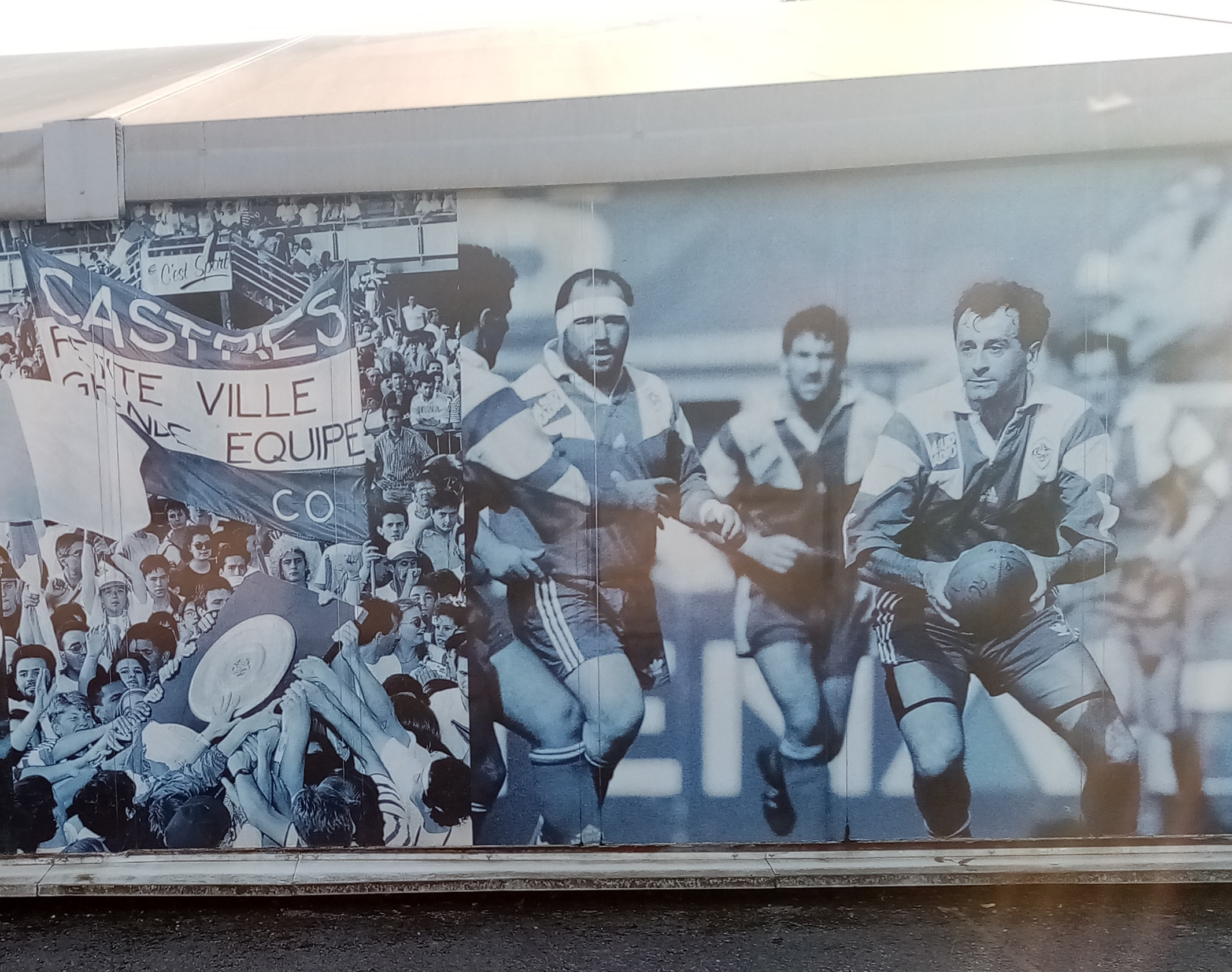
Affiches de la Bodega des supporters avec, à droite, le capitaine Francis Rui ballon en main, et à gauche, le Brennus polémique[21],[34] à Pierre-Antoine.

Le Castres olympique joue dans le parc d'Aillot puis occupe, dans les années 1920, le Stade olympique. Situé en plein cœur du quartier de Bisséous, le Stade olympique devenu stade Pierre-Antoine (après le décès du capitaine castrais double champion de France 1949-1950) est à partir de l'après-guerre propriété du Castres olympique. Depuis 1989, il appartient à la ville de Castres. Il dispose actuellement de 12 500 places, dont 10 500 assises. Des tribunes Nord et Sud ont été construites dans les années 2000.
Il a été renommé stade Pierre-Fabre le 9 septembre 2017 en hommage à Pierre Fabre (décédé en 2013), fondateur du groupe pharmaceutique éponyme et propriétaire du club depuis 1988, qui a accompagné sa professionnalisation.

### Matchs délocalisés à Béziers et à Toulouse

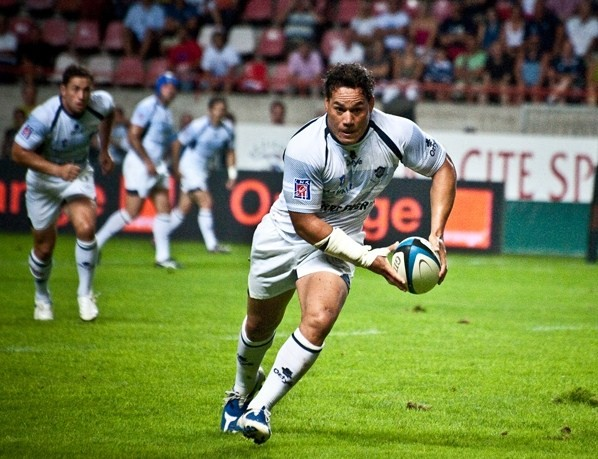
Chris Masoe et Castres affrontent Toulouse en Top 14 à la Méditerranée à Béziers en 2012.

Entre 2010 et 2014 le CO délocalise, pour des raisons financières principalement, trois matchs de Top 14 et deux matchs de Coupe d'Europe au
stade de la Méditerranée à Béziers (victoire contre le Stade Toulousain et défaite contre le Stade français Paris) et aussi au stade Ernest-Wallon de Toulouse (victoire contre Montpellier, défaites contre les Irlandais du Munster et les Anglais de Northampton),,. Avec la création de loges et de salles de réception au stade Pierre-Fabre, en 2014 et 2017, ces délocalisations n'ont ensuite plus lieu d'être[réf. nécessaire].

### Partenariat 100% Région et entraînements délocalisés en Occitanie

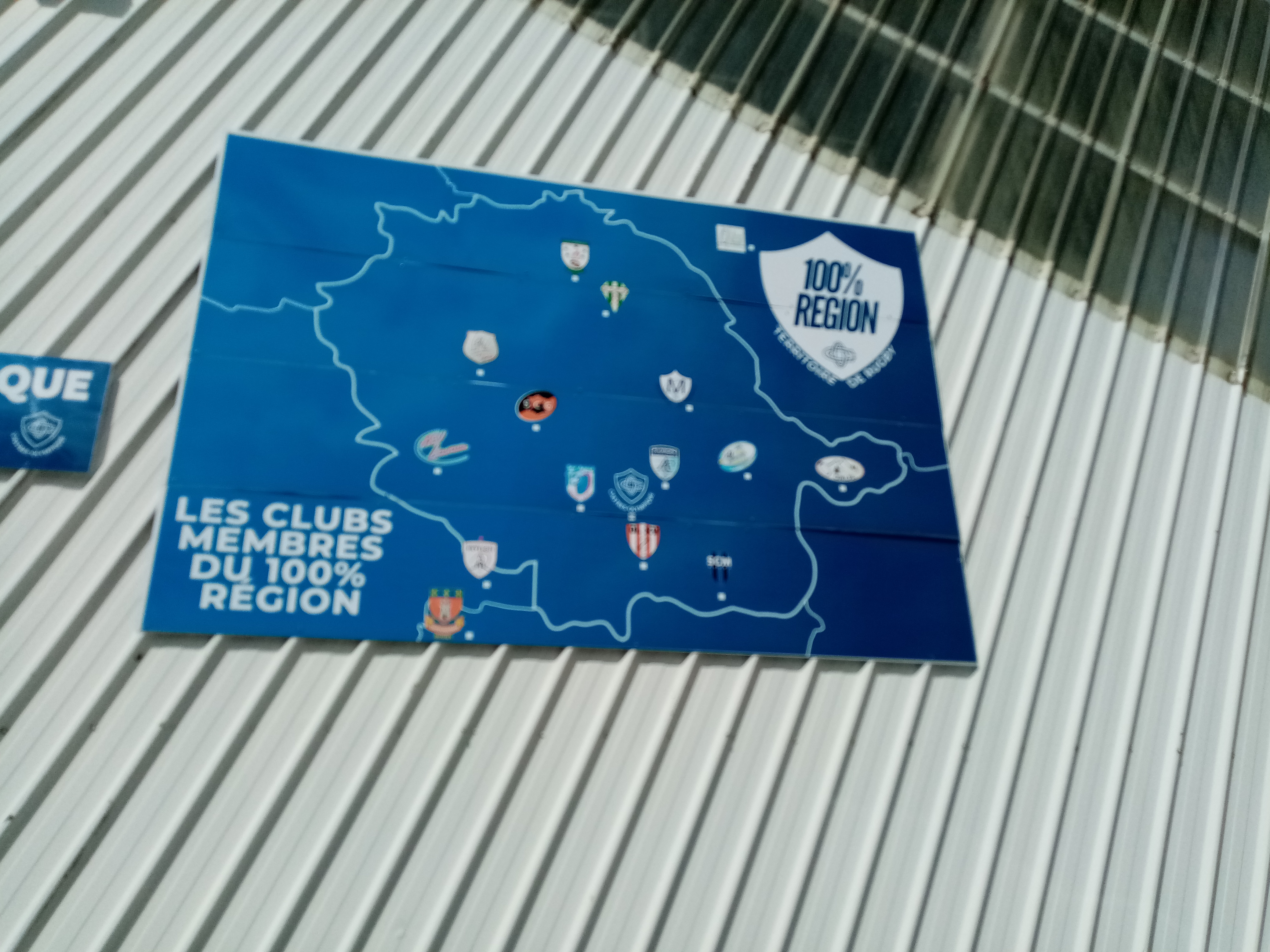
Partenariat 100 % Région avec le CO et des clubs tarnais.

Depuis 2017, il existe un partenariat sportif entre le Castres olympique et 22 clubs dont les clubs amateurs du Tarn comme Mazamet, Saïx, Labruguière, Lavaur, Lacaune, Graulhet, Gaillac, Carmaux, Alban, Vallée du Thoré, depuis 2021 en Ariège à Foix, en Aveyron à Rodez et Saint-Affrique, et depuis 2023 dans l'Aude à Olonzac,,. En 2025, le partenariat s'étend au delà des Pyrénées avec le club espagnol de Barcelone (Barcelone Université Club).
Parmi les actions liées à ce partenariat, le CO organise des entraînements délocalisés dans des stades des clubs appartenant au label 100% région,.

### Rugby à sept
Le Castres olympique, ainsi que les autres clubs du Top 14, participe à la première édition du Supersevens, tournoi professionnel de rugby à sept en 2020. Lors de cette première édition le CO à sept, entraîné par Jean-Marc Aué, et renforcé par quelques joueurs professionnels du XV comme Armand Batlle, Julien Caminati et Filipo Nakosi, est éliminé en huitièmes de finale et termine à la douzième place du tournoi.
Pour la saison 2021 du Supersevens, les castrais de Bastien Guillemin et Baptiste Cope terminent à dernière place du classement général. À cette occasion, le CO arbore sur son maillot les blasons des clubs amateurs partenaires dans le cadre du projet 100% région.
En 2022, Patrick Bosque, entraîneur du RC Auch et ancien international français à sept, entraîne le CO lors de la troisième édition du Supersevens.

### Castres olympique féminin

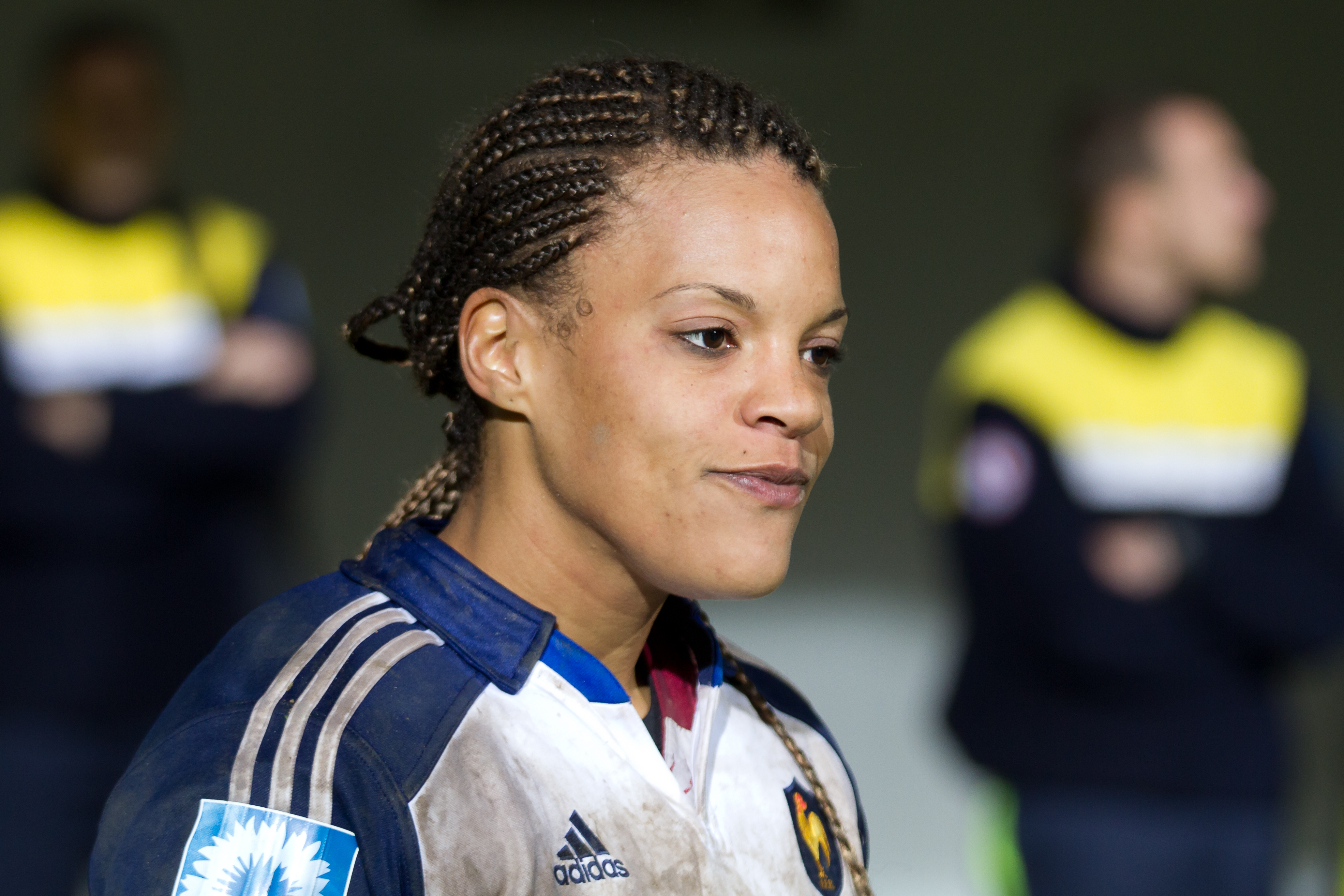
Safi N'Diaye, internationale avec le XV de France féminin.

Le Castres rugby féminin est fondé  en l'an 2000 et se développe au niveau amateur. La plus célèbre joueuse est la Castraise Safi N'Diaye portant le maillot de l'équipe de France féminine. Elle est deux fois championne de France en 2005 et 2011 avec Castres.
Les Castraises sont sacrées championnes de France de Fédérale 3 en 2005 contre les Parisiennes du Paris université club. Elles sont ensuite championnes de France de Fédérale 2 en 2011 et 2013.
Finaliste en championnat de France de Fédérale 1 contre les Tarnaises de Gaillac en 2014, Castres accède au championnat de France de deuxième division soit l'Élite 2.
En 2015, le Castres rugby féminin (CRF) fusionne avec le Castres olympique afin de se structurer, de bénéficier aussi des moyens matériels et financiers du CO. Le CRF devient le Castres olympique féminin (COF). Les Olympiennes évoluent en championnat de France Élite 2.
En septembre 2021 le CO, engagé en Fédérale 1, déclare forfait à causes de problèmes internes au sein de l'effectif. L'équipe se reforme ensuite pour la saison 2022-2023, sous le parrainage de Safi N'Diaye, et reprend la compétition en Fédérale 2.

### Centre de formation du CO

#### Un vivier de jeunes olympiens
De nombreux anciens joueurs, pour certains champions de France avec le CO, entraînent les espoirs.
Depuis 2021, Rodrigo Capo Ortega remplace Thierry Bourdet au poste de responsable des avants, David Alies dirige les trois quarts, José Diaz est consultant pour la mêlée et la défense. Le manager est Cédric Jalabert.
Certains joueurs sont issues du centre de formation du Castres olympique et évoluent en Top 14 et Coupe d'Europe avec le CO comme le capitaine Mathieu Babillot, Baptiste Delaporte,  Jérémy Fernandez, Baptiste Cope, Pierre Colonna, Theo Chabouni. D'autres joueurs encore furent formés par le CO tels que Florian Vialelle, Simon Meka prêté au SC Albi, Pierre Tatre, Alexis Decaux, Dorian Clerc ou encore Paul Sauzaret. 
En 2021-2022, le centre de formation du CO est classé au 11e rang du Top 14 par la Ligue Nationale de Rugby (LNR). La formation castraise s'est néanmoins améliorée avec de bons résultats des espoirs et cadets du CO au début des années 2020 et les doubles-licences entre de jeunes rugbyman de Castres et les autres clubs du département.

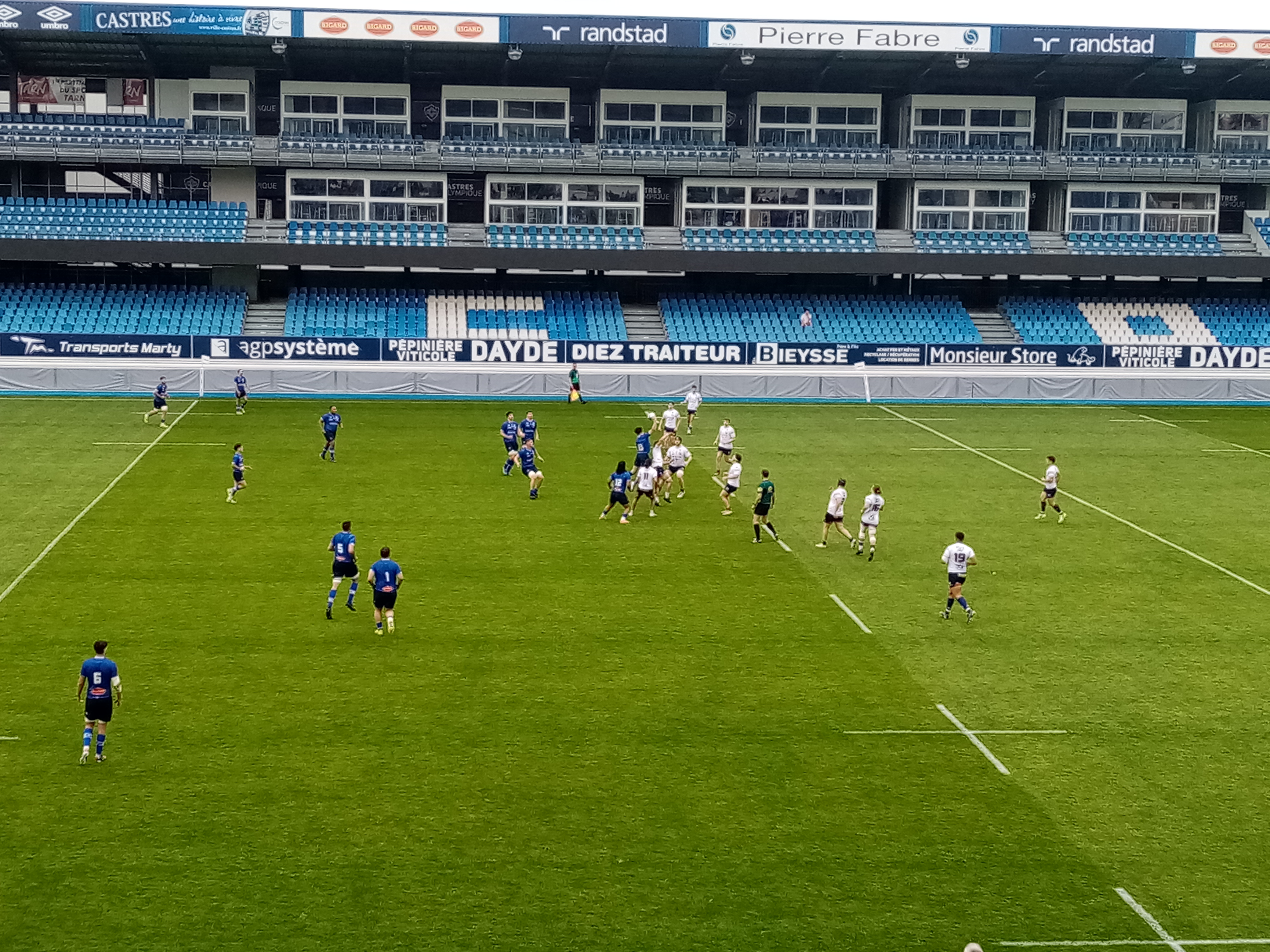
Victoire des Espoirs du CO (55-0) contre le FC Grenoble à Pierre-Fabre en 2024.

#### Performances des jeunes
Les Reichels (moins de 21 ans) du CO sont triple champion de France en 2003, 2008 et 2009. Et les cadets B (moins de 15 ans) sont double champion de France Gaudermen en 1996 et 2023 contre le Stade toulousain,. Enfin, les espoirs du CO sont vice-champion de France 2017 et 2024.

#### La Maison des olympiens au stade du Rey
Les espoirs du CO s'entraînent au stade du Rey à Castres. Ils bénéficient de nouvelles infrastructures avec la création de « La Maison des Olympiens » financé par le Département du Tarn, la Région Occitanie et la Ville de Castres.
Ce nouveau centre d’entrainement de 450 m2 se compose d’une salle de musculation, de bureaux, d’une salle kiné, d'une salle et terrasse avec une buvette pour l'accueil du public organisé sur le même modèle de travail et d’entrainement que l’équipe professionnelle du CO en Top 14.

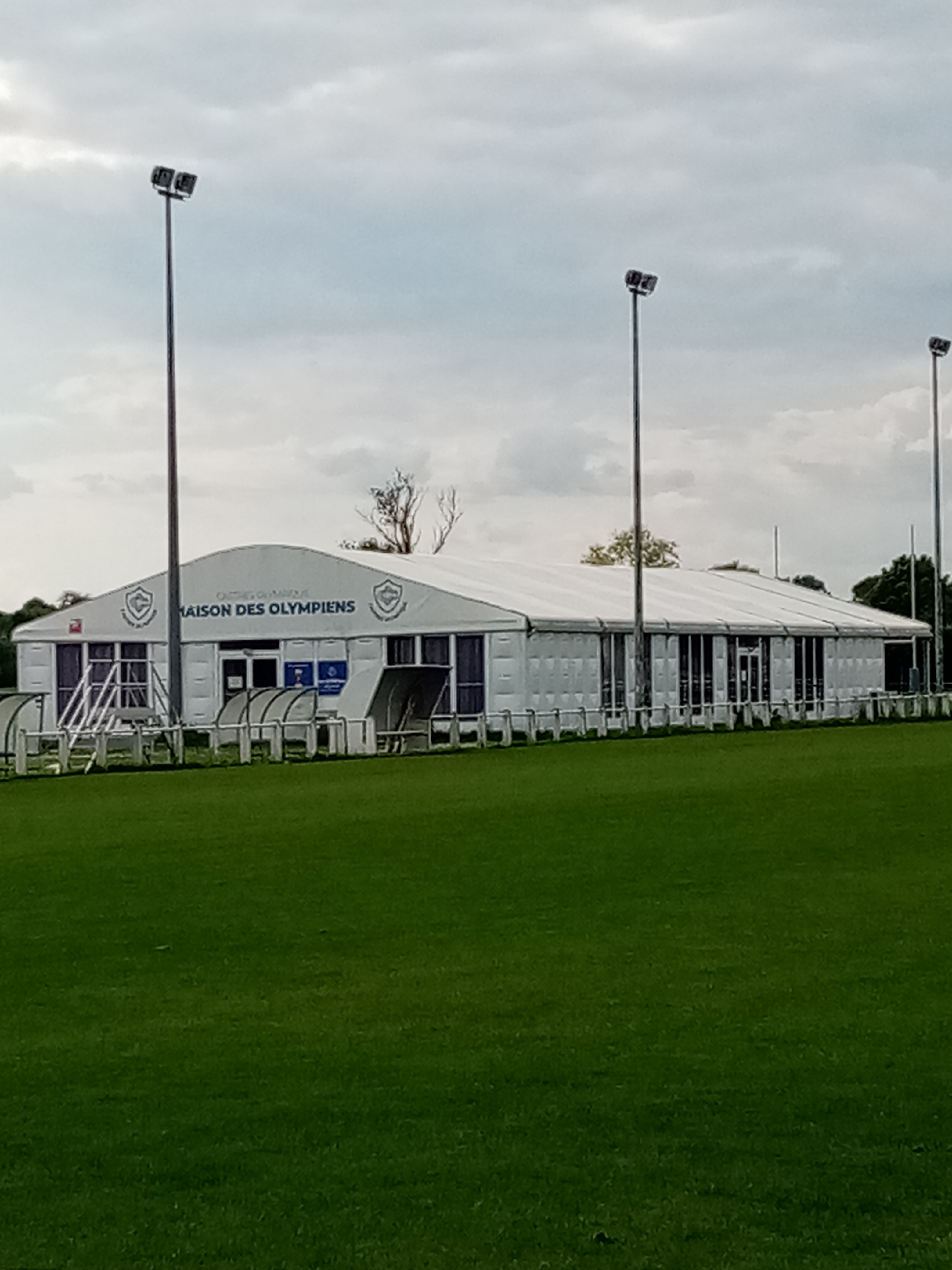
La Maison des Olympiens : centre d'entrainement des espoirs au stade du Rey à Castres.

Dans le prolongement de la « La Maison des Olympiens », en 2025, le CO va doter l'enceinte destinée aux jeunes du CO, de nouveaux vestiaires  pour les joueurs et les arbitres, de sanitaires, d'une salle pour le contrôle antidopage, et aussi d'une tribune couverte de 150 places pour un montant de 500 000 euros.

### Centre d'entraînement au Lévézou à Saïx
En effet, il existe un centre d'entraînement du Levézou où les joueurs du CO s'entraînent avec salles de musculation, un gymnase, une salle vidéo, des salles de kinésithérapie, un restaurant, une laverie, et plusieurs terrains de rugby. Les entraîneurs et le médecin possèdent des bureaux. Le centre d'entraînement a été agrandi et modernisé en 2012 et 2019.

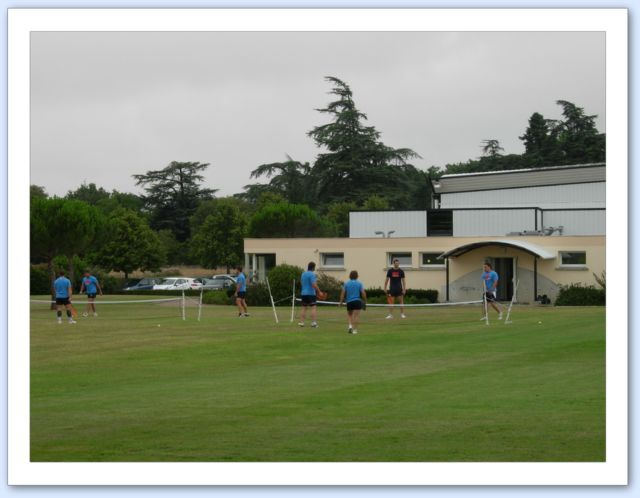
Centre d'entraînement du CO au Levézou à Saïx.

Le staff utilise un drone et des GPS pour mieux évaluer le rythme cardiaque, les déplacements des joueurs aux entraînements, l'état de forme physique, etc. Le CO utilise un bus ultra-moderne pour ses joueurs et des vols en avion depuis l'aéroport de Castres situé au Causse.

### Aspects juridiques et économiques

#### Organigramme
L'organisation du secteur sportif et administratif du CO s'articule de la manière suivante :
| Direction et administration du CO | Secteur sportif |
| --- | --- |
| Président : Pierre-Yves Revol Vice-présidents : Michel Dhomps Gérard Cholley Philippe Leroux Président de l'Association : Yves Salvaire Directeur : Matthias Rolland Ambassadeur : Rodrigo Capó Ortega Principal actionnaire : Groupe Pierre Fabre | Entraîneur en chef : Xavier Sadourny Entraîneur des trois-quarts : Julien Dumora Entraîneur des avants : Julien Tastet Entraîneur de la touche : Yannick Caballero Entraîneur de la mêlée : Karena Wihongi Entraîneur de la défense : Steven Setephano Consultant tir au but : Romain Teulet Consultant arbitre : Cédric Clavet Team manager : Marc-Antoine Rallier Directeur de la performance : Pierre Lassus Préparateurs physique : Julien Rebeyrol-Brimeur Geoffrey Duffau Analyste vidéo : Matthieu Axisa Lucas Loupias Staff médical : Pascal Rouanet Jonathan Suinot Maxime Redon Matthias Lacaze Valérie Virves Logistique : Adrian Lungu Silvia Lungu Pierre-Alain Cizek |

#### Budget
| Saison | 2010-2011 | 2011-2012 | 2012-2013 | 2013-2014 | 2014-2015 | 2015-2016 | 2016-2017 | 2017-2018 | 2018-2019 | 2019-2020 | 2020-2021 | 2021-2022 | 2022-2023 | 2023-2024 | 2024-2025 |
| Budget | 13,94 M€  | 15,12 M€  | 15,61 M€  | 17,33 M€  | 19,04 M€  | 20,34 M€  | 20,60 M€  | 21,73 M€  | 23,70 M€  | 25 M€     | 23 M€     | 22,80 M€  | 23 M€     | 24,70 M€  | 26,53 M€  |

Outre le groupe Pierre Fabre, troisième laboratoire pharmaceutique français et deuxième laboratoire dermo-cosmétique mondial, propriétaire du Castres olympique depuis 1988, plus de trois cents partenaires économiques sponsorisent le CO dont les principaux sont la Matmut, Renault, Bigard, Air France, Comau, Auchan. De plus, de nombreuses entreprises locales, et aussi les collectivités territoriales (Région Occitanie, département du Tarn, mairie de Castres et communauté d'agglomération Castres-Mazamet) soutiennent financièrement le club.
À cause de la pandémie de coronavirus, le CO enregistre une baisse de 2 millions d'euros pour le budget de la saison 2020-2021 s'élèvant à 23 millions d'euros. Le club est particulièrement affecté par la Covid-19. En 2024-2025, le budget du CO connaît par la suite une hausse de 7,5 % grâce à sa stabilité et l'arrivée de nouveaux partenaires nationaux comme Newrest.

### Équipementiers
Adidas est l'équipementier officiel du Castres olympique du début des années 1990. Un sponsor appartenant au Groupe Pierre Fabre (Sud Radio) apparaît pour la première fois sur le maillot et le short du CO en 1989.
A l'occasion du quart-de-finale du championnat de France lors de la saison 1992-1993, entre Castres et Narbonne, le CO porte sur son maillot le logo d'Evian. Puis, lors de la finale au Parc des Princes à Paris, entre Castres et Grenoble, le CO voulait arborer sur son maillot le logo de
TF1. Toutefois, France 2 le diffuseur officiel refusa entraînant une perte de 100 000 Francs pour le club selon le président Pierre-Yves Revol.
Mais en 1994, le CO, alors au sommet de la hiérarchie nationale, change d'équipementier pour signer avec Puma. Un nouveau sponsor apparaît sur le maillot du CO (Bis Travail temporaire).

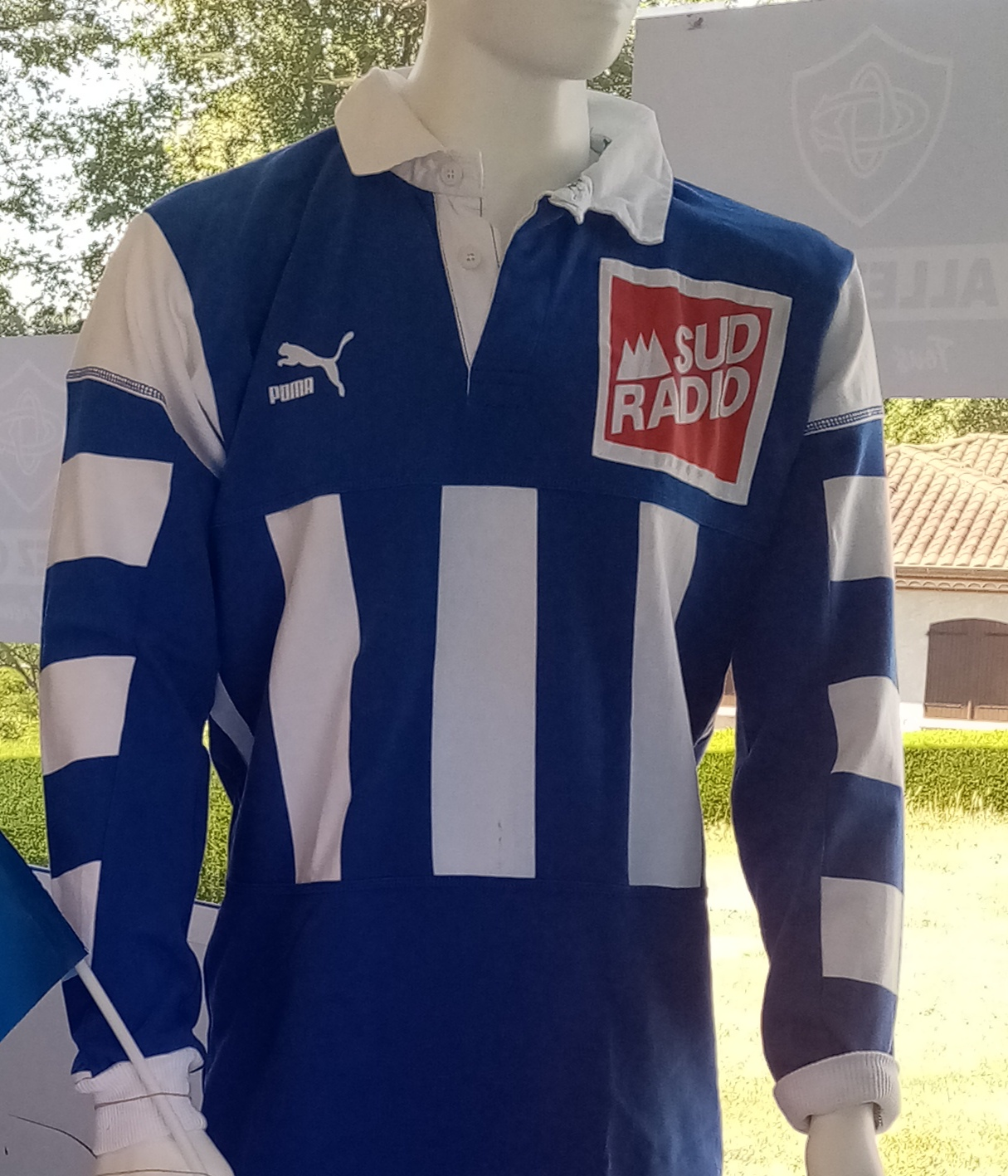
Maillot domicile Pumas du CO finaliste du championnat de France saison 1994-1995

À la fin des années 1990, le sponsor du groupe pharmaceutique Pierre Fabre apparaît sur le maillot olympien.
Au début des années 2000, quand Castres atteint les demi-finales du Top 16 et de la H Cup, le club est équipé par KooGa Rugby. En 2004, le CO porte des maillots signés par l'entreprise Canterbury.

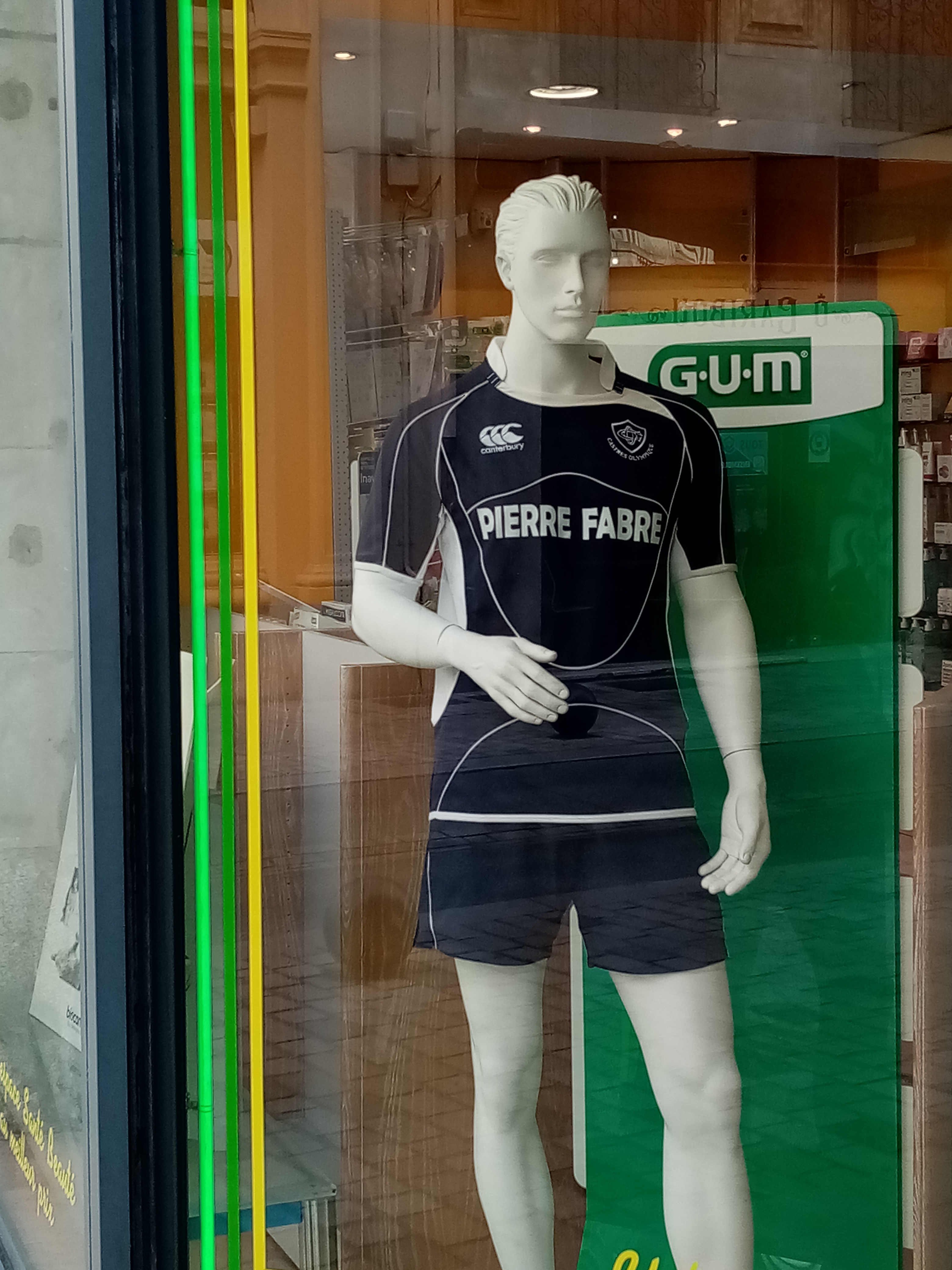
Maillot domicile Canterbury du CO barragiste du championnat de France saison 2009-2010

À la suite de la faillite de la filiale Europe de la marque néo-zélandaise en 2010, Castres s'associe avec l'équipementier français basé en Isère, Oztyle, pour une durée de trois ans. Les couleurs officielles du club restent le bleu et le blanc. Un maillot jaune doré spécial pour la Coupe d'Europe H Cup apparaît pour la première fois lors de la saison 2010-2011. Parfois, le club utilise un troisième jeu de maillot rouge.
Lors des saisons 2012-2013 et 2013-2014, le Castres olympique est équipé par Asics, un équipementier sportif d'origine japonaise. Le maillot domicile est blanc avec une bande bleue sous chaque manche. Le blason est sur le cœur et le logo Asics sous le col. Les vieilles maisons sur l'Agoût, emblèmes de la ville de Castres, apparaissent sur le maillot Asics. Le blason de la ville de Castres apparaît derrière le maillot.

Armoiries de la ville de Castres sur le maillot du CO.

Le maillot Asics saison 2012-2013 s'inspire du maillot Adidas du CO du début des années 1990 avec des bandes bleues typiques verticales et horizontales.
Entre 2014 et 2018, Kipsta du groupe Décathlon devient l’équipementier officiel du CO.
En 2018, Kappa devient le nouvel équipementier du Castres olympique champion de France 2018 pour une durée de cinq ans soit jusqu’en 2023,,. Le CO arbore pour les matches extérieurs en Top 14 un maillot vintage du début des années 1990. Pour la première fois depuis la fin des années 1990, le logo Pierre Fabre est déplacé à l'arrière du maillot dans le dos au profit du sponsor Matmut apparaissant sur le devant du maillot. Kappa sort un maillot spécial Coupe d'Europe pour la saison 2020-2021 représentant de nombreux monuments de Castres comme les vieilles maisons sur l'Agout, l'église Saint-Jean Saint-Louis, le coche d'eau Miredames, le château d'eau de Gourjade. En 2021-2022, le maillot extérieur blanc avec son camouflage rend hommage aux parachutistes du 8e RPima de Castres. Les Olympiens effectuent parfois des parcours de cohésion avec le régiment.

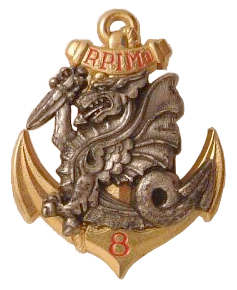
Insigne du 8e RPima lié à la ville de Castres et au CO.

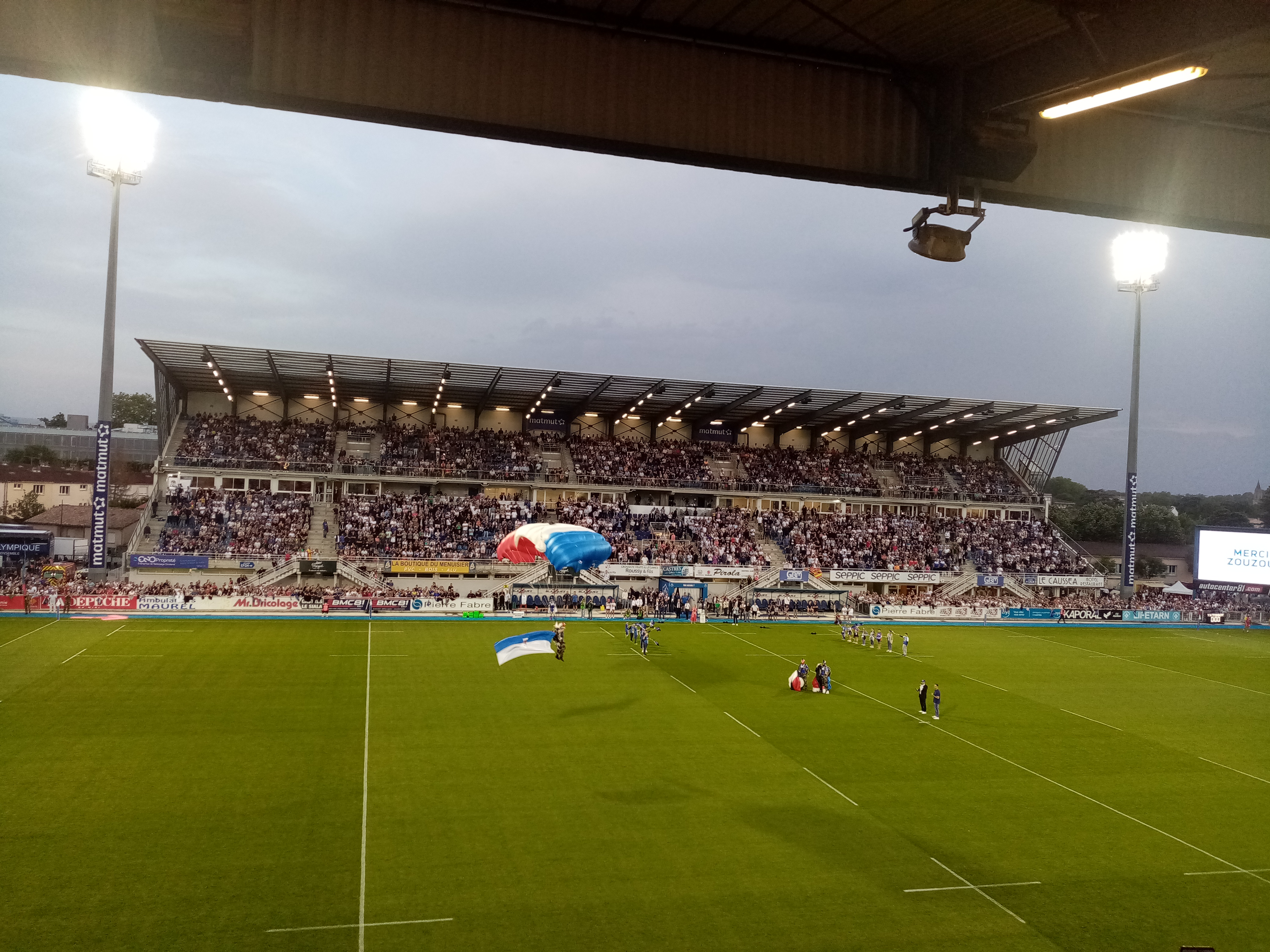
Parachutiste du 8e RPima de Castres déposant le ballon sur la pelouse du stade Pierre-Fabre pour le match CO-USAP (26-16) en 2023.

Pour la saison 2022-2023, le maillot Kappa qui est utilisé à domicile reprend le design Adidas des anciens maillots du CO afin de célébrer les 30 ans du titre polémique de 1993 et les 10 ans du titre de 2013. Le maillot extérieur possède des touches grises évoquant le CO dans les années 1920 surnommé "les petits gris". Enfin, le maillot du CO Seven reprend les différents blasons des clubs partenaires du 100% région. Le maillot coupe d'Europe est de couleur bleue avec des fleurs de pastel au niveau des épaules et manches. C'est une plante locale du sud-ouest, entre Toulouse, Carcassonne et Lautrec, utilisée pour teindre des draps et du linge en bleus, pour créer aussi de la gouache, etc. Castres est par ailleurs nommée la "ville bleue".
En 2023, le CO signe un partenariat de 3 ans avec l'équipementier Umbro,,. Lors de la saison 2023-2024, en Top 14, le maillot du CO domicile bleu fait référence aux cottes de mailles avec un col en liseré bleu royal. Le propriétaire du club, les Laboratoires Pierre Fabre, fait son retour sur l'avant du maillot. Le maillot du CO en Challenge européen évoque les broderies de buis en fleur de lys, symbole du pouvoir royal, du 
jardin de l'Évêché de Castres.
Pour la saison 2024-2025, le maillot du CO évoque par son graphisme le granit et la roche du
Sidobre. En Coupe d'Europe, le maillot du CO évoque la Montagne Noire et ses forêts de conifères.
| Années     | Sponsors sur maillot et short | Équipementier officiel |
| ---------- | --- | ---------------------- |
| 1989-1993  | Sud Radio, Evian | Adidas                 |
| 1993-1995  | Sud Radio, BisTemporaire | Pumas                  |
| 1996-2004  | Pierre Fabre, RTL, Accord Hôtel, Vedior Bis                                                                                         | KooGa                  |
| 2004-2010  | Pierre Fabre, Vedior Bis | Canterbury             |
| 2010-2014  | Pierre Fabre, Matmut, Onet | Asics                  |
| 2014-2018  | Pierre Fabre, Matmut, Comau, Bigard, Renault                                                                                        | Kipsta                 |
| 2018-2023, | Pierre Fabre, Matmut, Renault, Comau, Bigard, Randstad, Daydé Viticulture, Sud de France, Tarn Tourisme                             | Kappa                  |
| 2023-2026, | Pierre Fabre, Matmut, Renault, Comau, Bigard, Randstad, Newrest, Daydé Viticulture, Sud de France, Elgydium, Dexeryl, Tarn Tourisme | Umbro                  |

### Supporters

#### Associations de supporters

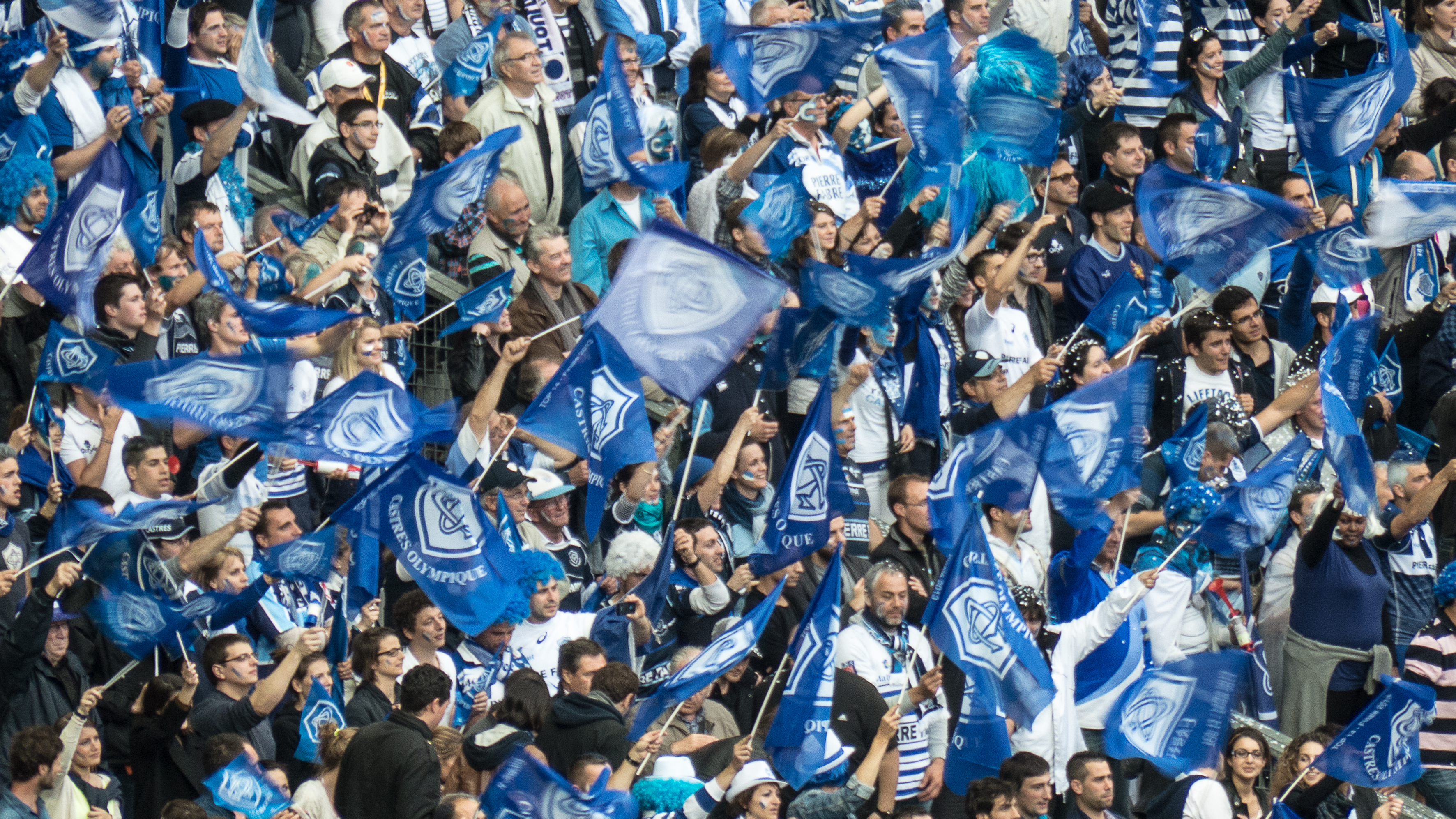
Supporters du Castres olympique, la Blue Army.

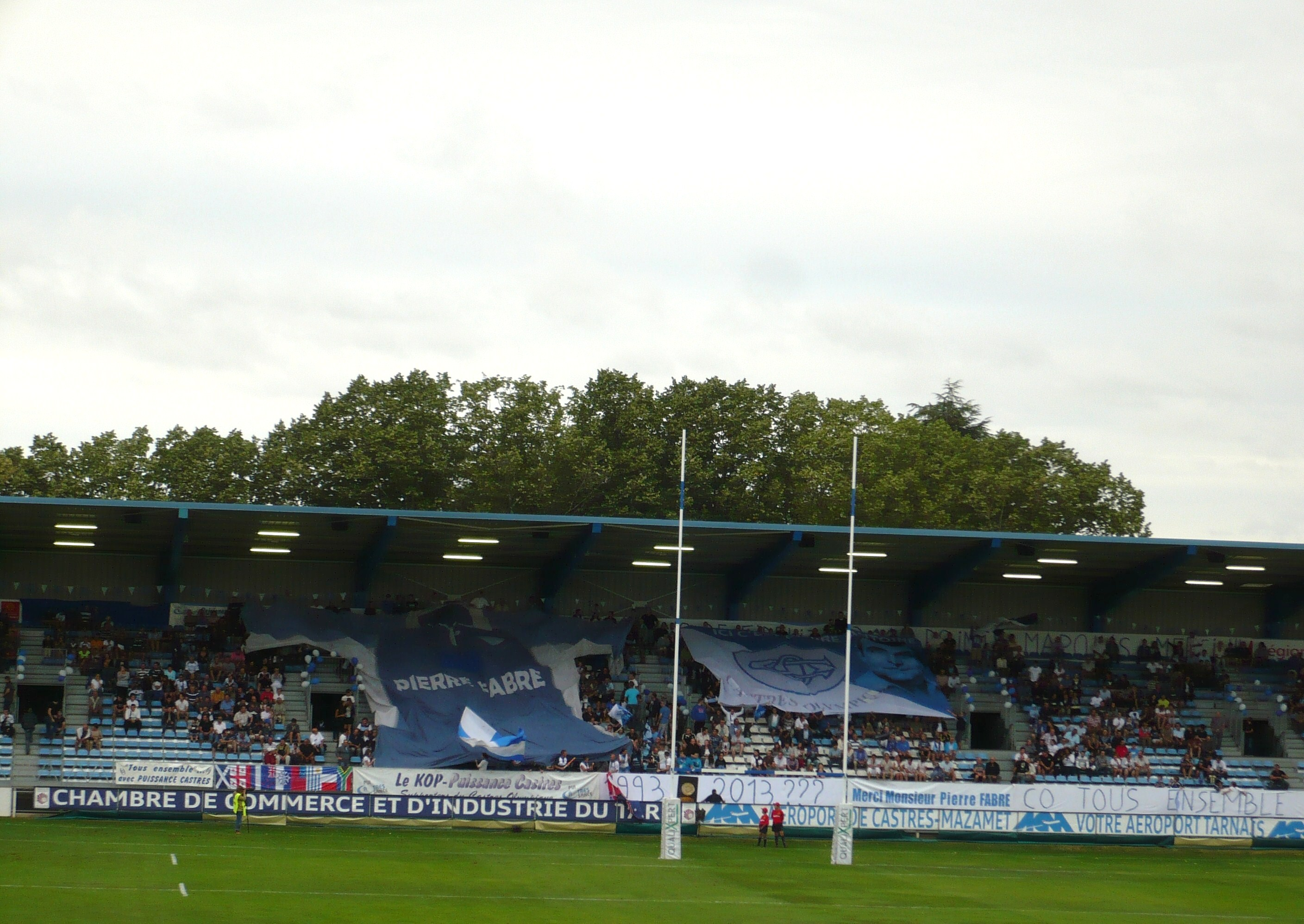
Animations du Kop Puissance Castres en Tribune Nord.

Il existe aujourd'hui cinq associations de supporteurs actives qui organisent les déplacements des supporteurs et l'animation des matches :
| Groupe de supporters | Année de fondation | Emplacement au stade Pierre-Fabre |
| -------------------- | ------------------ | --------------------------------- |
| Puissance Castres    | 2004               | Tribune Nord                      |
| Les Amis du rugby    | 2009               | Tribune Sud                       |
| Torcida castra       | 2018               | Tribune Nord                      |

La Blue Army coordonne les associations de supporters du CO pour les déplacements (bus, place, nourriture) à l'extérieur en Top 14 et en Coupe d'Europe. L'amicale des supporters gère les buvettes contribuant au financement des déplacements des supporters du CO en Top 14 et Coupe d'Europe à des prix souvent attractifs.
Depuis 2012, le club organise une soirée de présentation des joueurs, des recrues, du staff, des maillots aux abonnés du CO, ponctué par un apéritif offert par le club aux abonnés. En 2013 et 2018, Castres champion de France expose le Bouclier de Brennus sur la pelouse du stade Pierre-Fabre.
| Saison           | 2014-2015 | 2015-2016 | 2016-2017 | 2017-2018 | 2018-2019 | 2019-2020 | 2020-2021 | 2021-2022 | 2022-2023 | 2023-2024 |
| Nombre d'abonnés | 4600      | 5007      | 4986      | 5066      | 5346      | 4500      | 4000      | 4900      | 5100      | 5200      |

#### Mascotte
La mascotte du CO s'appelle Captain CO. Tel un super héros, il porte une cape et un masque. Il arbore les couleurs du club.

### Hymne et chants
Lorsque le CO dispute la finale polémique du championnat de France de première division 1992-1993, au Parc des Princes, à Paris, son hymne est Tous ensemble CO
En 2008, le CO possède un nouveau chant se nommant CO plus haut
Le musicien Christophe Delbard écrit une chanson intitulée  Diapason , sur l’air de « La Goffa Lolita », devenue l’hymne du CO qualifié en finale du championnat de France Top 14 2021-2022, au stade de France, à Saint-Denis.

## Personnalités du club

### Entraîneurs
| Période            | Entraîneur(s) en chef                                    | Adjoint(s) | Palmarès séniors |
| ------------------ | -------------------------------------------------------- | --- | --- |
| 1934-1935          | Henri Pistre                                             | | |
| 1948-1956          | Antonin Barbazanges                                      | Jean-Baptiste Bédère | Vainqueur Coupe de France 1948 Champion de France 1949 Champion de France 1950                                                        |

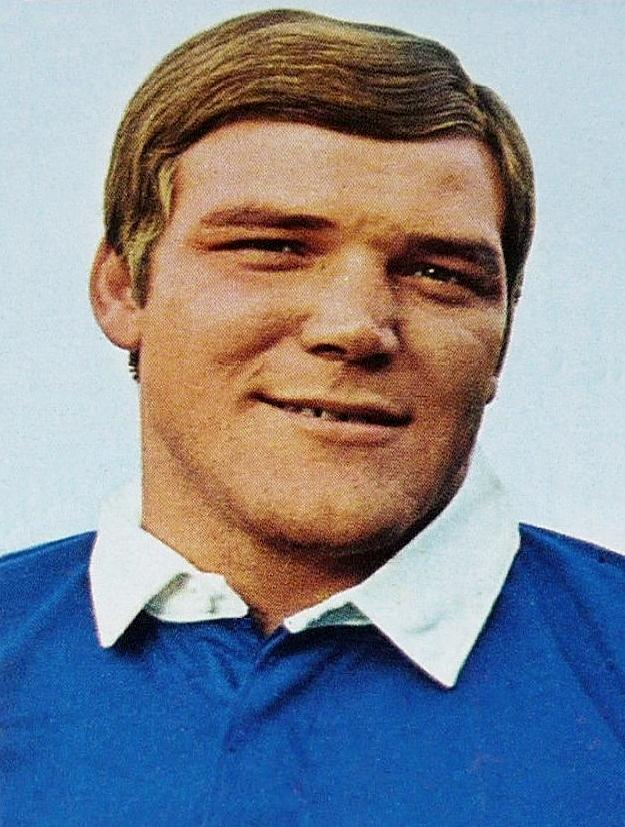
Gérard Cholley

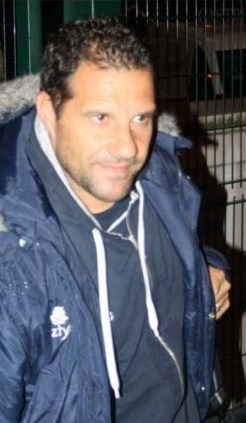
Laurent Labit

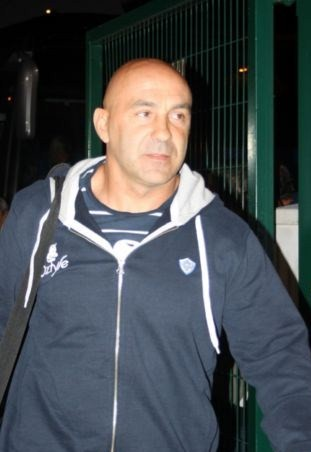
Laurent Travers

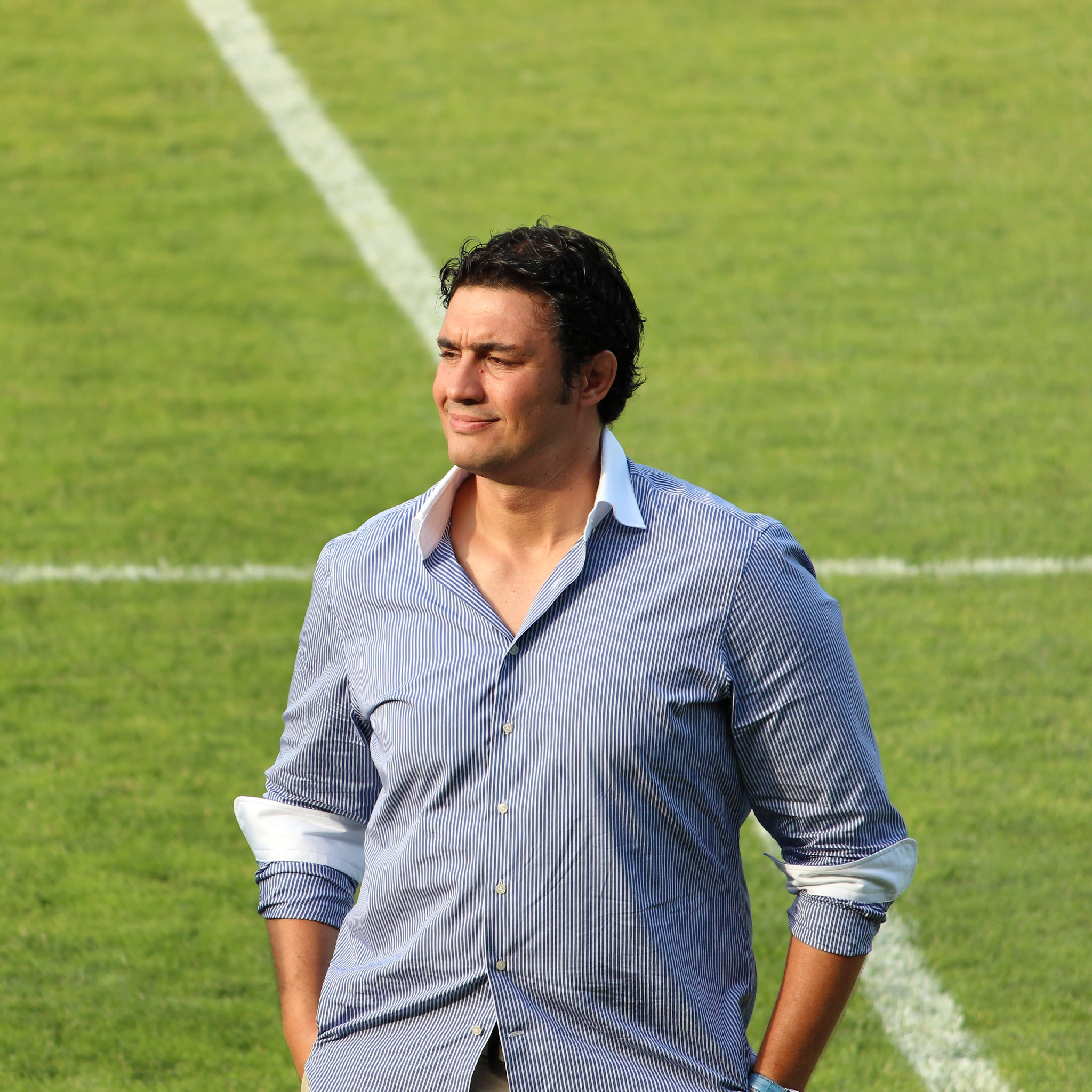
Matthias Rolland

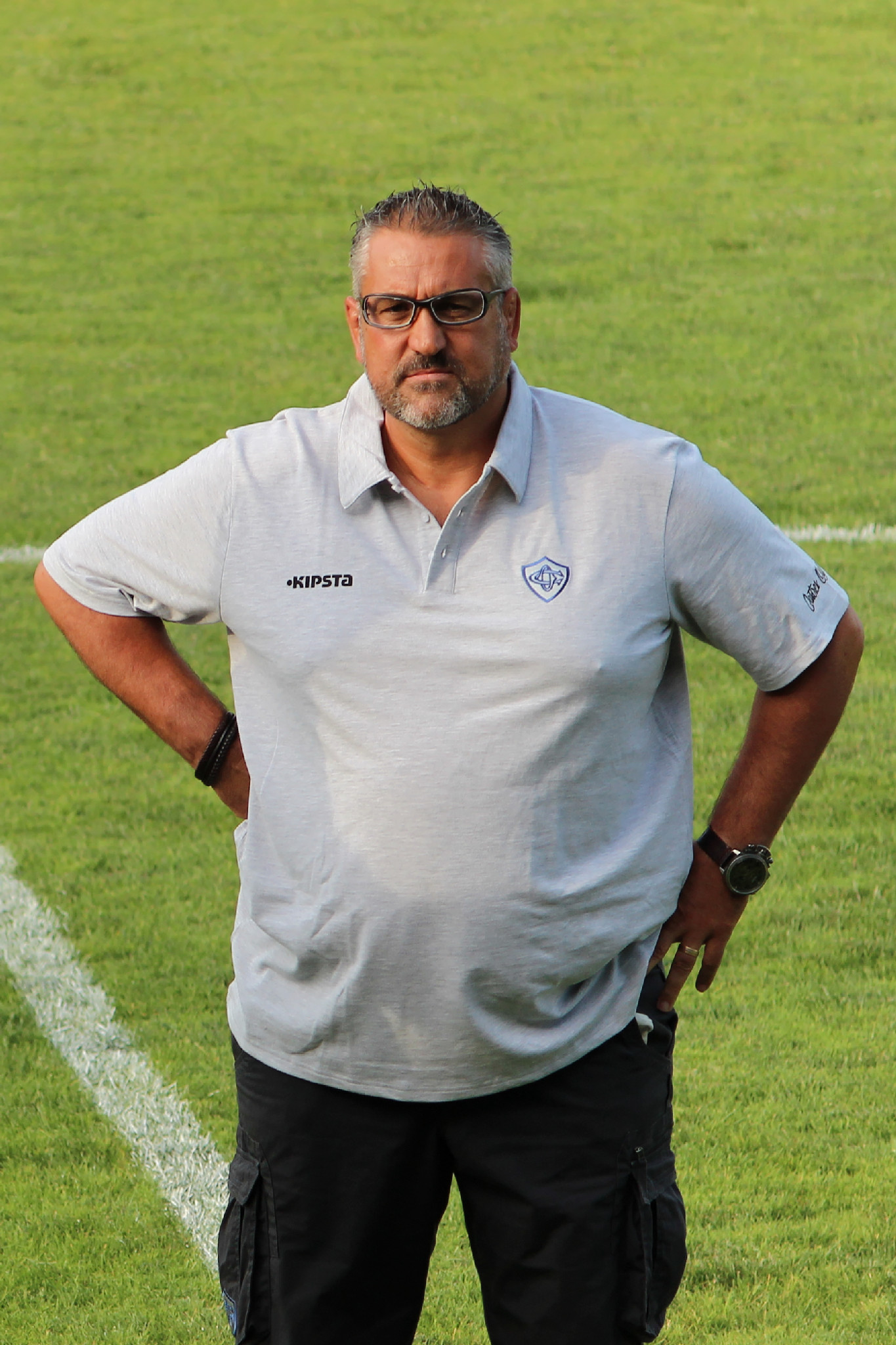
Christophe Urios

|                    |                                                          | | Vainqueur Coupe Adolphe Jaureguy 1974                                                                                                 |
| 1979-1980          | Gérard Cholley                                           | | |
| 1980-1981          | Claude Gonzales                                          | | Vainqueur Challenge Antoine Beguère 1981                                                                                              |
| 1981-1982          | Daniel Amalric                                           | Roger Gorsse et Christian Calmet                                                                                                 | Vainqueur Challenge Antoine Beguère 1982                                                                                              |
| 1982-1983          | Jacques Cabrol                                           | Marc Arganèse | |
|                    |                                                          | | Vainqueur Challenge Antoine Beguère 1985                                                                                              |
| 1988-1994          | Alain Gaillard                                           | Jacques Cauquil Serge Gabernet                                                                                                   | Champion de France Groupe B 1989 Vainqueur Challenge Jean Bouin 1992 Champion de France 1993, Finaliste Challenge Yves du Manoir 1993 |
| 1994-1995          | Jean-Marie Barsalou Thierry Merlos                       | | Vice-champion de France 1995 |
| 1995-1996          | Christian Déléris Jean-Marc Foucras                      | | |
| 1996-1998          | Christian Gajan                                          | Thierry Merlos (arrières) | Finaliste Challenge européen 1997 |
| 1998-2000          | Alain Gaillard                                           | Francis Rui (arrières) | |
| 2000-2001          | Jean-François Beltran (arrières)                         | | Finaliste Challenge européen 2000 |
| 2001-2002          | Rémi Trémoulet (avants) Jean-François Beltran (arrières) | | |
| 2002-2005          | Christian Gajan                                          | Christophe Urios (avants) Philippe Bérot (arrières)                                                                              | Vainqueur Bouclier européen 2003 Vainqueur Challenge Sud-Radio 2003                                                                   |
| 2005-2006          | Laurent Seigne                                           | Philippe Bérot (arrières) | |
| 2006-2007          | Laurent Seigne                                           | Ugo Mola (arrières) | |
| 2007               | Mauricio Reggiardo (avants) Ugo Mola (arrières)          | | |
| 2007               | Jeremy Davidson (avants) Ugo Mola (arrières)             | | |
| Décembre 2007-2009 | Alain Gaillard                                           | Jeremy Davidson (avants) Mark McCall (arrières)                                                                                  | |
| 2009-2013          | Laurent Labit (arrières) Laurent Travers (avants)        | | Champion de France 2013 |
| 2013-2015          | Matthias Rolland                                         | Serge Milhas (avants) David Darricarrère (arrières)                                                                              | Vice-champion de France 2014 |
| 2015               | Matthias Rolland                                         | Mauricio Reggiardo (avants) David Darricarrère (arrières)                                                                        | |
| 2015-2019          | Christophe Urios                                         | Joe El Abd (avants) Frédéric Charrier (arrières)                                                                                 | Champion de France 2018 |
| 2019-2020          | Mauricio Reggiardo                                       | Patrick Furet (avants) Stéphane Prosper (arrières) Joe Worsley (défense)                                                         | |
| 2020-2021          | Mauricio Reggiardo                                       | Pierre-Henry Broncan (avants) Stéphane Prosper (arrières) Joe Worsley (défense)                                                  | |
| Janvier-juin 2021  | Pierre-Henry Broncan                                     | David Darricarrère (arrières) Joe Worsley (défense)                                                                              | |
| 2021-2022          | Pierre-Henry Broncan                                     | David Darricarrère (arrières) Yannick Caballero (touche) Karena Wihongi (mêlée) Joe Worsley (défense)                            | Vice-champion de France 2022 |
| 2022-2023          | Pierre-Henry Broncan                                     | David Darricarrère (arrières) Yannick Caballero (touche) Karena Wihongi (mêlée) Rory Kockott (défense)                           | |
| mars-juin 2023     | Jeremy Davidson                                          | David Darricarrère (arrières) Yannick Caballero (touche) Karena Wihongi (mêlée) Rory Kockott (défense)                           | |
| 2023-2024          | Jeremy Davidson                                          | David Darricarrère (arrières) Yannick Caballero (touche) Karena Wihongi (mêlée) Steven Setephano (défense)                       | |
| 2024-2025          | Jeremy Davidson                                          | Xavier Sadourny (arrières) Yannick Caballero (touche) Karena Wihongi (mêlée) Steven Setephano (défense)                          | |
| janvier-juin 2025  | Xavier Sadourny                                          | Yannick Caballero (touche) Karena Wihongi (mêlée) Steven Setephano (défense)                                                     | |
| Depuis juin 2025   | Xavier Sadourny                                          | Julien Dumora (trois-quarts) Julien Tastet (avants) Yannick Caballero (touche) Karena Wihongi (mêlée) Steven Setephano (défense) | |

### Présidents
| Saisons   | Présidents            |
| --------- | --------------------- |
| 1906-1909 | Eugène Agert          |
| 1909-1919 | Maurice Saulieres     |
| 1919-1920 | Louis Perrot          |
| 1920-1924 | Joseph Sage           |
| 1924-1925 | Gabriel Revellat      |
| 1925-1927 | Étienne Carriol       |
| 1927-1939 | Gaudérique Llech      |
| 1939-1942 | Henri Delmas          |
| 1942-1958 | Roger Gabarrou        |
| 1958-1959 | Robert Sizaire        |
| 1959-1960 | Robert Bousquet       |
| 1960-1964 | Roger Gabarrou        |
| 1964-1980 | Robert Larroque       |
| 1980-1983 | Jean Matheu-Cambas    |
| 1983-1988 | Georges Beauville     |
| 1988-2008 | Pierre-Yves Revol     |
| 2008-2010 | Jean-Philippe Swiadek |
| 2010-2013 | Michel Dhomps         |
| 2014-     | Pierre-Yves Revol     |

### Capitaines
| Noms des capitaines | Capitanat   |
| ------------------- | ----------- |
| Jean-Pierre Gissot  | 1909–1910   |
| Marcel Burgun       | 1913–1914   |
| Pierre Crémailh     | 1920–1924   |
| Fafa Bousquet       | 1928–1930   |
| Jean Matheu-Cambas  | 1947–1949   |
| Jean Pierre-Antoine | 1949–1956   |
| Francis Rui         | 1988–1996   |
| Nicolas Hallinger   | 1996–1997   |
| Frédéric Séguier    | 1997–1998   |
| Jeremy Davidson     | 1998–2000   |
| Raphaël Ibanez      | 2000–2002   |
| Alexandre Albouy    | 2002–2005   |
| Kees Meeuws         | 2005–2006   |
| Lionel Nallet       | 2006–2009   |
| Rodrigo Capó Ortega | 2009–2010   |
| Chris Masoe         | 2010–2012   |
| Matthias Rolland    | 2012–2013   |
| Rémi Talès          | 2013–2014   |
| Rodrigo Capó Ortega | 2014–2019   |
| Mathieu Babillot    | depuis 2019 |

### Personnalités emblématiques
- Henri Pistre, ou l'abbé Pistre, dit « le Pape du rugby », est un prêtre français, né en 1900 à Mazamet et mort en 1981. Ancien joueur au SC Albi puis entraîneur du Castres olympique.
- Pierre Fabre, pharmacien né en 1926 à Castres et mort en 2013 à Lavaur, fondateur de l'un des trois plus grands groupes pharmaceutiques français, les Laboratoires Pierre Fabre et chevalier de la Légion d'honneur. Mécène du club pendant plus de 25 ans.
- Pierre-Yves Revol né à Jallieu, un des plus anciens président du club (1988-2008 et depuis 2014) encore en activité, ancien président de la LNR (2008-2013) et haut responsable du Groupe pharmaceutique Fabre.
- Gérard Cholley né à Luxeuil-les-Bains, ancien boxeur, parachutiste au 8e RPIMA de Castres, international avec le XV de France vainqueur du grand chelem en 1977 et vice-président du club depuis des décennies, décoré de la Légion d'honneur.

## Effectif 2025-2026
| Nom                       | Naissance         | Nationalité sportive | Sélections (points) | Dernier club          | Arrivée au club |
| Talonneurs                | Talonneurs        | Talonneurs           | Talonneurs          | Talonneurs            | Talonneurs      |
| ------------------------- | ----------------- | -------------------- | ------------------- | --------------------- | --------------- |
| Stefan Buruiana           | 3 mars 2003       | Roumanie             | 9 (0)               | Formé au club         | 2024            |
| Pierre Colonna            | 14 juin 2001      | France               | -                   | Formé au club         | 2020            |
| Teddy Durand              | 14 octobre 1999   | France               | -                   | Oyonnax Rugby         | 2025            |
| Loris Zarantonello        | 17 janvier 2000   | Italie               | 1 (0)               | SU Agen               | 2023            |
| Piliers                   |                   |                      |                     |                       |                 |
| Aurélien Azar             | 19 juin 1994      | France               | -                   | US Carcassonne        | 2022            |
| Levan Chilachava          | 17 août 1991      | Géorgie              | 54 (50)             | Montpellier HR        | 2021            |
| Will Collier              | 5 mai 1991        | Angleterre           | 2 (5)               | Harlequins            | 2024            |
| Nicolas Corato            | 7 octobre 1997    | France               | -                   | Section paloise       | 2024            |
| Loïs Guérois-Galisson     | 22 décembre 2001  | France               | -                   | RC Auch               | 2022            |
| Antoine Tichit            | 13 juin 1989      | France               | -                   | Oyonnax Rugby         | 2015            |
| Quentin Walcker           | 21 février 1996   | France               | 2 (0)               | USA Perpignan         | 2021            |
| Deuxièmes lignes          |                   |                      |                     |                       |                 |
| Guillaume Ducat           | 25 mai 1996       | France               | 1 (0)               | Section paloise       | 2024            |
| Paul Jedrasiak            | 6 février 1993    | France               | 10 (0)              | ASM Clermont Auvergne | 2024            |
| Romain Macurdy            | 21 septembre 2001 | France               | -                   | Montpellier HR        | 2023            |
| Gauthier Maravat          | 11 juin 2000      | France               | -                   | SU Agen               | 2022            |
| Leone Nakarawa            | 2 avril 1988      | Fidji                | 64 (65)             | RC Toulon             | 2022            |
| Tom Staniforth            | 13 août 1994      | Australie            | -                   | Waratahs              | 2020            |
| Florent Vanverberghe      | 22 juillet 2000   | France               | -                   | RC Toulon             | 2020            |
| Troisièmes lignes aile    |                   |                      |                     |                       |                 |
| Tyler Ardron              | 16 juin 1991      | Canada               | 40 (25)             | Chiefs                | 2020            |
| Mathieu Babillot          | 9 septembre 1993  | France               | 5 (0)               | Formé au club         | 2013            |
| Baptiste Cope             | 9 février 2002    | France               | -                   | Formé au club         | 2020            |
| Baptiste Delaporte        | 27 mars 1997      | France               | -                   | Formé au club         | 2017            |
| Simon Meka                | 14 mars 2000      | France               | -                   | SC Albi               | 2025            |
| Troisièmes lignes centre  |                   |                      |                     |                       |                 |
| Abraham Papali'i          | 20 juin 1993      | Nouvelle-Zélande     | -                   | CA Brive              | 2023            |
| Feibyan Tukino            | 16 juin 2001      | Nouvelle-Zélande     | -                   | FC Grenoble           | 2021            |
| Veresa Tuqovu Ramototabua | 12 juin 2000      | Fidji                | -                   | Oyonnax Rugby         | 2025            |
| Demis de mêlée            |                   |                      |                     |                       |                 |
| Santiago Arata            | 2 septembre 1996  | Uruguay              | 49 (76)             | Peñarol Rugby         | 2020            |
| Gauthier Doubrère         | 24 décembre 1995  | France               | -                   | Stade montois         | 2022            |
| Jérémy Fernandez          | 15 mai 1997       | France               | -                   | Formé au club         | 2019            |
| Demis d'ouverture         |                   |                      |                     |                       |                 |
| Louis Le Brun             | 28 février 2002   | France               | -                   | RC Toulon             | 2020            |
| Pierre Popelin            | 23 juin 1995      | France               | à sept              | Stade rochelais       | 2023            |
| Centres                   |                   |                      |                     |                       |                 |
| Vilimoni Botitu           | 15 juin 1998      | Fidji                | 15 (18)             | Fidji à 7             | 2020            |
| Adrea Cocagi              | 1er mars 1994     | Fidji                | 2 (0)               | USA Perpignan         | 2020            |
| Jack Goodhue              | 13 juin 1995      | Nouvelle-Zélande     | 18 (15)             | Crusaders             | 2023            |
| Adrien Seguret            | 22 juillet 1998   | France               | -                   | FC Grenoble           | 2022            |
| Ailiers                   |                   |                      |                     |                       |                 |
| Christian Ambadiang       | 13 janvier 1999   | Cameroun             | -                   | USON Nevers           | 2024            |
| Rémy Baget                | 27 juillet 1997   | France               | -                   | Aviron bayonnais      | 2024            |
| Nathanaël Hulleu          | 16 mai 2000       | France               | -                   | RC Vannes             | 2023            |
| Vuate Karawalevu          | 5 mars 2001       | Fidji                | 3 (0)               | Fijian Drua           | 2025            |
| Adam Vargas               | 11 août 2000      | France               | -                   | Valence Romans DR     | 2025            |
| Arrières                  |                   |                      |                     |                       |                 |
| Théo Chabouni             | 22 décembre 2003  | France               | -                   | Provence Rugby        | 2021            |
| Geoffrey Palis            | 8 juillet 1991    | France               | 2 (0)               | SC Albi               | 2013            |